# Kulturapfel

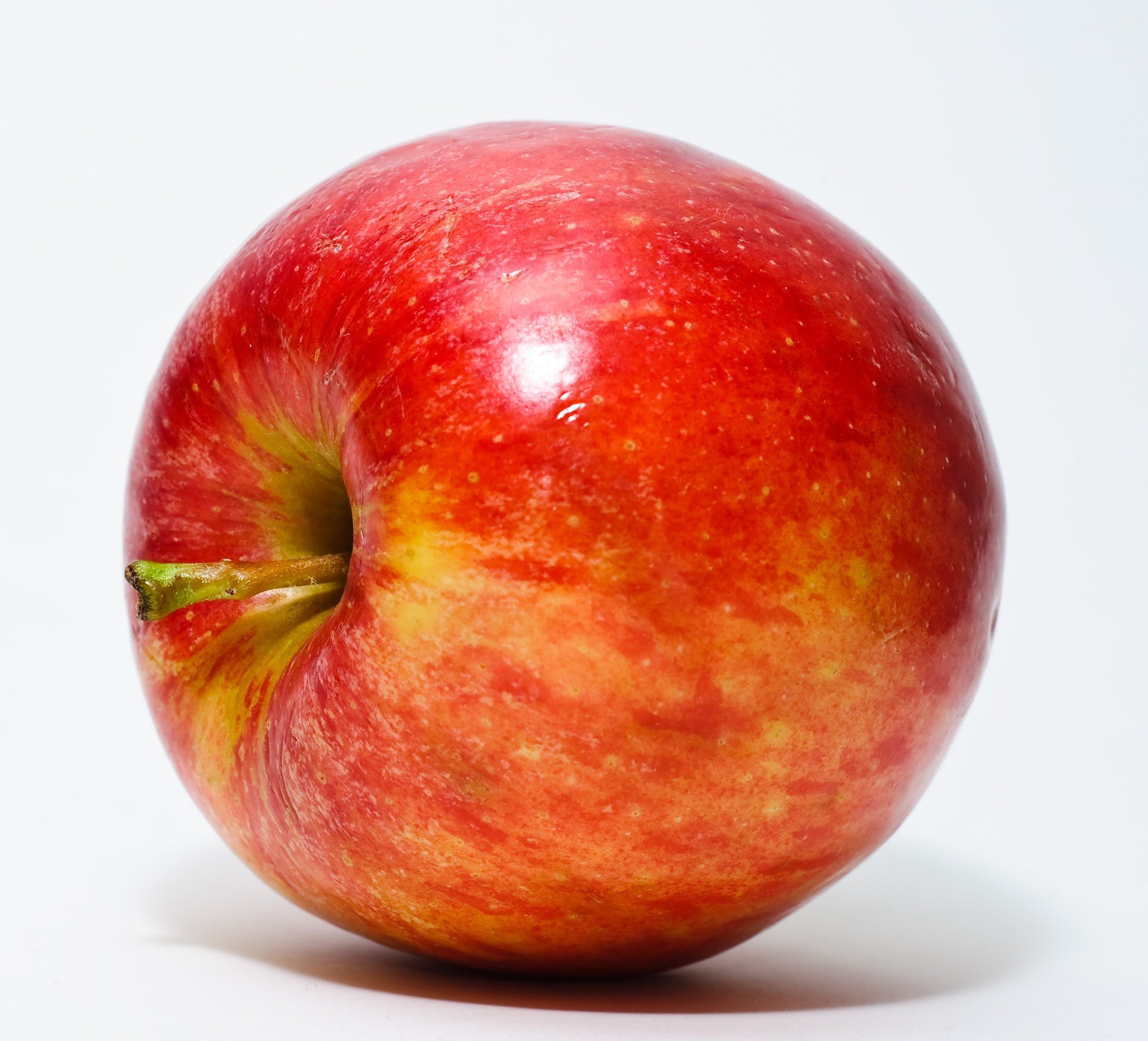
Ein reifer Apfel

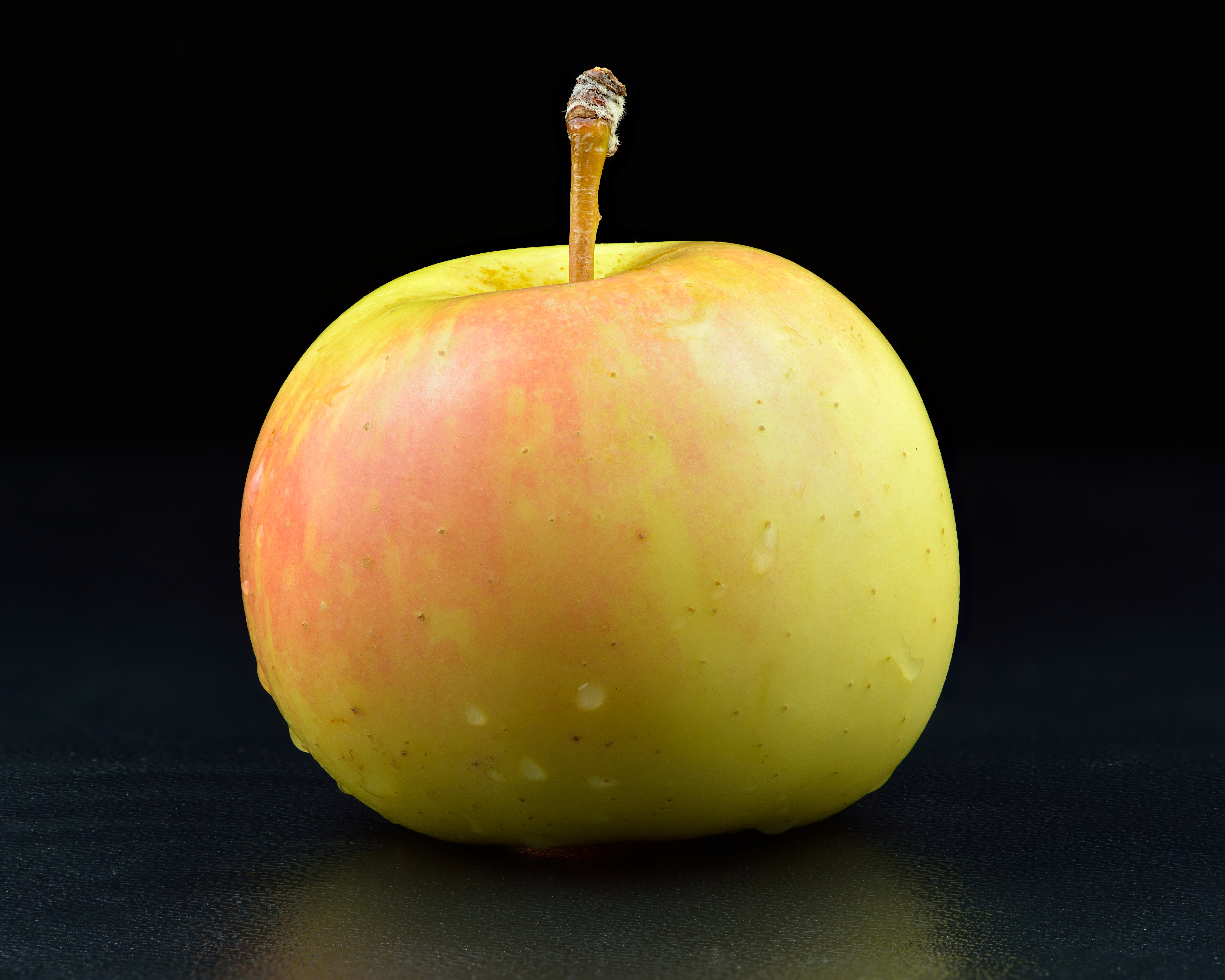
Apfel

Der Kulturapfel (Malus domestica Borkh., Synonym: Pyrus malus L.) ist eine weithin bekannte Art aus der Gattung der Äpfel in der Familie der Rosengewächse (Rosaceae). Er ist eine wirtschaftlich sehr bedeutende Obstart. Die Frucht des Apfelbaumes wird Apfel genannt.
Äpfel werden sowohl als Nahrungsmittel im Obstbau als auch zur Zierde angepflanzt.

## Beschreibung

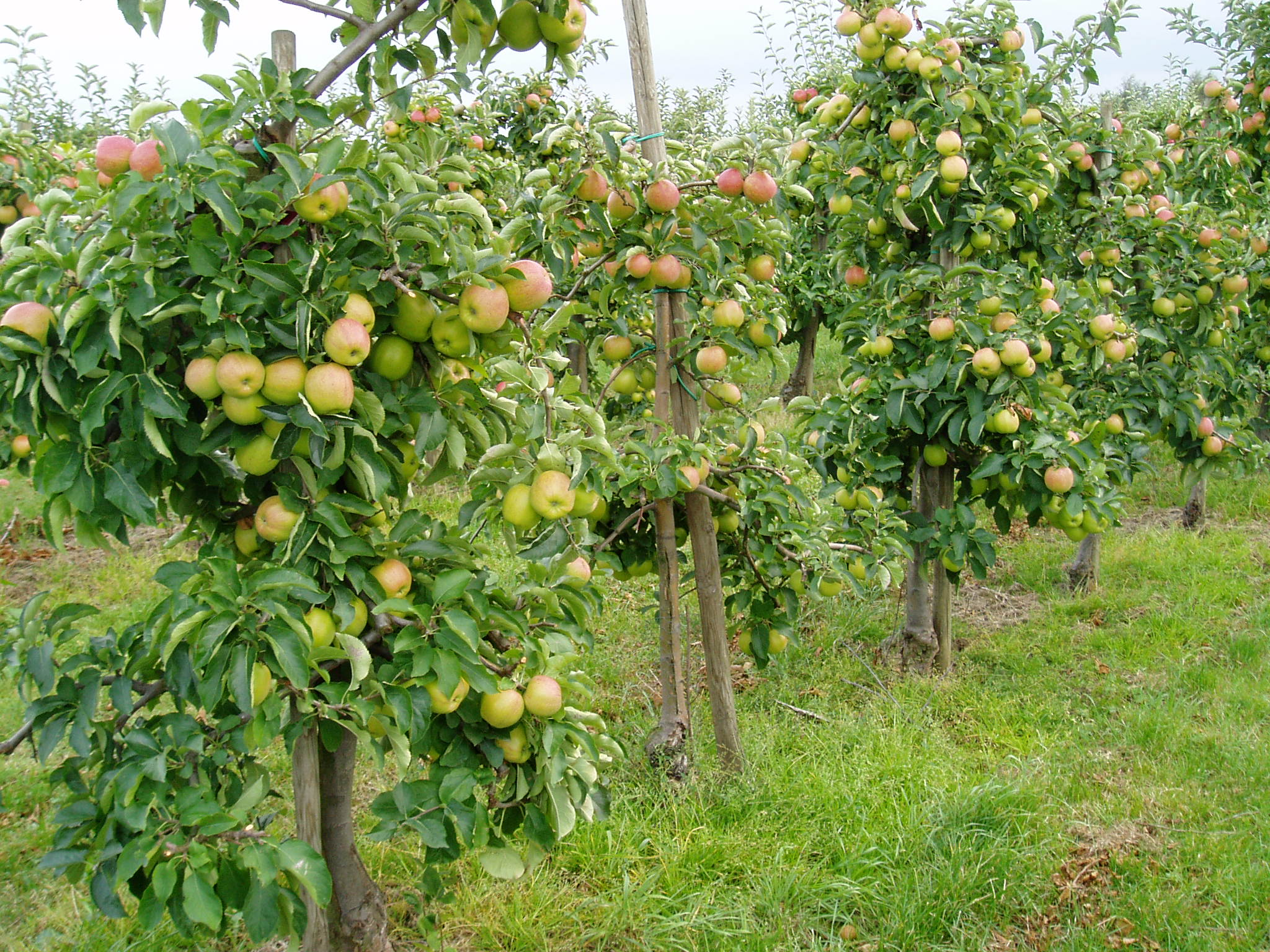
Apfelbäume im Alten Land

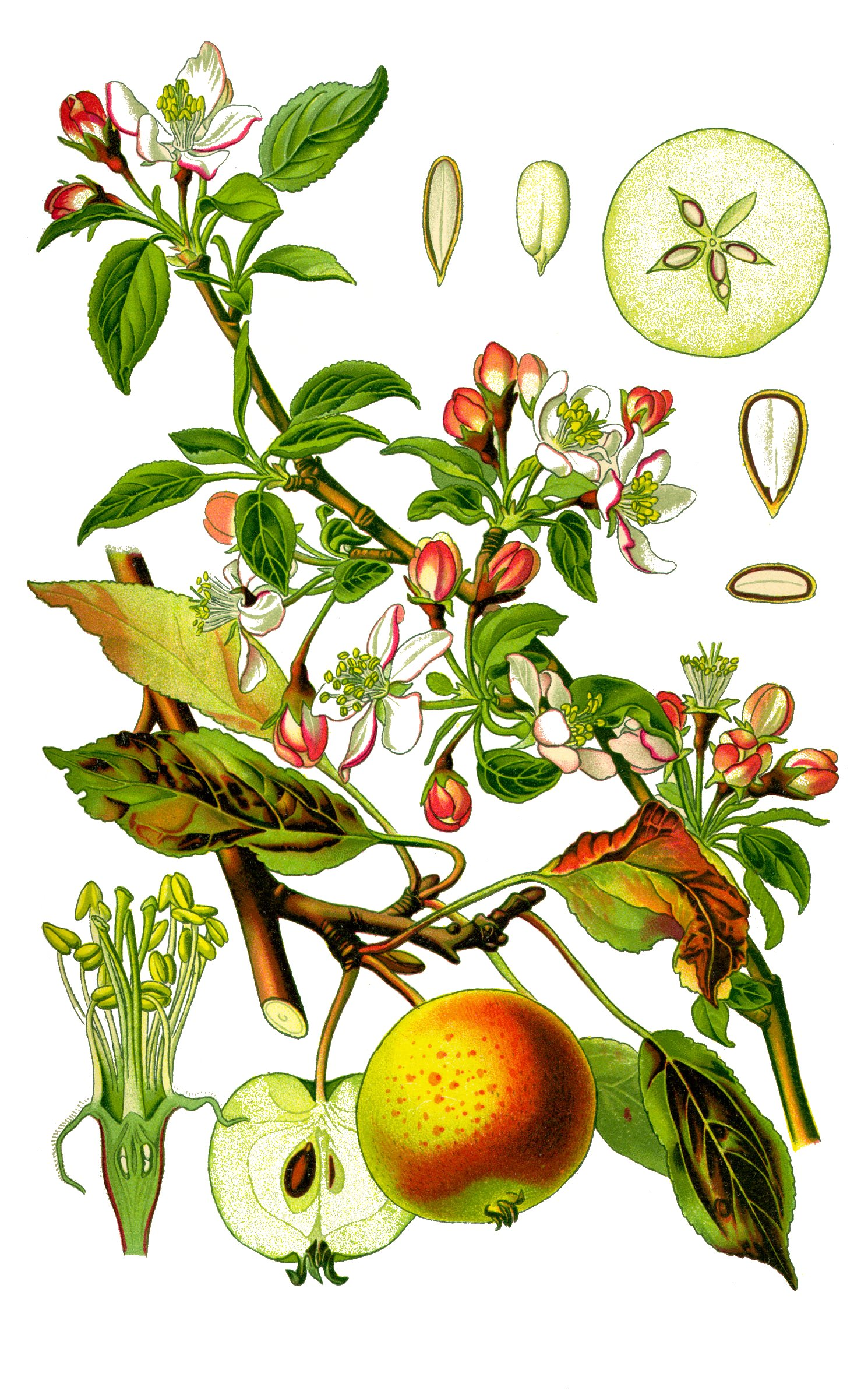
Malus domestica, Illustration

Winterknospe an einem Kurztrieb

### Habitus und Belaubung
Der Kulturapfel ist ein sommergrüner Baum, der im Freistand eine etwa 8 bis 15 Meter hohe, weit ausladende Baumkrone ausbildet. Tatsächlich ist diese Wuchsform selten zu beobachten, da die einzelnen Sorten in Verbindung mit ihren Unterlagen eine davon oft stark abweichende Wuchshöhe zeigen (als Extremfälle der Hochstamm und der Spindelbusch), die darüber hinaus durch den Schnitt nicht zur Ausprägung kommt. Der Stammdurchmesser erreicht über 75 Zentimeter, wie bei dem Apfelbaum Schafsnase in Dresden. In seltenen Ausnahmefällen können Apfelbäume bis gegen 20 Meter hoch werden.
Die wechselständig angeordneten Laubblätter sind oval, rund bis eiförmig oder elliptisch, meist gesägt, selten ganzrandig und manchmal gelappt.

### Holz
Das Holz des Kulturapfels gleicht dem des Holzapfels, hat einen hellrötlichen Splint und einen rotbraunen Kern. Es ist hart und schwer und zählt zu den heimischen Edelhölzern. Die besten Stücke liefern die mächtigen Stämme der Mostapfelbäume.

### Blütenstände und Blüten

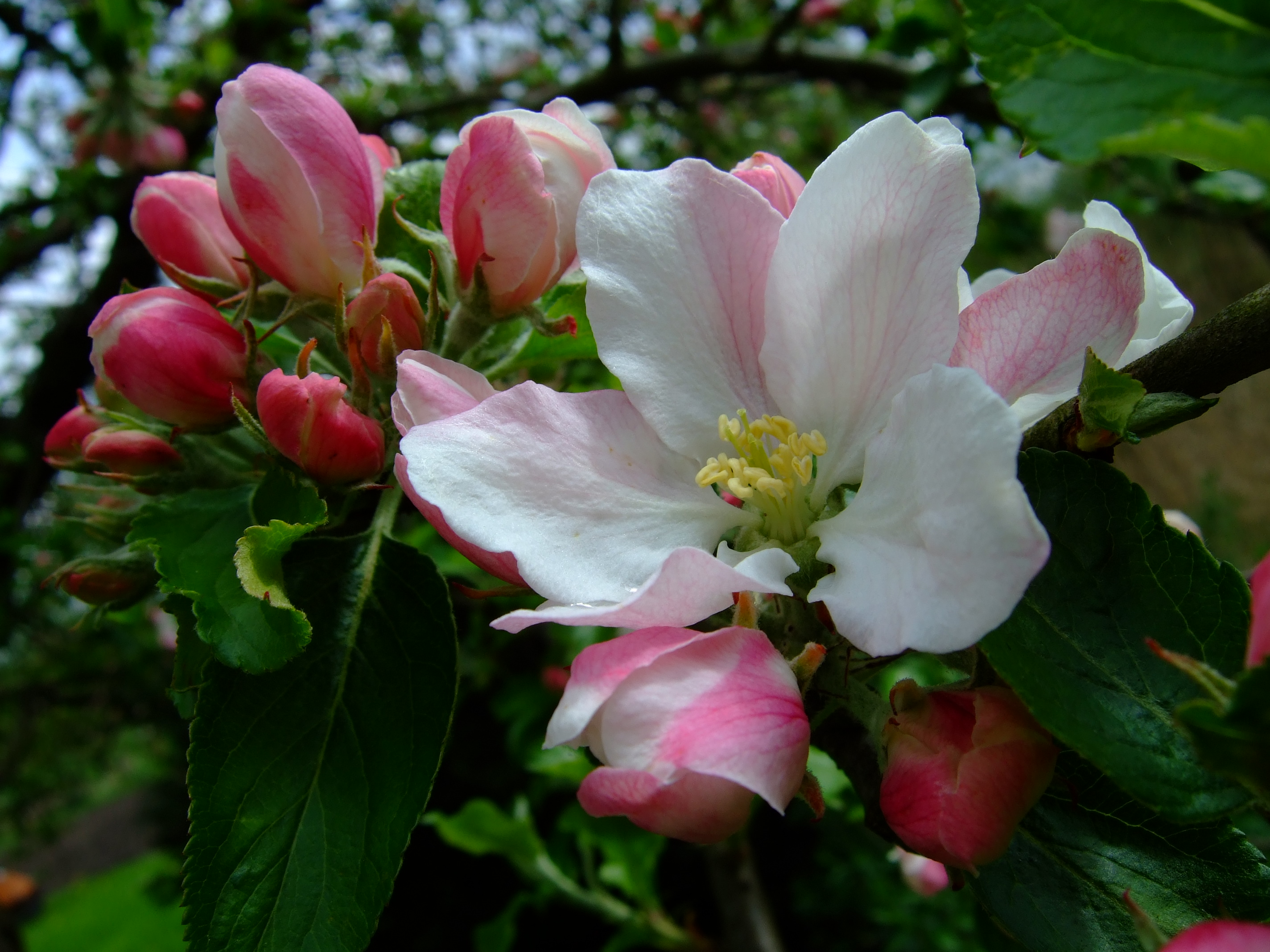
Blüten der Sorte Holsteiner Cox

Einzeln oder in doldigen Schirmrispen stehen die Blüten. Die fünfzähligen, radiären Blüten sind bei einigen Sorten halbgefüllt oder gefüllt, meist flach becherförmig, duftend und haben meist einen Durchmesser von zwei bis fünf Zentimeter. Die fünf Kronblätter sind weiß oder leicht rosa, im knospigen Zustand immer deutlich rötlich. Je nach Blüte sind viele Staubblätter und fünf Fruchtblätter vorhanden.
Der Apfelbaum blüht in Zentraleuropa meist im Mai. Der Blühbeginn des Apfels markiert im phänologischen Kalender den Beginn des Vollfrühlings. Durch die Protokollierung der örtlichen Verschiebungen der Apfelblüte können Rückschlüsse auf allgemein beobachtbare Klimaveränderungen gezogen werden. Insofern gilt sie als Indikator für die globale Erwärmung. Seit den 1950er-Jahren hat sich dadurch die Apfelblüte etwa in Norddeutschland um knapp zwei Wochen nach vorne verlagert.
Die Apfelblüte ist eine typische Bienenblüte. Dass fünf Prozent der Blüten bestäubt zu Früchten heranreifen, reicht bei Apfel oder Birne für eine Vollernte, während bei Steinobst der entsprechende Anteil 25 Prozent beträgt.

### Früchte

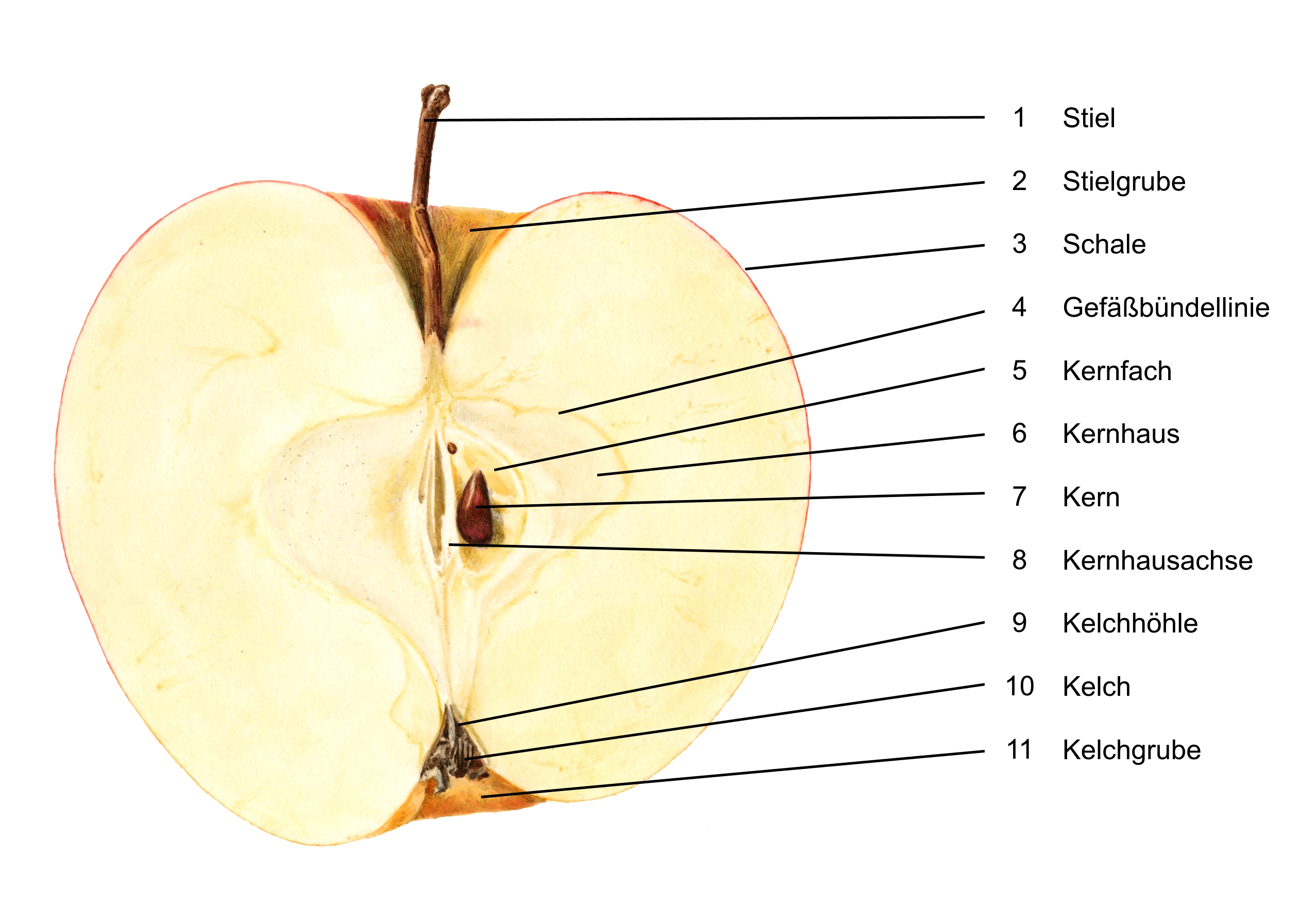
Bestandteile des Apfels

Das fleischige Gewebe (Fruchtfleisch) des Apfels, das normalerweise als Frucht bezeichnet wird, entsteht nicht aus dem Fruchtknoten, sondern aus der Blütenachse. Die Biologie spricht daher von Scheinfrüchten. Die Apfelfrucht – für die der Apfel typisch ist – ist eine Sonderform der Sammelbalgfrucht. Ein Balg besteht aus einem Fruchtblatt, das an einer Naht mit sich selbst verwächst. Innerhalb des Fruchtfleisches entsteht aus dem balgähnlichen Fruchtblatt ein pergamentartiges Gehäuse. Im Fruchtfleisch selbst sind höchstens noch vereinzelt Steinzellennester enthalten.
Äpfel reifen nach der Ernte nach. Sie zählen zu den klimakterischen Früchten. Ein beigelegter Apfel und eine Abdeckung lassen Bananen und andere Früchte schneller reifen. Grund ist das gasförmige Pflanzenhormon Ethen, das bei der Nachreifung freigesetzt wird. Aufgrund der enzymatischen Bräunung wird das Fruchtfleisch dort, wo es nicht durch die Schale geschützt ist, je nach Sorte und Vitamin-C-Gehalt verschieden schnell braun. Das ist gesundheitlich unbedenklich, beeinflusst jedoch die medizinische Heilwirkung. Braune Fäule in Zusammenhang mit Schimmelpilzen führt zu erhöhtem Patulin-Gehalt in Apfelsaft.
Beim Rohverzehr wird das harte Kerngehäuse zumeist verschmäht. Ihre Kerne (die Samen) enthalten Blausäure. Der Blausäuregehalt von Apfelsamen ist allerdings sehr gering, sortenspezifisch verschieden und unbedenklich beim Essen von nur wenigen ganzen Äpfeln.

### Chromosomenzahl
Die Chromosomenzahl beträgt 2n = 34 oder 3n=51.

## Ökologie
Der Kulturapfel ist ein winterkahler Laubbaum. Die Wurzel trägt eine VA-Mykorrhiza.
Die Blüten sind vorweibliche, duftende, Nektar führende Scheibenblumen. Die Blüten werden besonders reichlich von Bienen besucht. Der Nektar wird vom Blütenbecher abgegeben und ist mit 75 Prozent extrem zuckerreich. Fremdbestäubung ist obligat. Einige Apfelsorten lassen sich nicht einmal untereinander kreuzen (Intersterilität). Auch pollenfressende Käfer besuchen die Blüten.
Apfelfrüchte sind das Verwachsungsprodukt von fünf balgfruchtartigen, meist zweisamigen Einzelfrüchten, die sowohl das pergamentartige Gehäuse als auch den Blütenbecher bilden. Letzterer wächst bei der Fruchtreife zum mächtigen, zuckerreichen (bis ca. 13 Prozent) Fruchtfleisch heran. Es erfolgt vor allem Verdauungsausbreitung durch den Menschen, dazu Schwimmausbreitung ganzer Äpfel und Bearbeitungsausbreitung z. B. durch Nagetiere. Die bekannte Braunfärbung der Schnittflächen eines Apfels wird durch die Oxidation des Polyphenols Chlorogensäure hervorgerufen. Reifende Äpfel produzieren das Gas Ethen, das die Reifung anderer Früchte in der Nähe fördert; dies kann auch zu deren vorzeitigem Verderb führen. Die Samen des Apfels befinden sich normalerweise in einer Samenruhe, d. h., sie werden erst keimfähig, wenn die unter der Samenschale befindlichen Hemmstoffe in einem feuchten Keimbett abgebaut sind.
Weil die Kultursorten nicht samenbeständig sind, erfolgt die Vermehrung überwiegend durch Veredelung (vegetative Vermehrung). Gewöhnlich werden die gewünschten Sorten auf eine gutwüchsige Unterlage gepfropft. Verwilderte Apfelbäume vermehren sich auch reichlich durch Wurzelsprosse. Die Marssonina-Blattfallkrankheit ist eine Infektionskrankheit des Kulturapfels.

## Entstehung, Herkunft und Genetik
Der Kulturapfel ist eine Zuchtform, die nach bisherigen Darstellungen durch Kreuzung des Holzapfels (Malus sylvestris) mit Malus praecox oder Malus dasyphylia entstanden ist. Neuere genetische Untersuchungen weisen auf eine Abstammung vom Asiatischen Wildapfel (Malus sieversii) mit Einkreuzungen des Kaukasusapfels (Malus orientalis) oder des Kirschapfels (Malus baccata) hin. Die drei eingangs genannten Wildapfelsorten sind wahrscheinlich bereits recht früh eingekreuzt worden. Gesichert ist, dass im Kaukasus und im Mittleren Osten bereits vor 4000 Jahren Äpfel angebaut wurden.
Die ursprüngliche Heimat des Kulturapfels liegt demnach in Asien. In Almaty am Tian Shan wurden nach kasachischen Angaben schon vor 6.000 Jahren Früchte gehandelt, die dem heutigen Kulturapfel glichen. Die größte Stadt in Kasachstan, Almaty, hieß früher Alma-Ata, was in Kasachisch „Großvater der Äpfel“ bedeutet.
Über die Verbreitung des Apfelbaums von Asien nach Mitteleuropa ist nichts Näheres bekannt, möglicherweise gelangte er über Handelswege hierher, da die Frucht als lebensverlängerndes Heilmittel galt. Auch Schwarzwild und Pferde haben wohl zur Verbreitung durch Samen beigetragen.

### Genetischer Flaschenhals
Im Zuge der Domestizierung hat die Apfelpopulation einen Prozess durchlaufen, der sich in einer Verschiebung der genetischen Vielfalt im Vergleich zum Malus sieversii zeigt. Dabei spielten Zufälle ebenso wie Auslese eine Rolle. Schon die ursprüngliche Gründerpopulation kann nur einen Ausschnitt der Vielfalt des Malus sieversii dargestellt haben. Nach der Erfindung des Veredelns vor circa 3800 Jahren konnten einzelne Sortenklone, die besonders wohlschmeckend waren, gut verbreitet werden und damit einen stärkeren Einfluss auf die Populationsgenetik nehmen, als es bei reiner Samenanzucht wohl der Fall gewesen wäre, da hier keine Garantie für ebenso wünschenswerte Eigenschaften bestand. Dennoch spielten lokale Varietäten viele Jahrhunderte eine große Rolle, die beispielsweise von Bauern gezogen wurden, die nicht regelmäßig veredelten. Auch wenn viele dieser Varietäten durch beispielsweise bittere Noten nicht den heutigen Kundenerwartungen entsprechen, wurde so genetische Vielfalt bewahrt.
In der Züchtung der letzten 500 Jahre konnten einige dieser Apfelvarietäten einen überragenden Einfluss auf die Populationsgenetik gewinnen, da sie einerseits besondere Qualitäten aufwiesen und andererseits über königliche Gärten eine größere Bekanntheit erlangten. Dabei war dieser zunehmende Einfluss den jeweiligen Zeitgenossen nicht unbedingt ersichtlich, er ist jedoch heute in molekulargenetischen Analysen nachweisbar. So haben die heute kaum noch bekannten Renaissance-Apfelsorten Reinette Franche (Frankreich) und Margil (Großbritannien) sowie die nordeuropäische Sorte Alexander eine im Vergleich zu anderen Varietäten so große Zahl an Nachkommen hervorgebracht, dass sie als Founder (im Sinne von Gründereffekt) bezeichnet werden können und die heutige Sortengenetik sehr stark beeinflussen. In der modernen Züchtung der letzten 200 Jahre wurden sie zwar kaum noch verwendet, konnten jedoch ihre Gene durch ihre Nachfahren verbreiten; die später stark gebrauchten Sorten wie Ribston Pepping, Cox Orange, Jonathan, Red Delicious und Golden Delicious formen schließlich das heutige Erbgut erheblich. Ihre Aromen sind es auch, die heute als apfeltypisch angesehen werden, auch wenn ihr Höhepunkt längst überschritten ist und wiederum ihre Nachfahren wie Gala, Pinova und Kreuzungen von ihnen mit dem monogen schorfresistenten Wildapfel Malus floribunda das heutige Züchtungsbild bestimmen. Selbst Zufallssämlinge sind heute freilich meist direkte Nachkommen, da sie schließlich aus Griebschen der meistgebrauchten Äpfeln entsprossen sind. Ein Beispiel hierfür ist Braeburn, bei dem eine Abstammung von Delicious und Ribston Pepping nachgewiesen werden konnte.
Wirklich alte, unverwandte Sorten spielen in der heutigen Züchtung eine sehr untergeordnete Rolle. Bei ihren Nachfahren muss eine sehr viel größere Zahl untersucht und ausgelesen werden, um eine Sorte zu finden, die heutigen Qualitätsansprüchen genügt. Dies macht das ohnehin nicht profitable und risikoreiche Unterfangen der Apfelzüchtung noch unwirtschaftlicher als die Züchtung mit Klassikern, wo inzwischen die genetische Redundanz so hoch ist, dass die Erfolgsaussichten besser sind. Auch wird befürchtet, dass Verbraucher ungewöhnliche Aromen ablehnen. Die Absenkung der genetischen Vielfalt ist daher ein selbstverstärkender Prozess. Sie geht zwar mit einer erhöhten Krankheitsanfälligkeit einher, diese wird heute zumeist hingenommen, da durch die Globalisierung inzwischen so viele Krankheiten und Schadinsekten Einzug gehalten haben, dass keine Sorte gegen alle resistent sein kann und daher im Erwerbsobstbau mit Ansprüchen an makellose Früchte ohnehin mit Fungiziden, Insektiziden etc. behandelt werden muss.

## Inhaltsstoffe der Apfelfrucht
Die durchschnittliche Frucht des Kulturapfels besteht zu 85 Prozent aus Wasser.
Das komplexe Aroma des Apfels setzt sich aus zahlreichen Stoffen zusammen. In der quantitativen Zusammensetzung der Aromastoffe des Apfels gibt es große sortenbedingte Unterschiede. Im Wesentlichen sind Ester, Aldehyde und Alkohole am Apfelaroma beteiligt. Zu den wichtigsten Estern zählen Ethyl-2-methylbutyrat, Ethylbutyrat, 2-Methylbutylacetat, Butylacetat, Hexylacetat und 2-Methylbuttersäuremethylester. Zu den Aldehyden, die zum Teil erst beim Zerkleinern oder Kauen im Mund durch eine sehr schnelle enzymatische Umwandlung von Fettsäuren entstehen und die häufig auch als Grünnoten (Geschmack nach grünen Äpfeln wie Granny Smith) bezeichnet werden, gehören Hexanal und 2-Hexenal. Bei den Alkoholen sind 1-Butanol, 2-Methylbutanol, 1-Hexanol und 2-Hexenol von Bedeutung. Weitere Schlüsselaromastoffe des Apfels sind β-Damascenon und α-Farnesen.
Das Apfelaroma wird sehr stark von der Apfelsorte, klimatischen Faktoren, dem Erntezeitpunkt und der Lagerdauer nach der Ernte beeinflusst. Im Stadium der frühen Reife sind häufig kaum Ester nachweisbar. Bei länger gelagertem Obst kann der Estergehalt je nach Sorte dramatisch ansteigen. Diese Aromabildung während der Nachreifung wird aber nur bis zu einem bestimmten Ausmaß als angenehm und harmonisch empfunden. In der Endphase werden die Äpfel als überreif und parfümiert sensorisch abgelehnt. Die Nachreifung und die damit verbundene Aromabildung können durch Kühlung und Lagerung unter kontrollierter Atmosphäre gestoppt oder verlangsamt werden, wodurch es möglich geworden ist, über das ganze Jahr hinweg sensorisch akzeptable Apfelqualitäten anzubieten. Eine ausgeprägte natürliche Wachsschicht auf der Schale (wodurch ein Apfel durch Polieren glänzend gemacht werden kann) verhindert ein Austrocknen und macht Äpfel länger haltbar.

## Nutzung

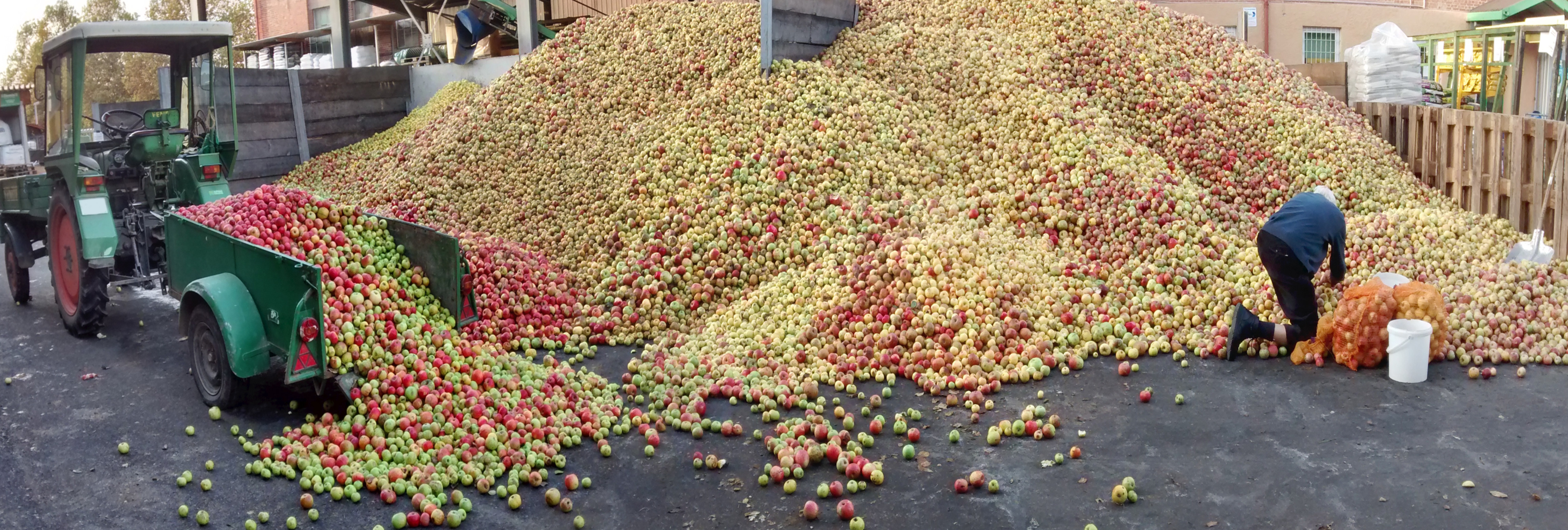
Fallobst der Apfelernte zur Saftherstellung

Kelten und Germanen verarbeiteten die wohl kleinen und harten Früchte des einheimischen Apfels. Sie verkochten das Obst zu Mus und gewannen Most daraus. Den Saft vergor man zusammen mit Honig zu Met.
Daneben ist sein Nektar mit 9 bis 87 Prozent Zuckergehalt (Saccharose) und einem Zuckerwert von bis zu 1,37 mg Zucker je Blüte pro Tag für die Bienen eine wichtige Tracht bei der Honigerzeugung.
Der Kulturapfel hat im Obstbau überragende Bedeutung, weil er von allen heimischen Obstarten am vielfältigsten verwendbar ist. Es gibt vom Apfel daher die weitaus meisten Zuchtformen; er gilt in unseren Breiten als das Obst schlechthin.

### Sorten

Früchte von verschiedenen Kulturapfelsorten

Die älteste dokumentierte Sorte des Kulturapfels in Deutschland ist vermutlich der Borsdorfer Apfel, der bereits 1170 von den Zisterziensern erwähnt wurde.
Um 1880 waren mehr als 20.000 Apfelsorten weltweit in Kultur, davon allein in Preußen über 2.300 Sorten. Seit dem Beginn der Industrialisierung bis ins frühe 20. Jahrhundert wurden vielfältiger Obstbau und Züchtung zur Versorgung der städtischen Großräume politisch gefördert. Unterstützt durch Obstbauliteratur und Pomologenvereine konnte eine große regionale Sortenvielfalt dokumentiert und erhalten werden.
Heute gibt es in Deutschland ungefähr 1.500 Sorten, von denen aber lediglich 60 wirtschaftlich bedeutend sind. Die aufwendige Sortenkunde und der Erhalt alter oder nicht mehr industriell genutzter Sorten wird heute von verschiedenen Vereinen betrieben.

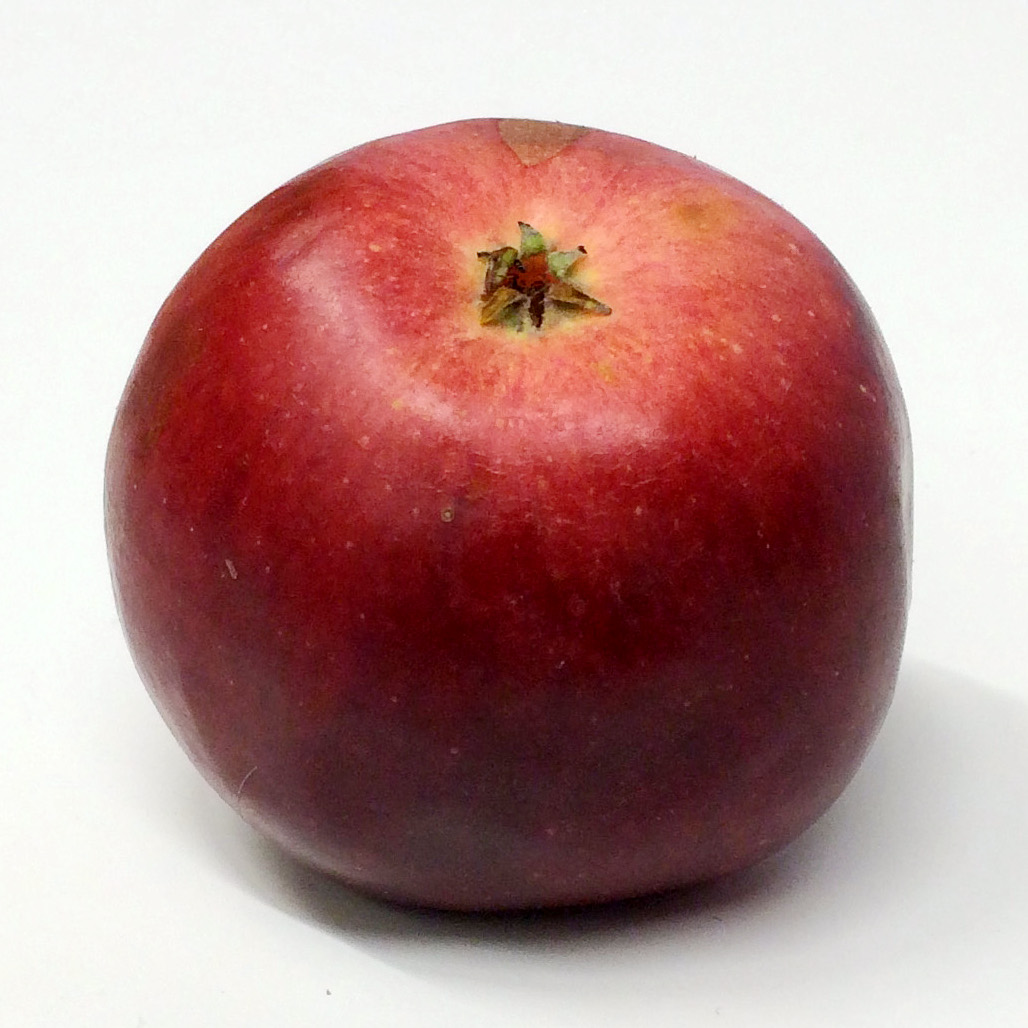
Alice
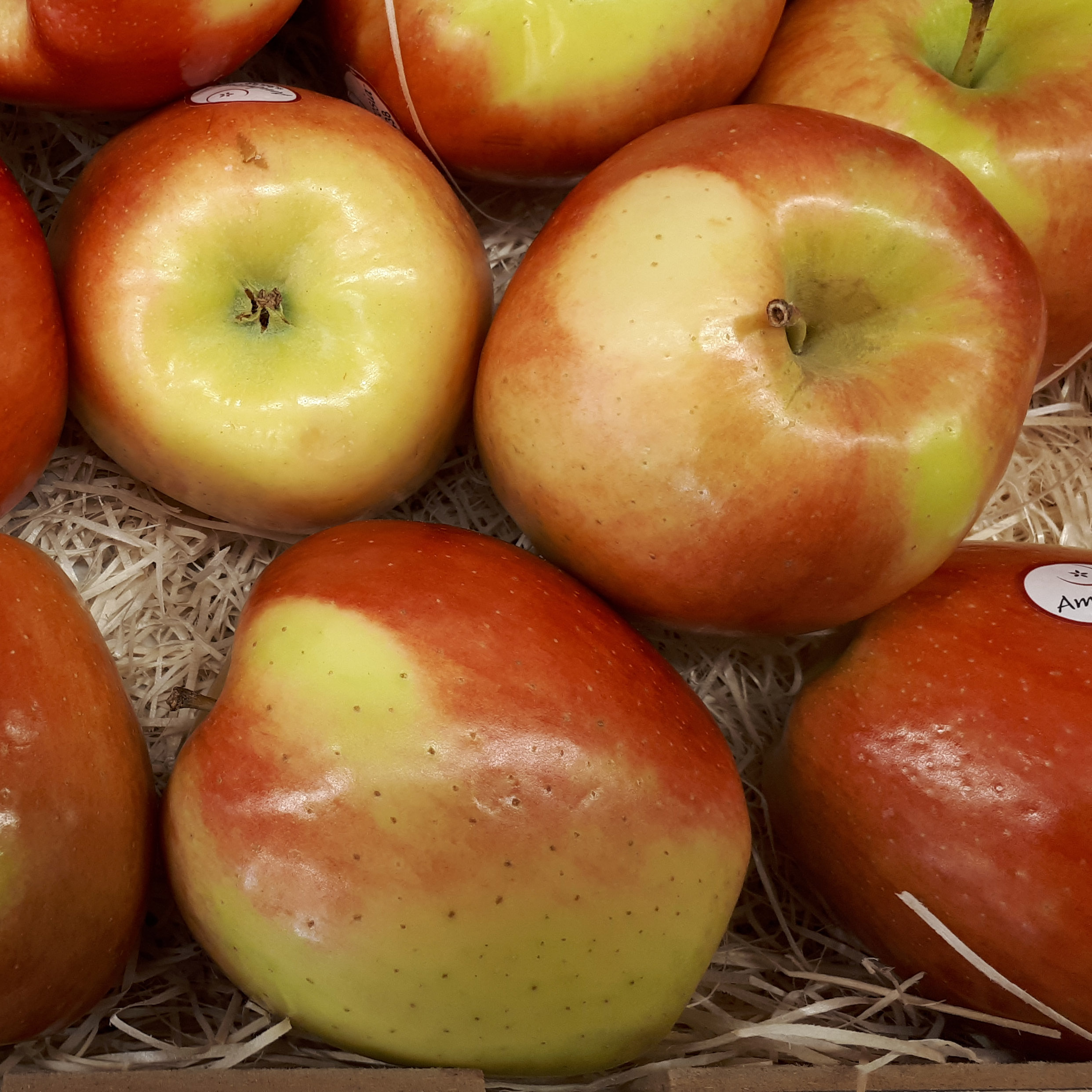
Ambrosia
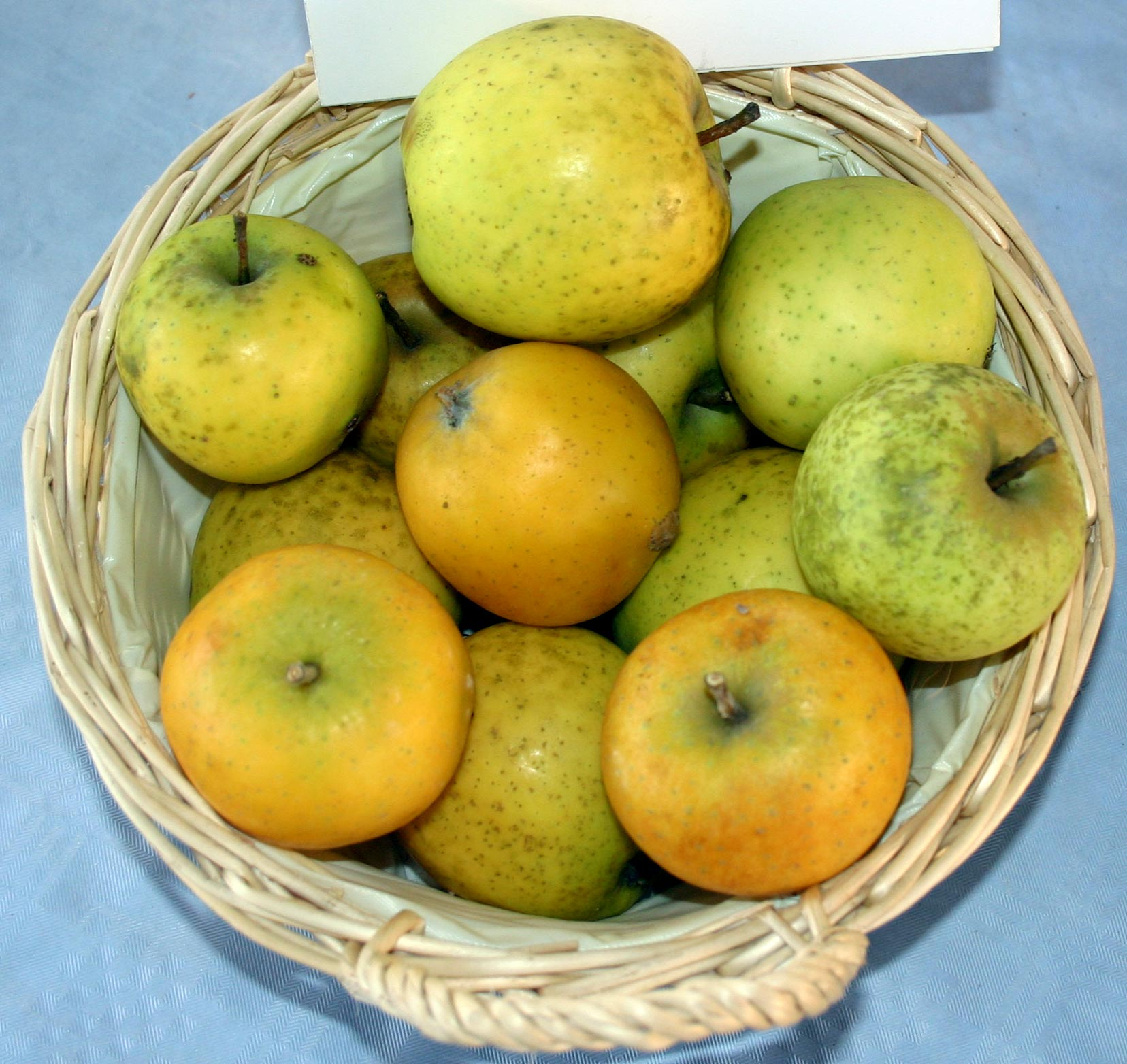
Ananasrenette
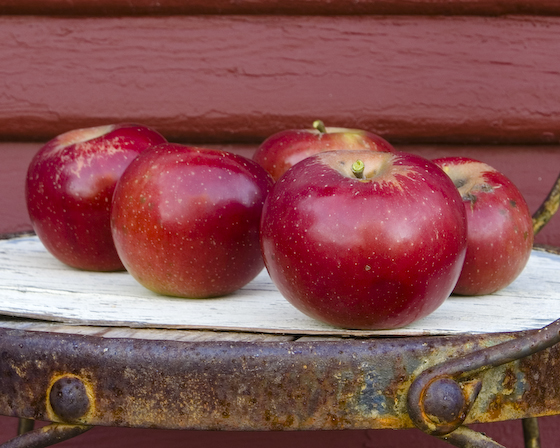
Arkansas Black
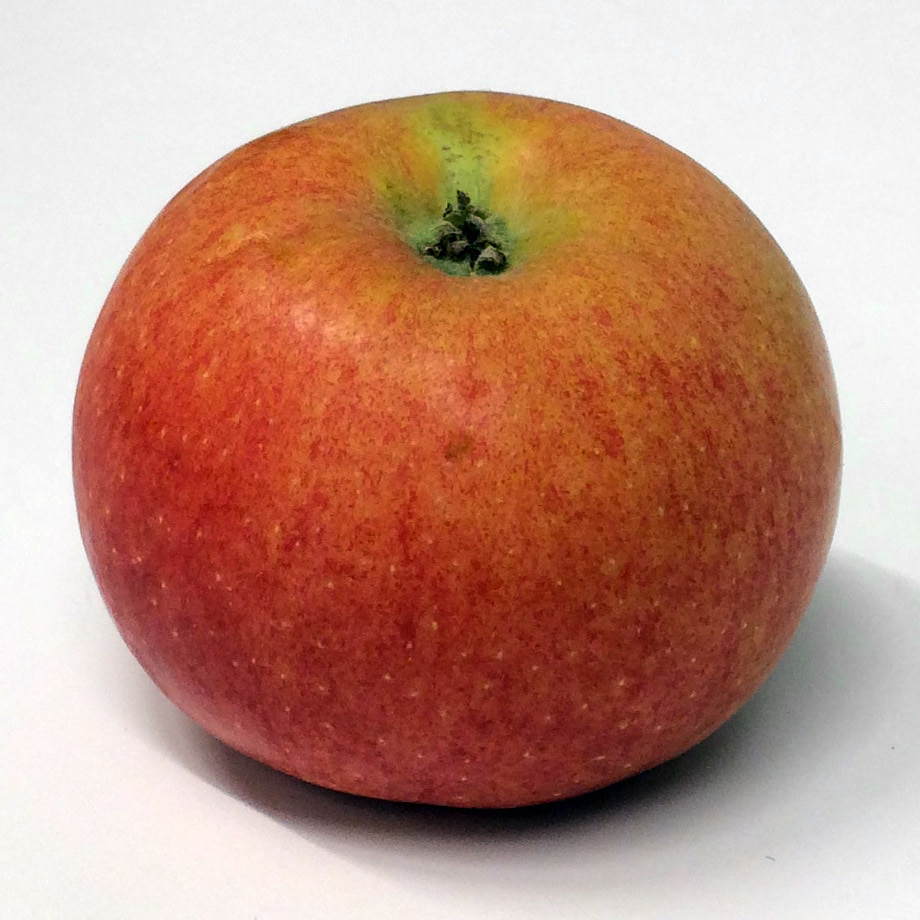
Aroma
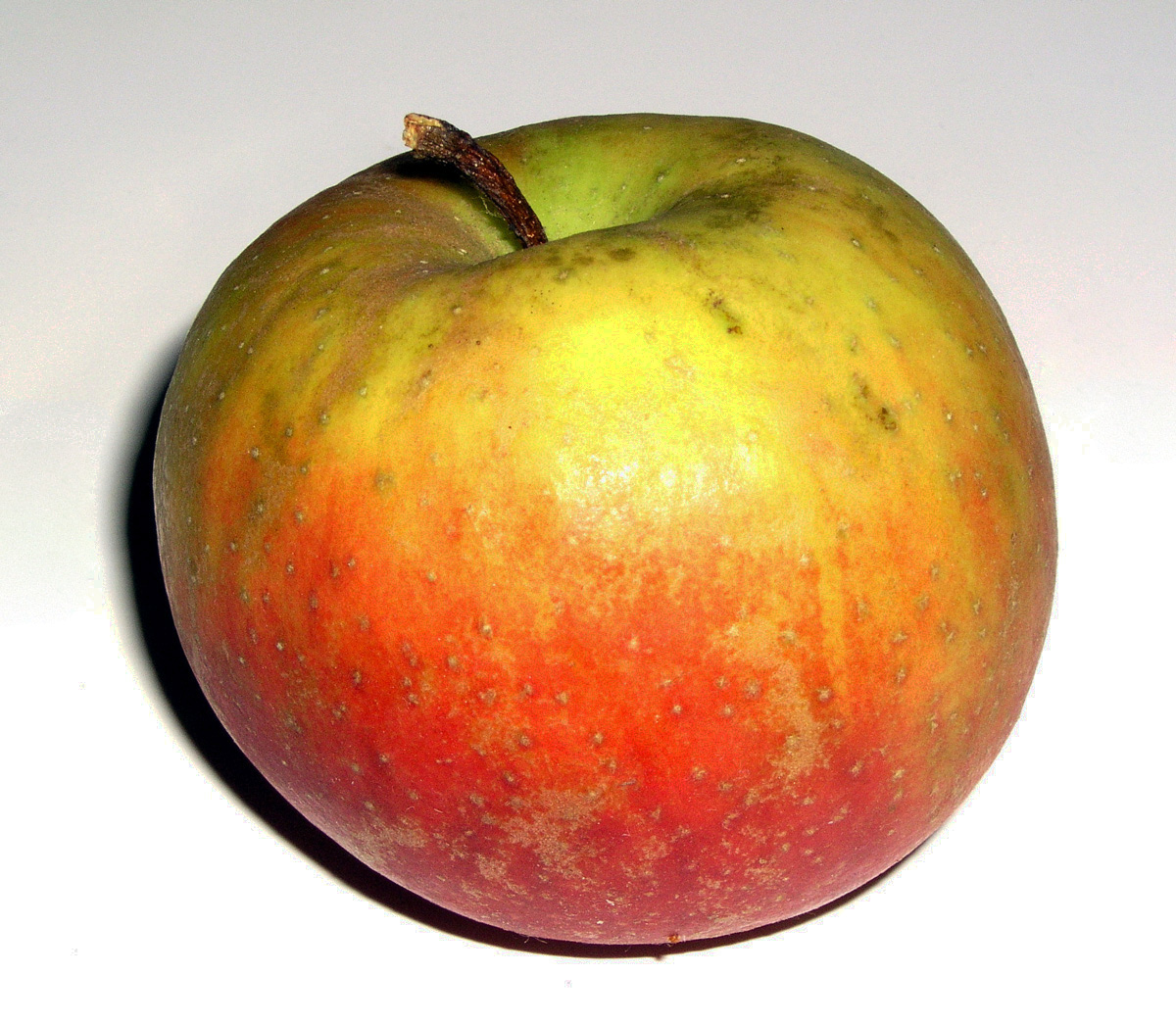
Schöner aus Boskoop
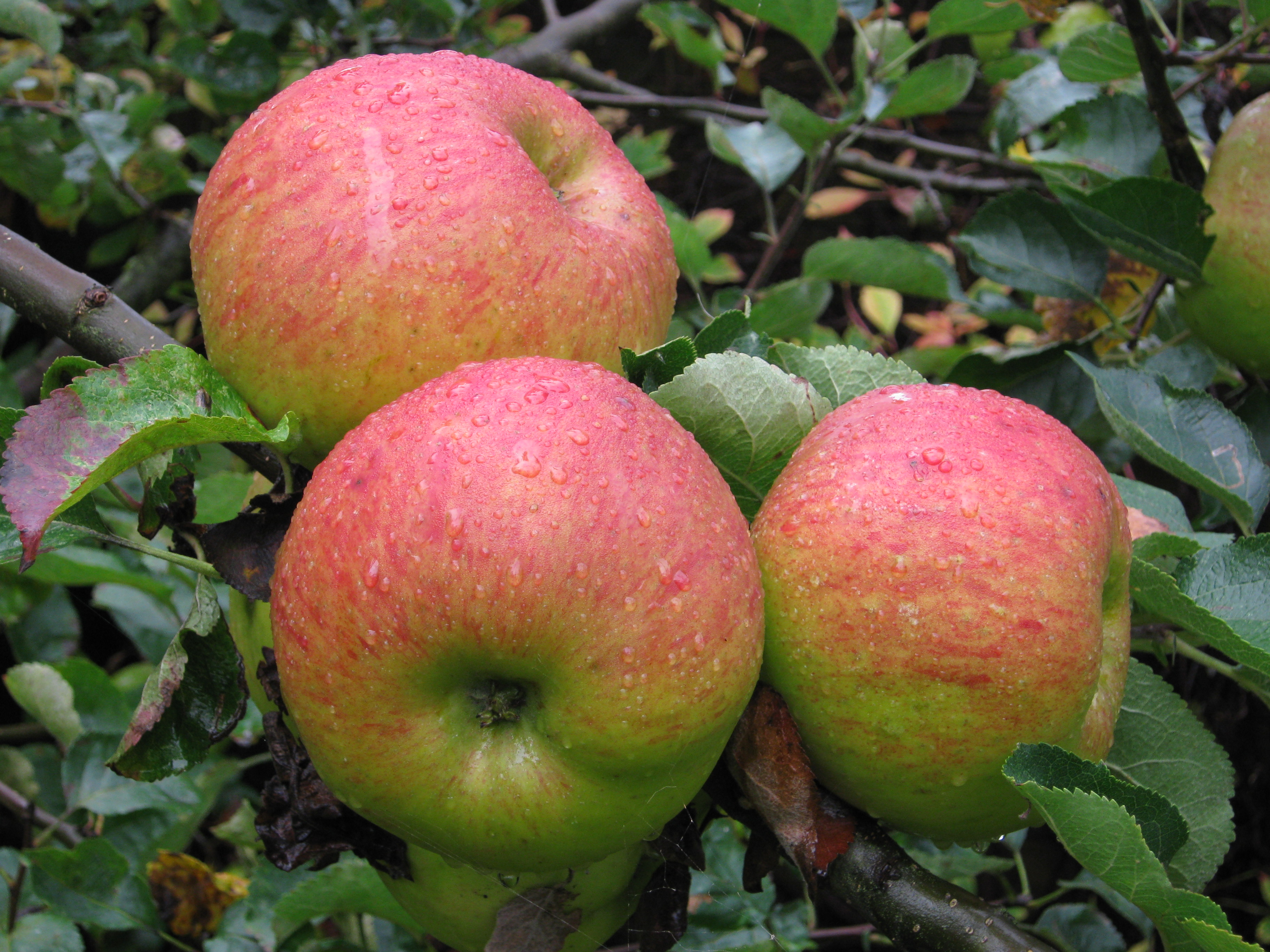
Bramley
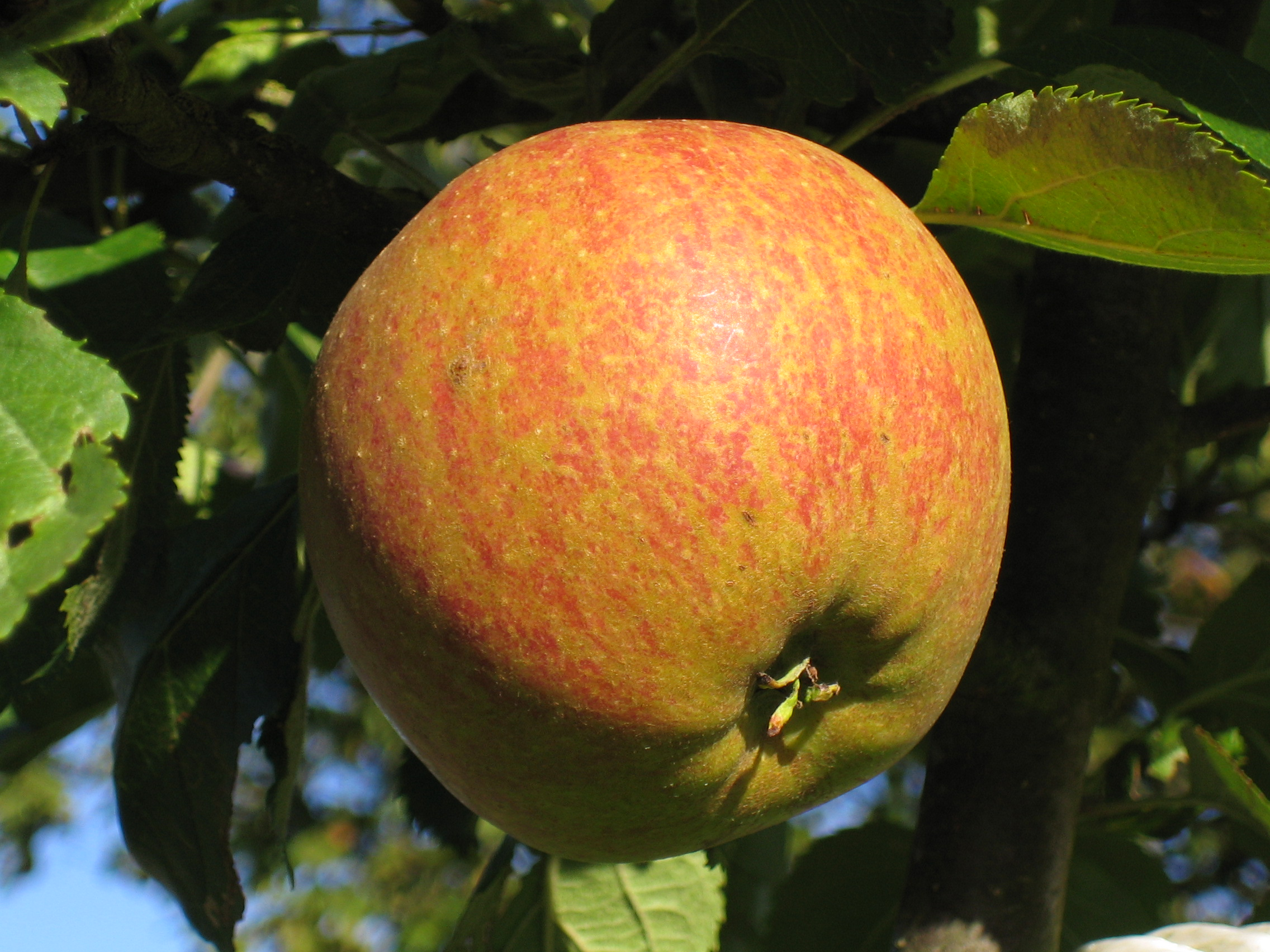
Cox Orange
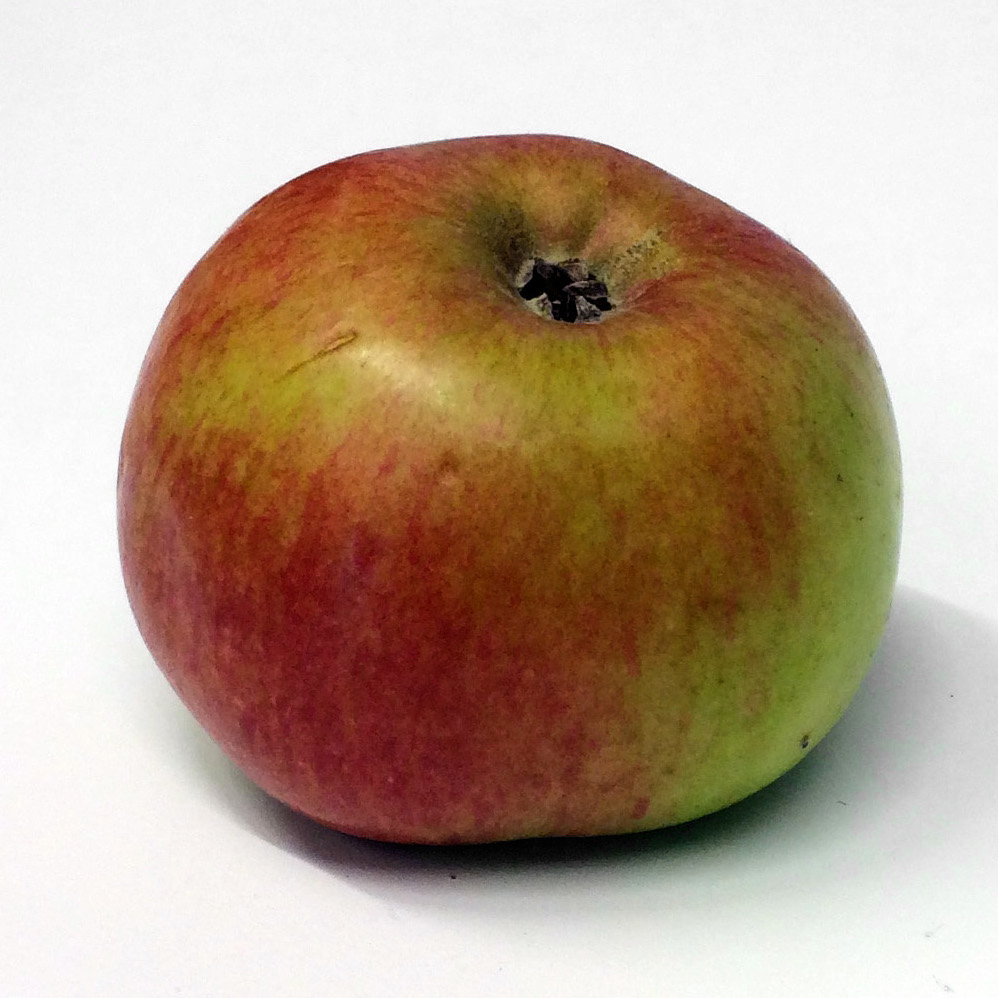
Cox Pomona
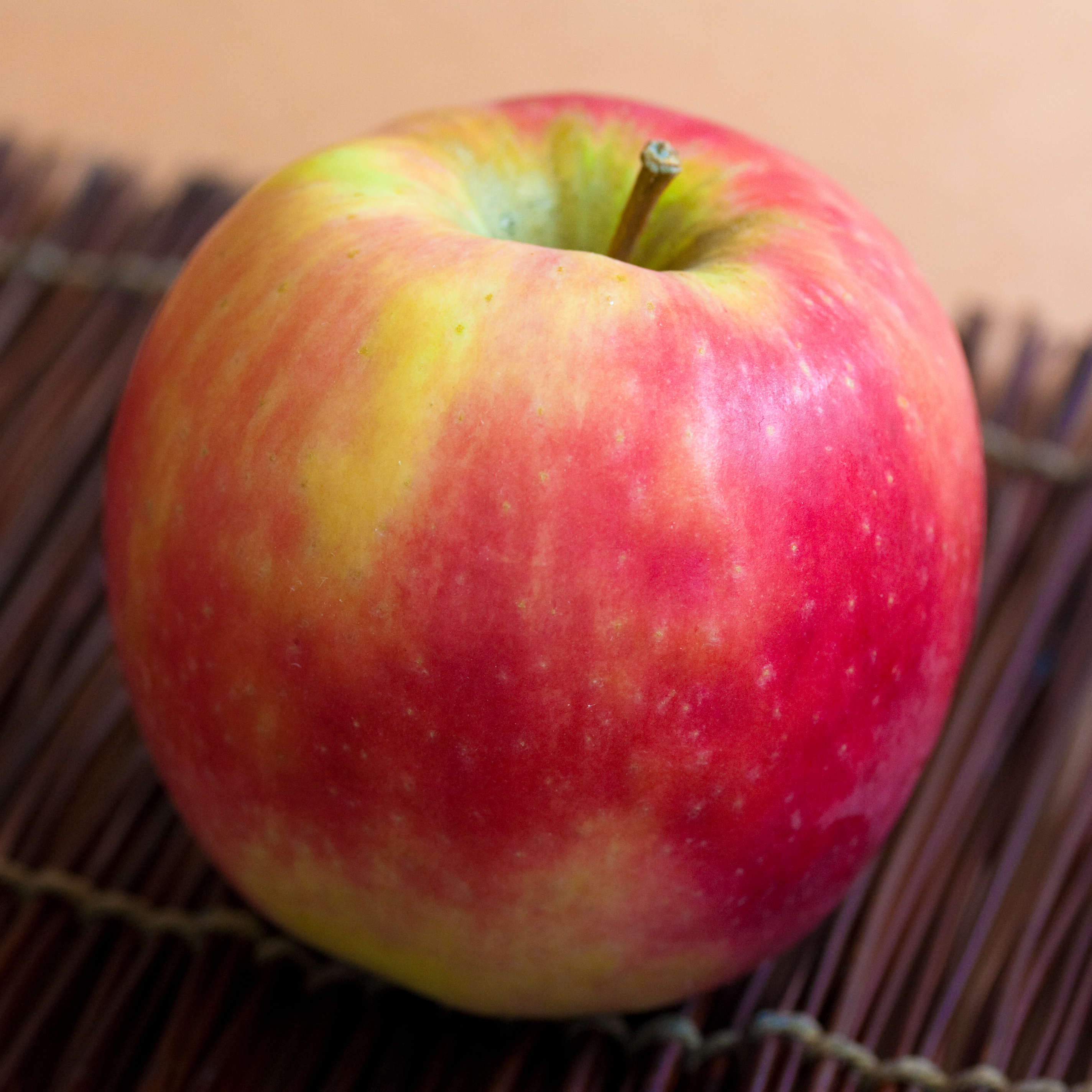
Cripps Pink
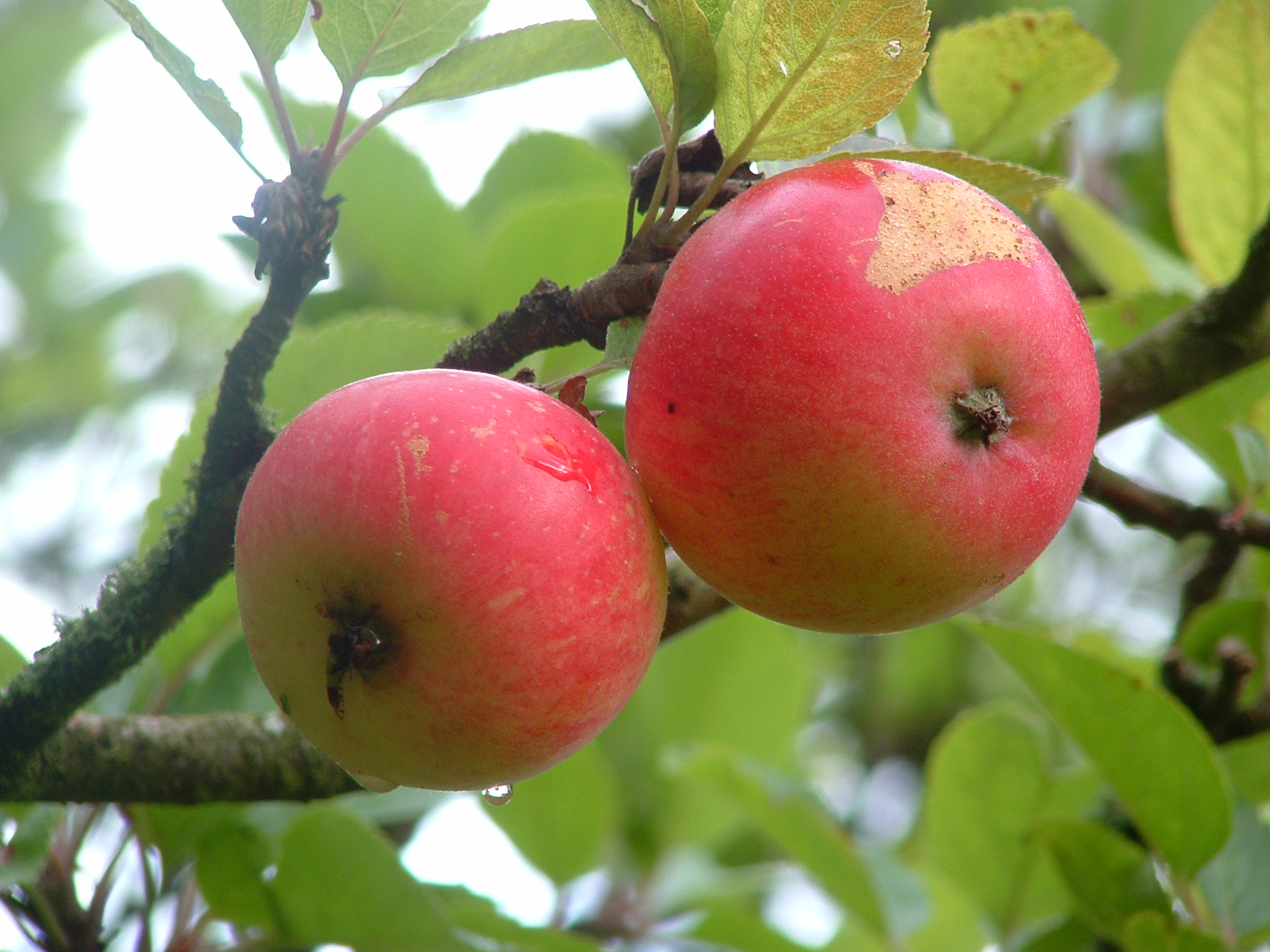
Discovery
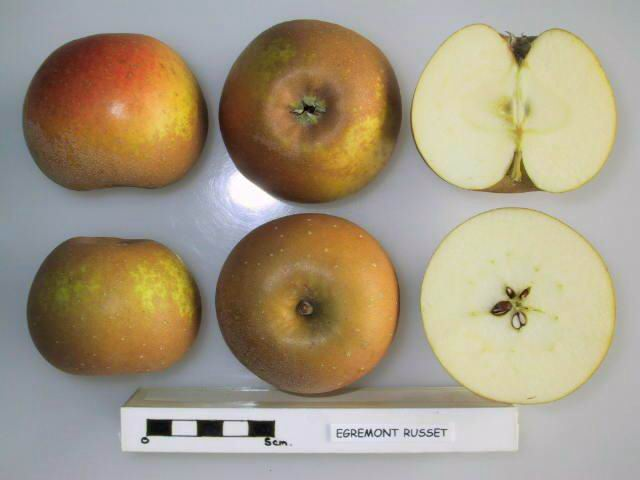
Egremont Russet
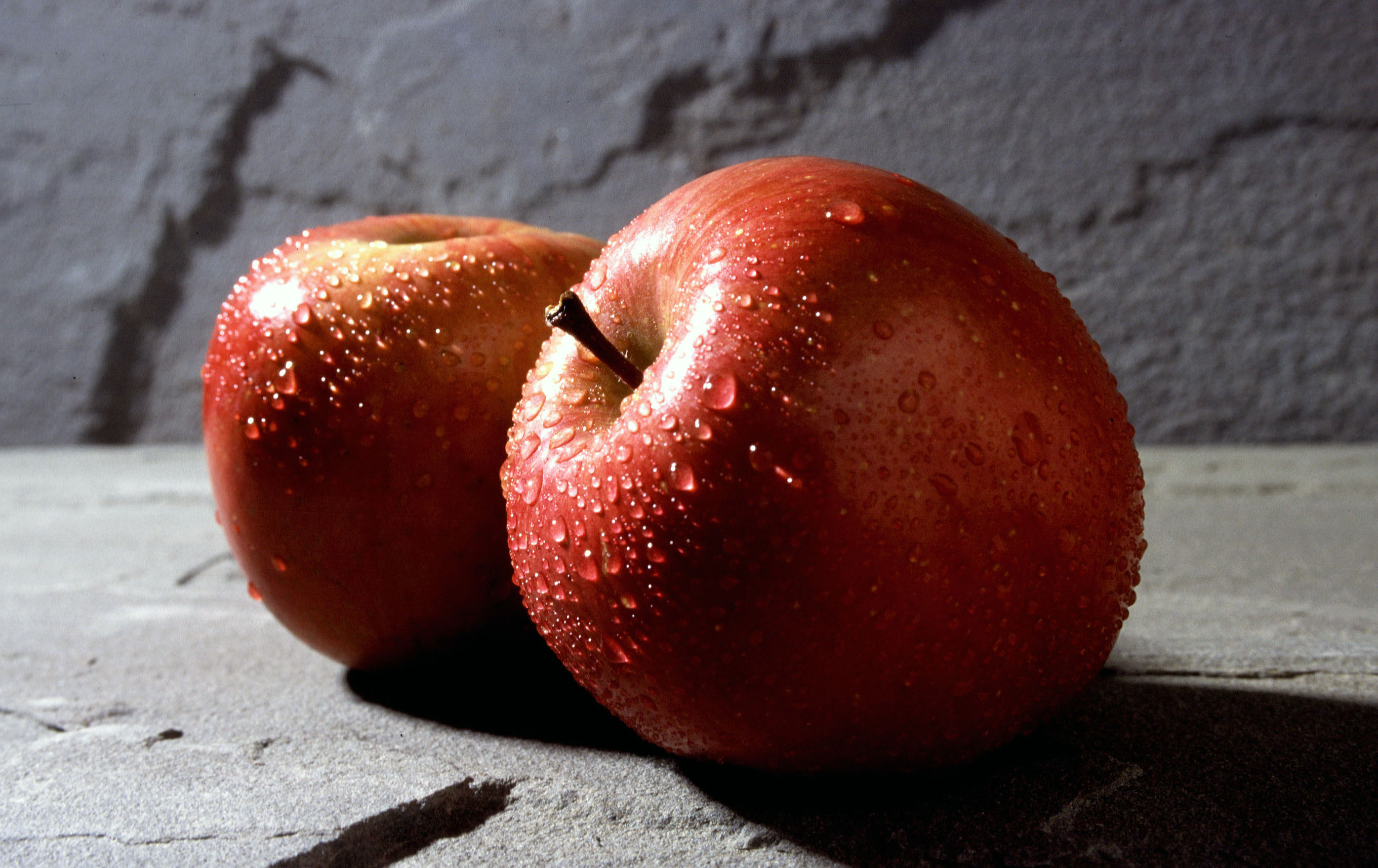
Fuji
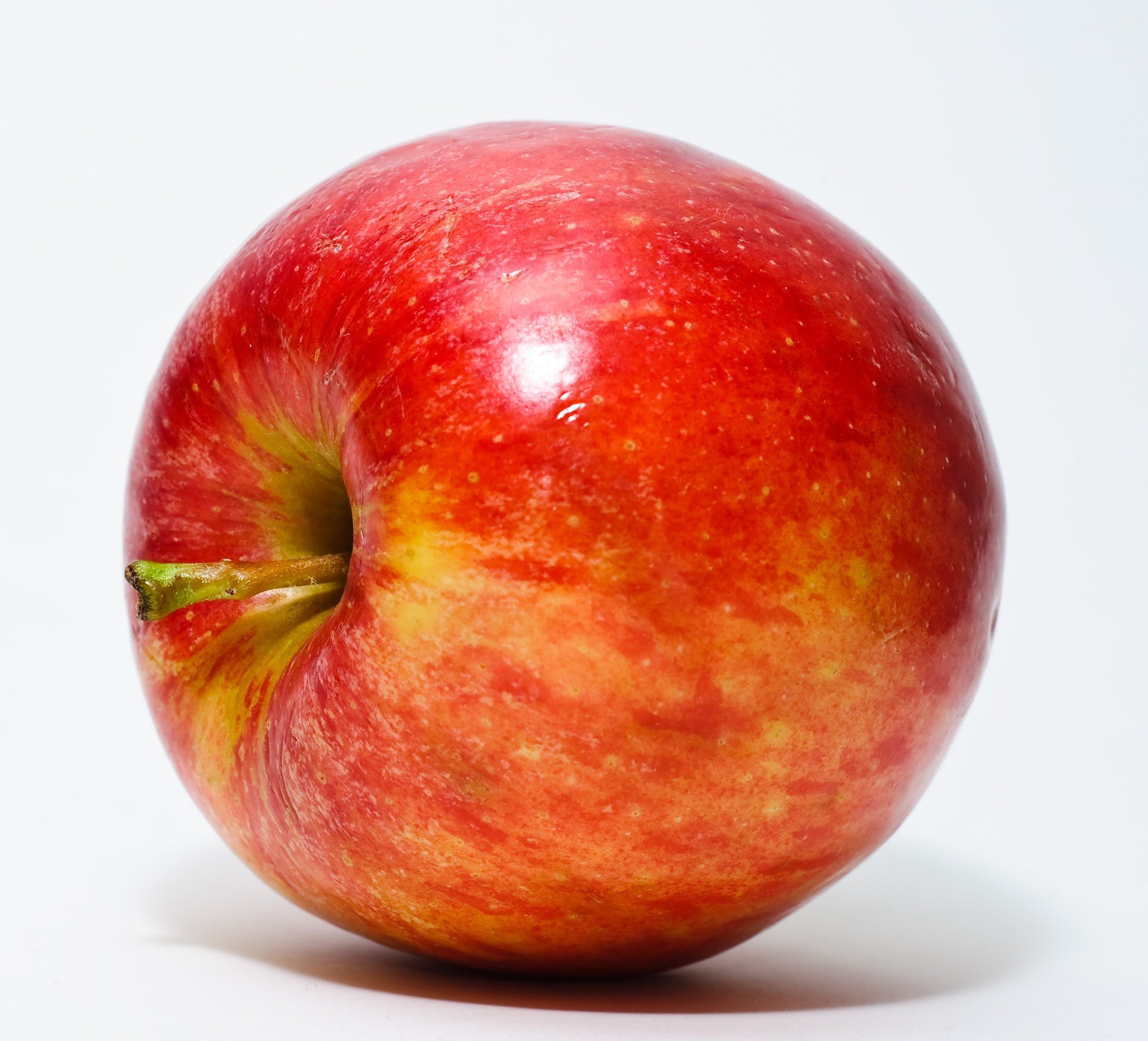
Gala
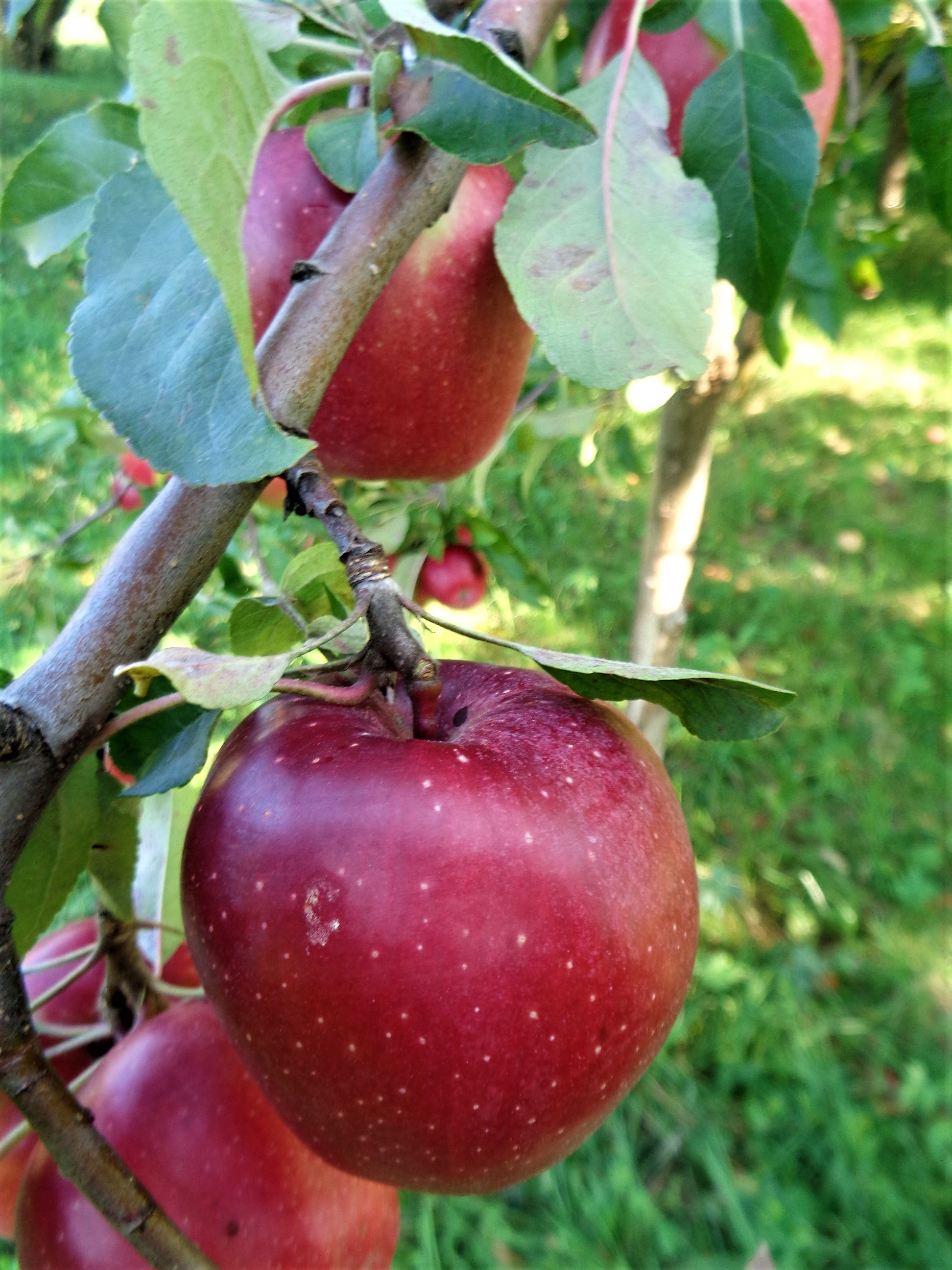
Gloster
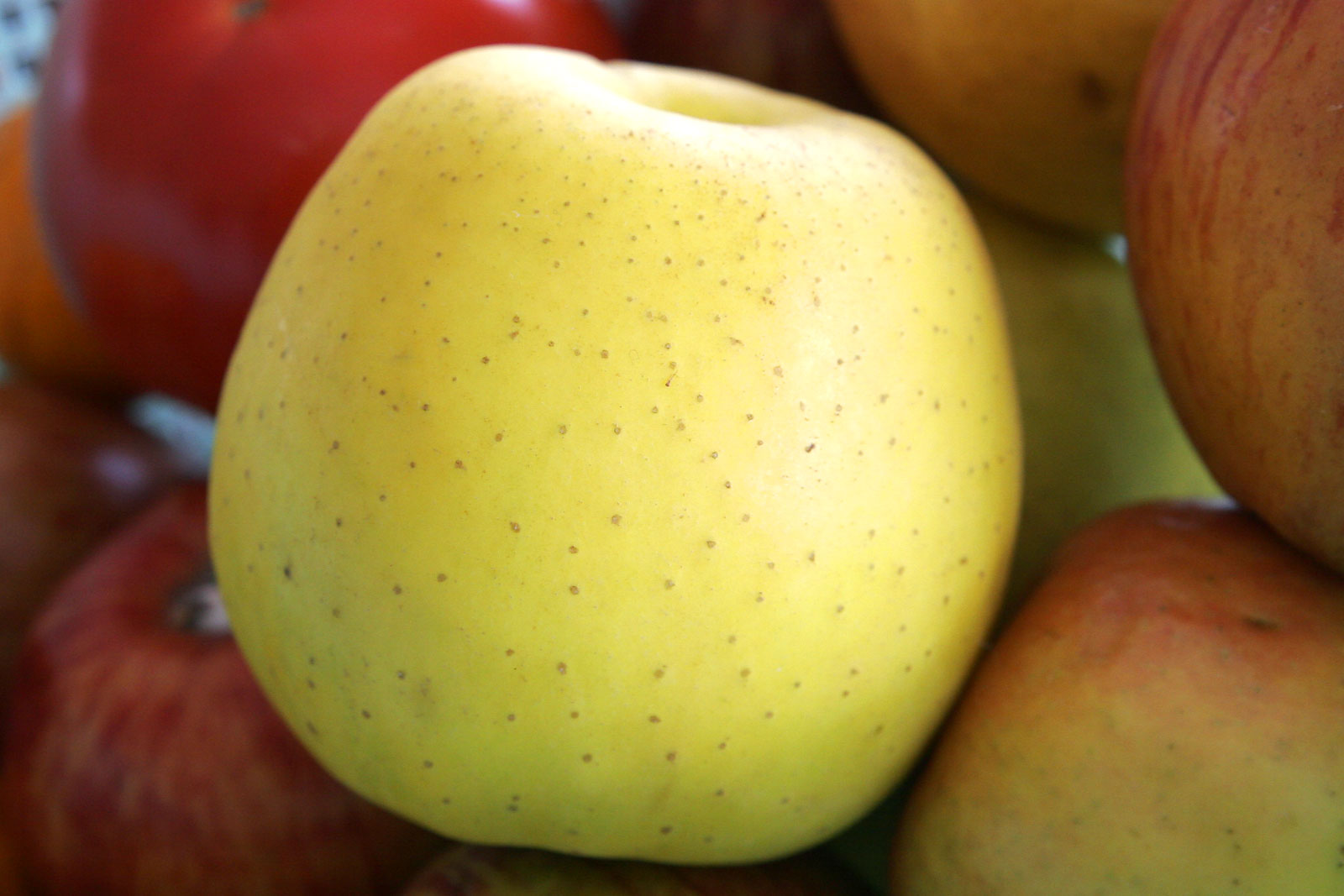
Golden Delicious
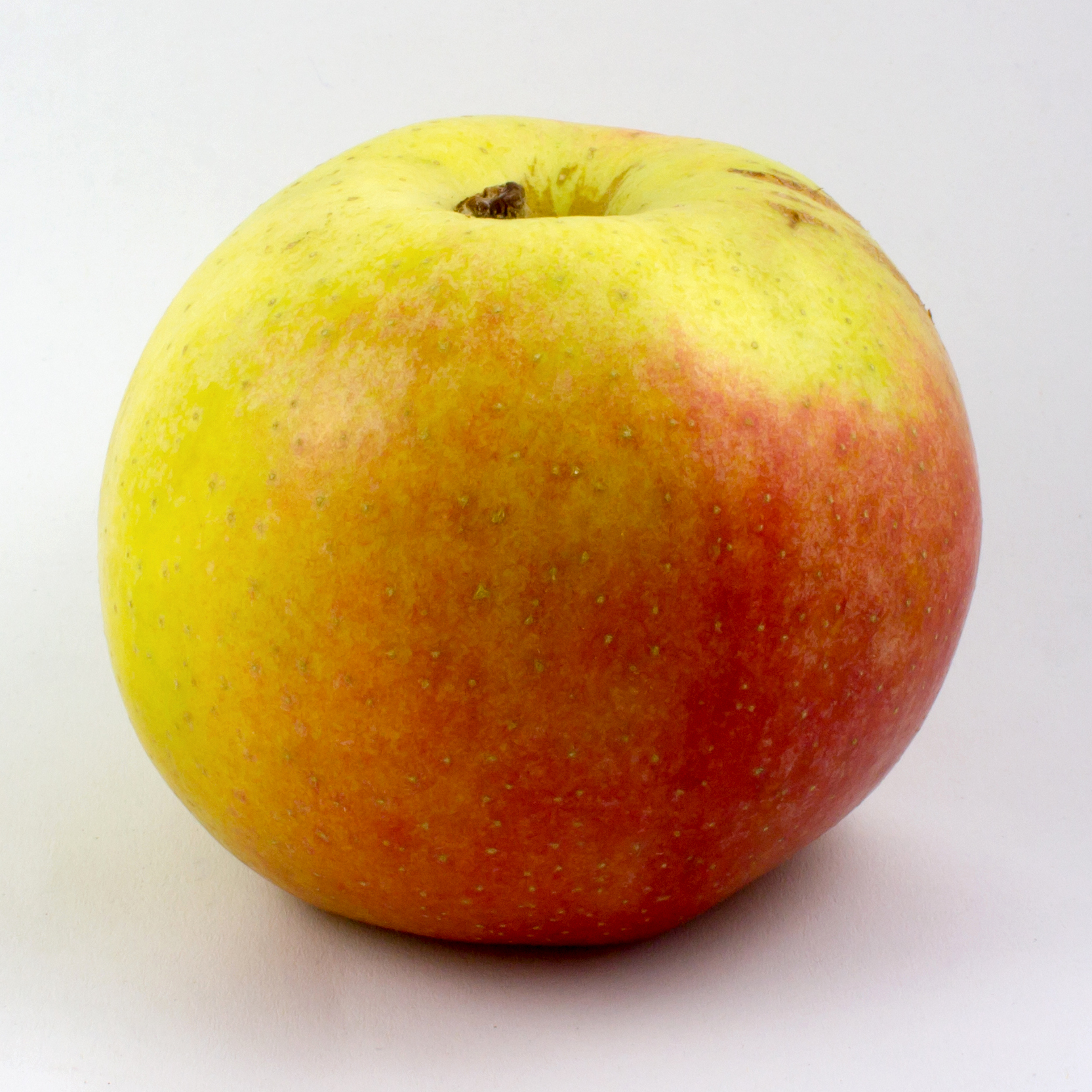
Reinette
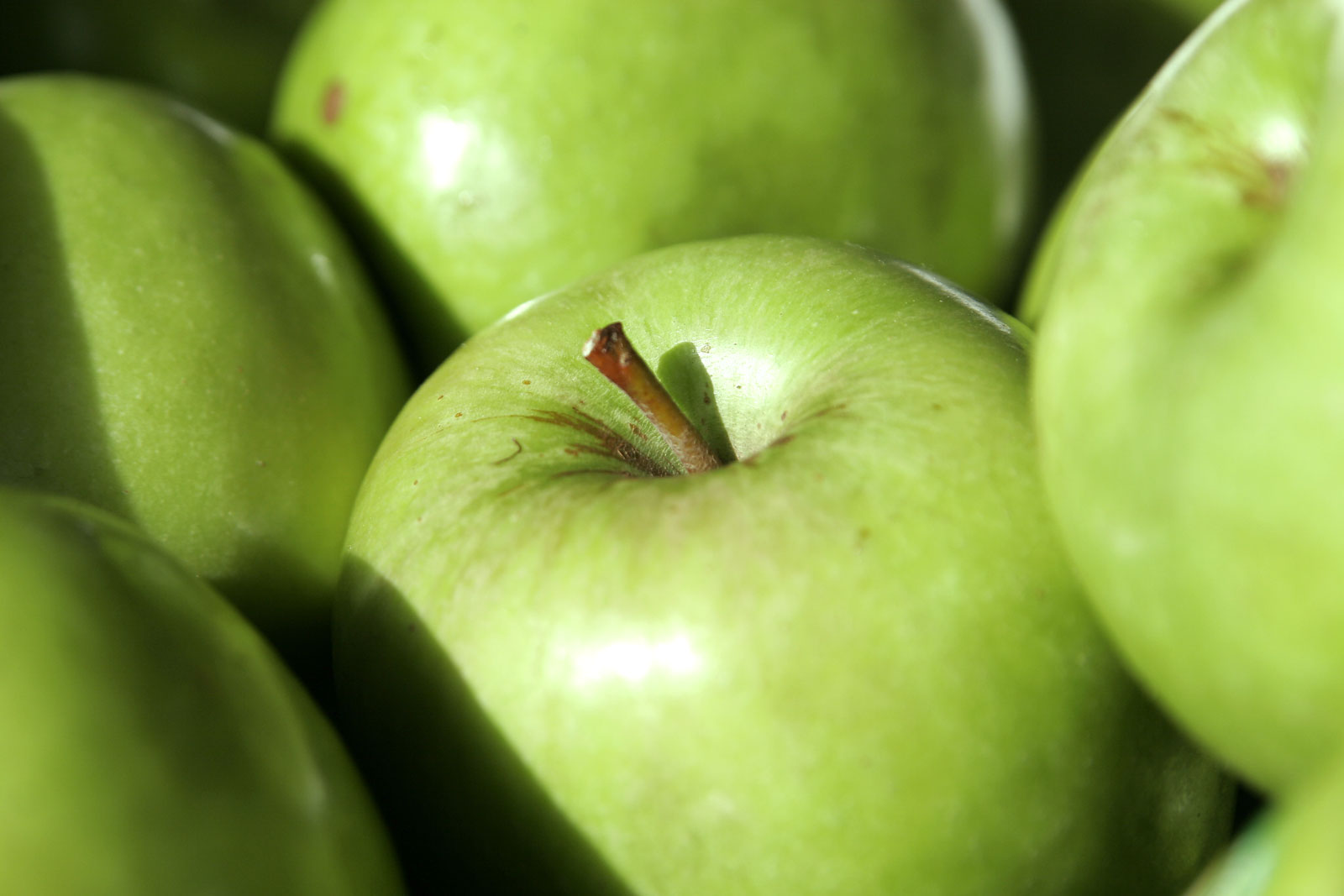
Granny Smith
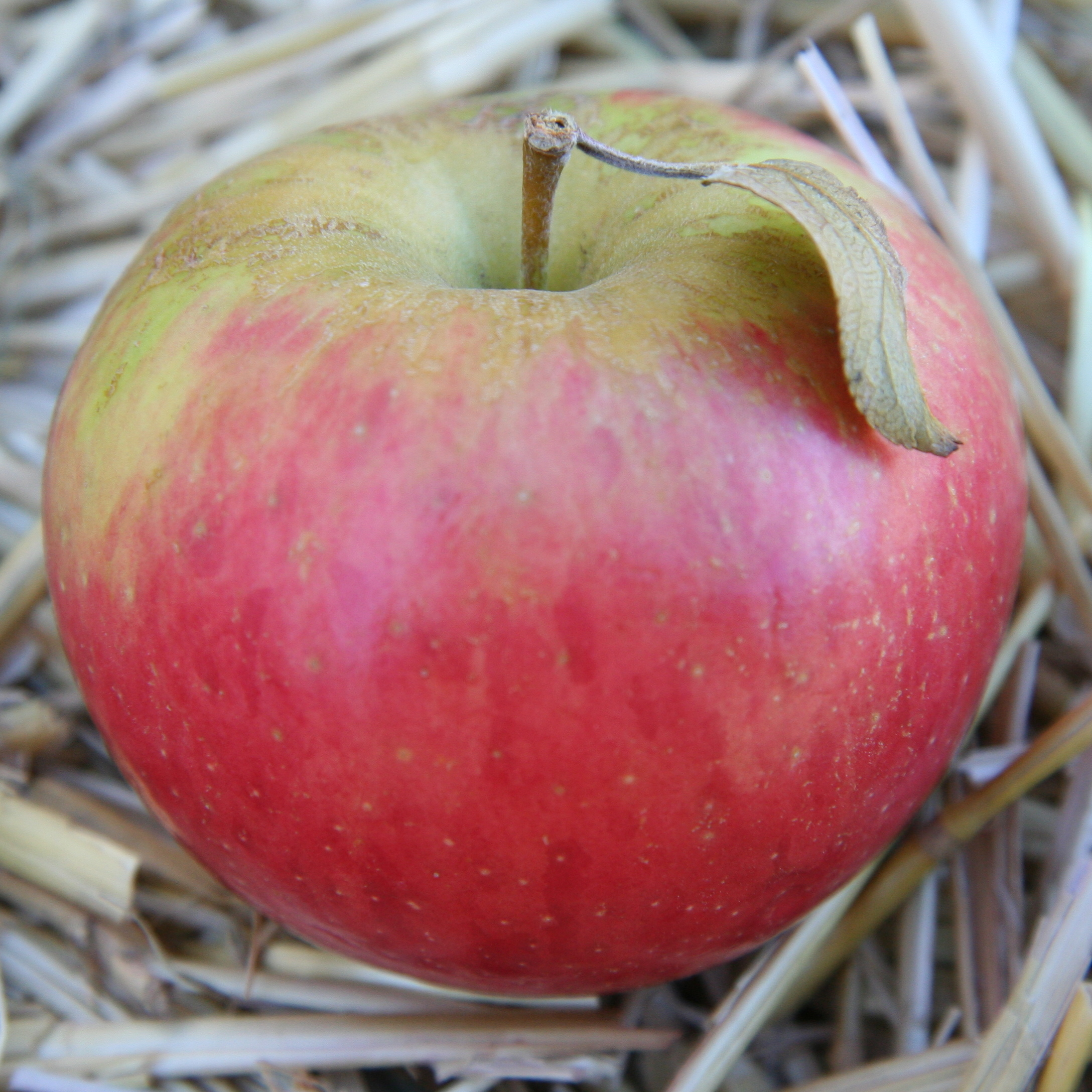
Honeycrisp
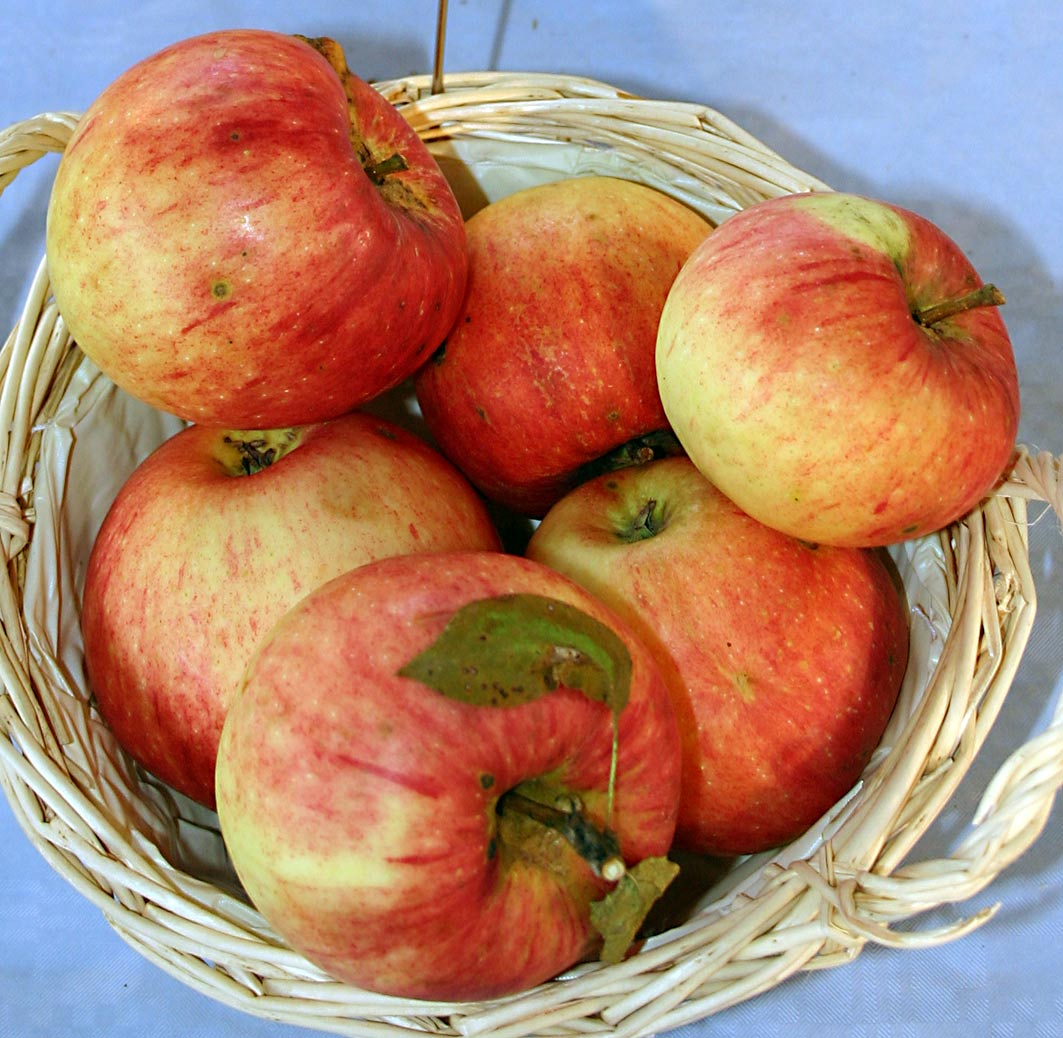
James Grieve
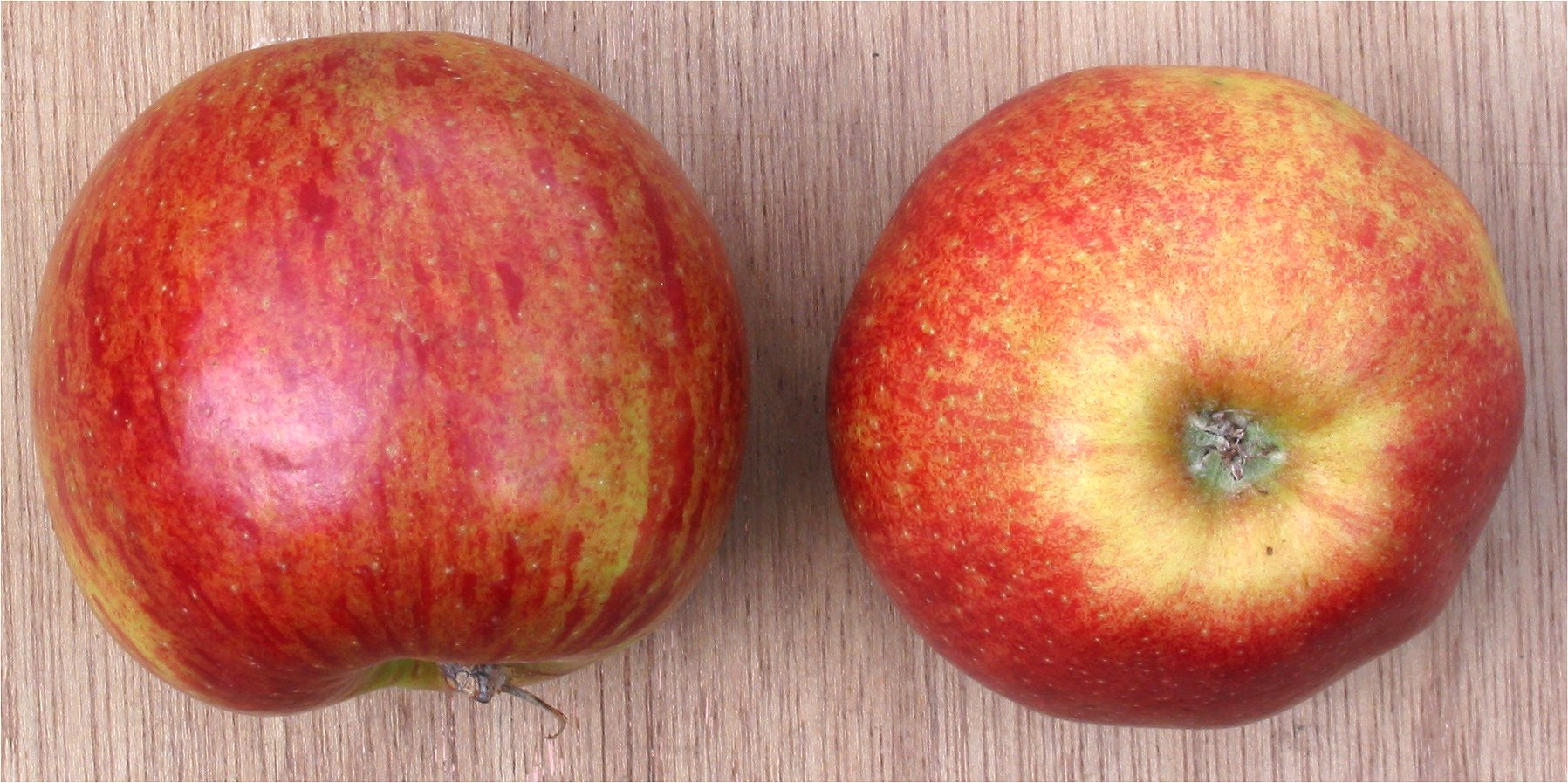
Jonagold
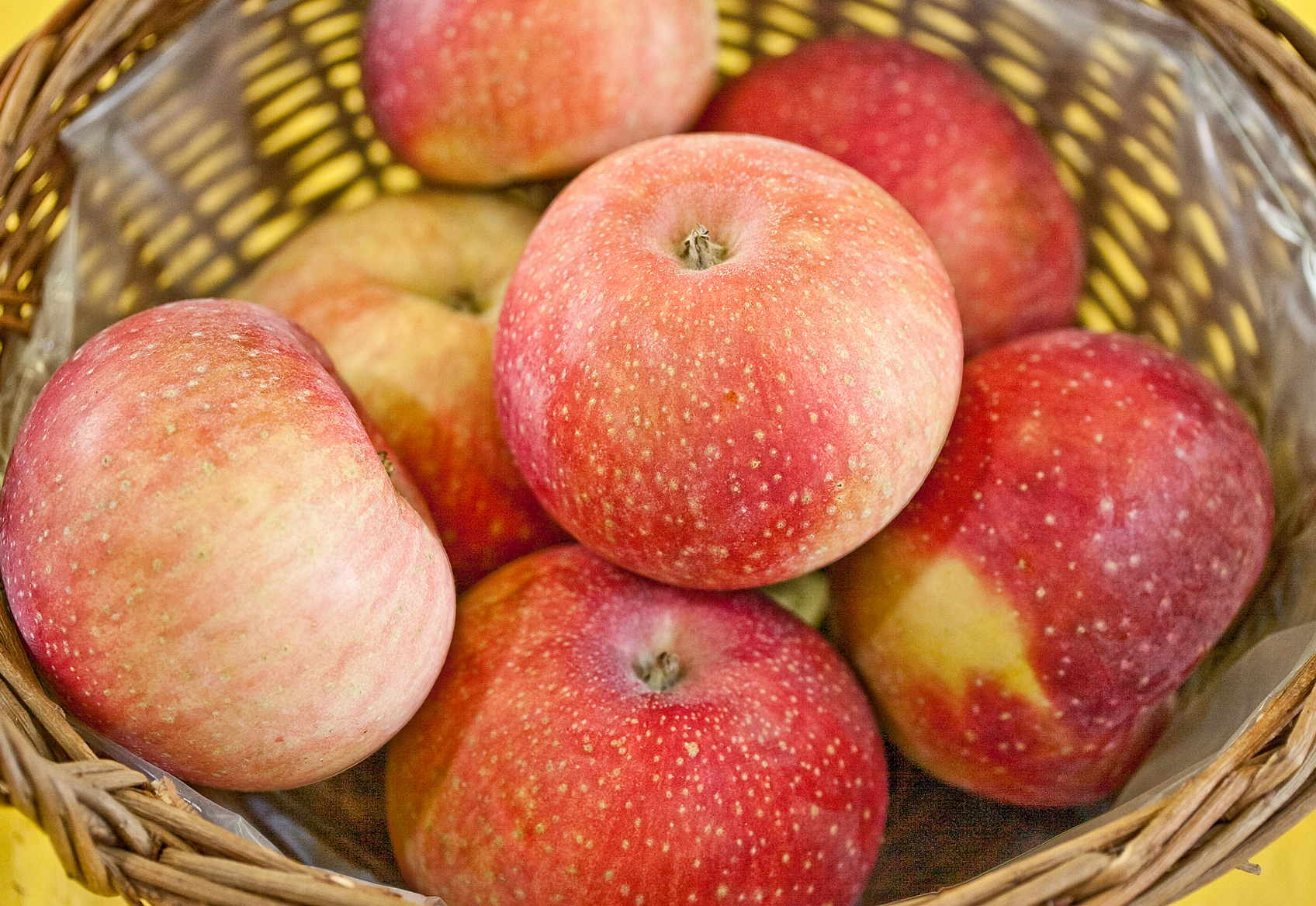
Lobo
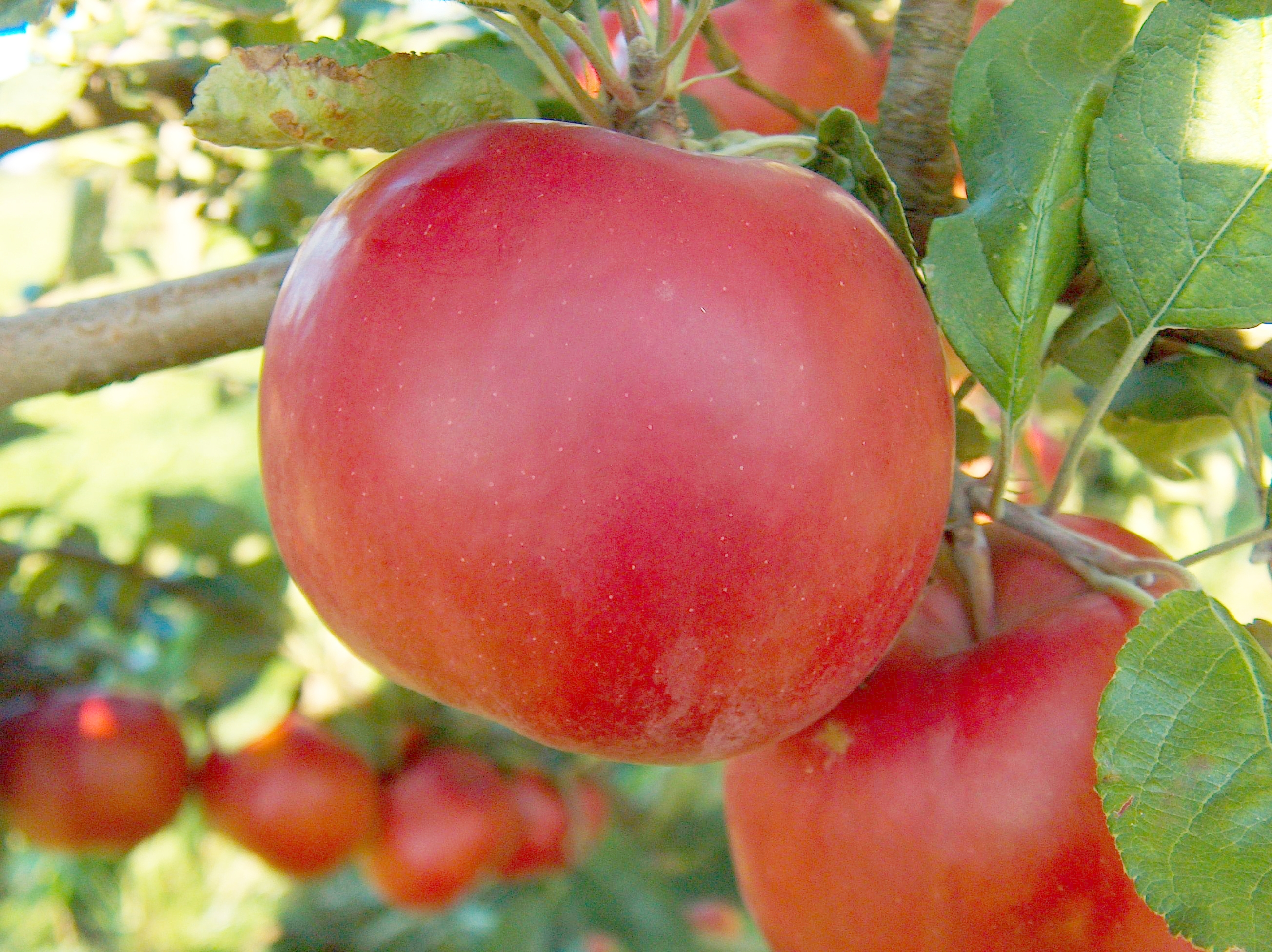
McIntosh
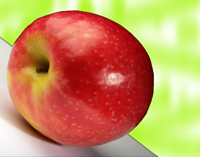
Sciros
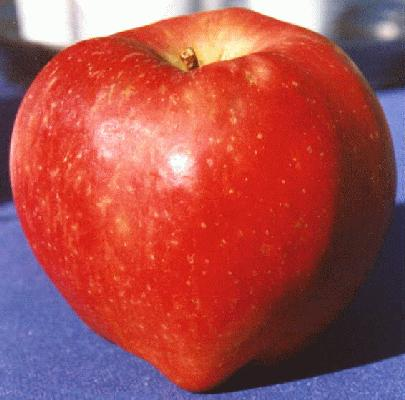
Red Delicious
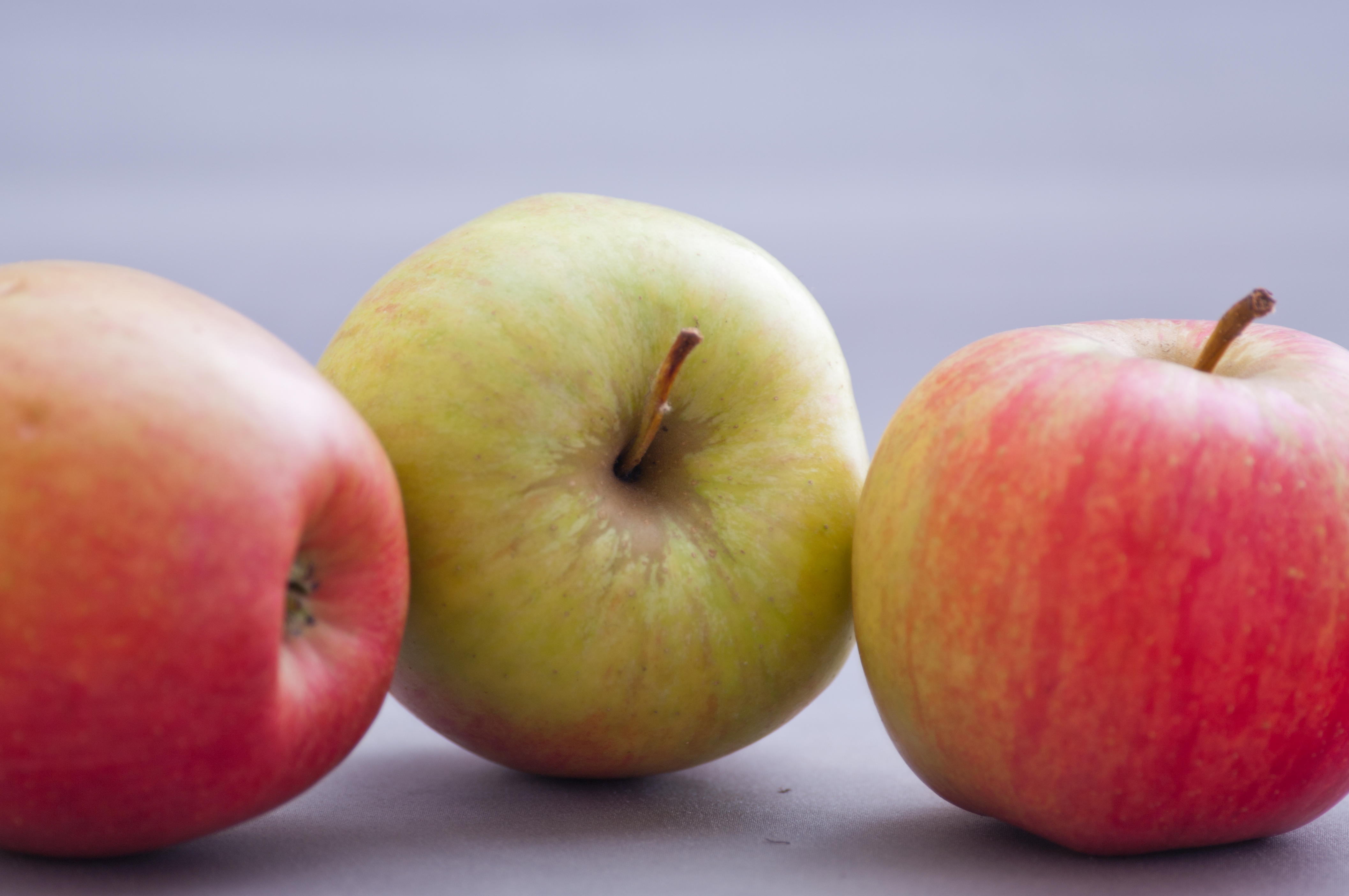
Shampion
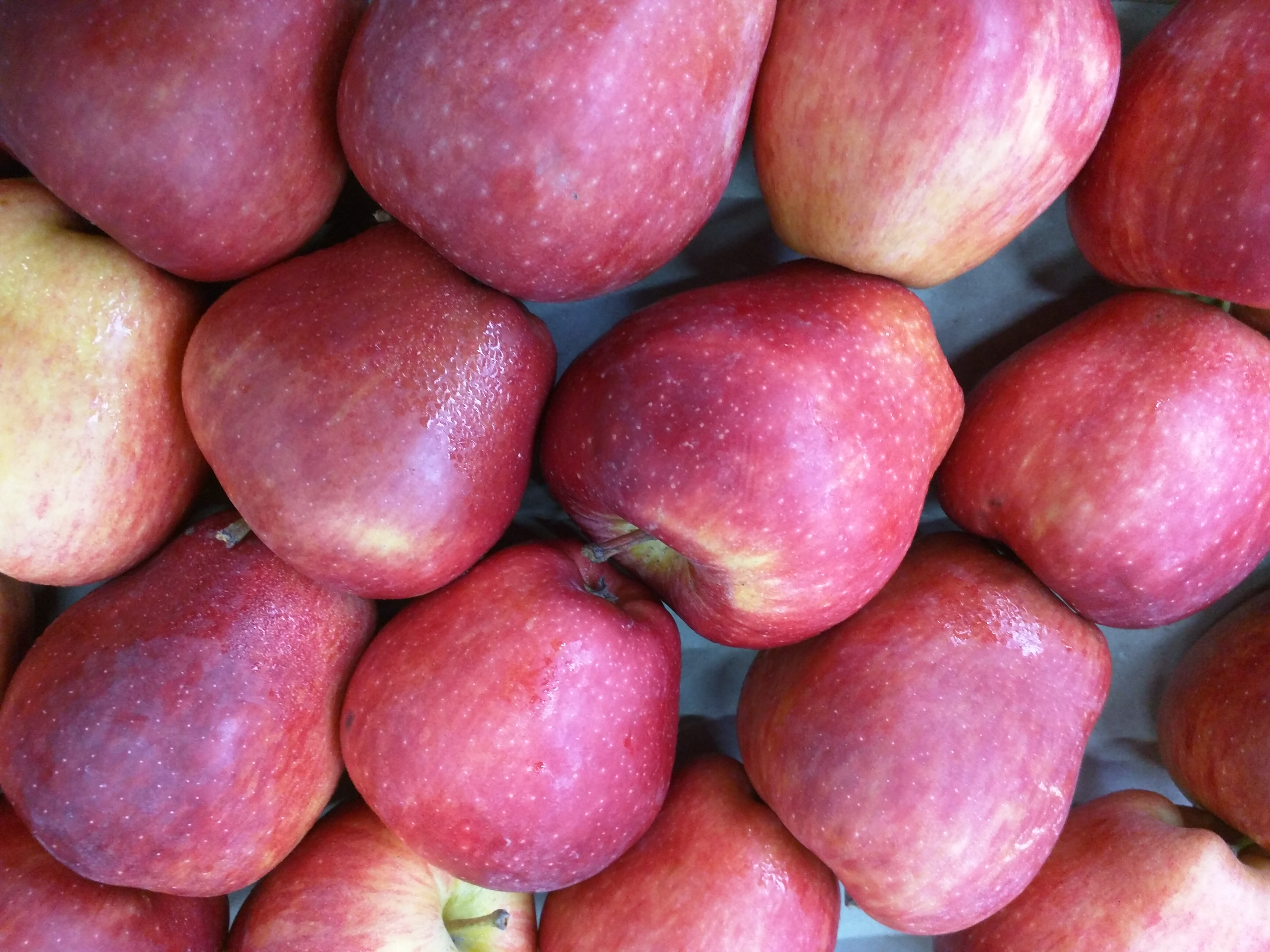
Stark Delicious
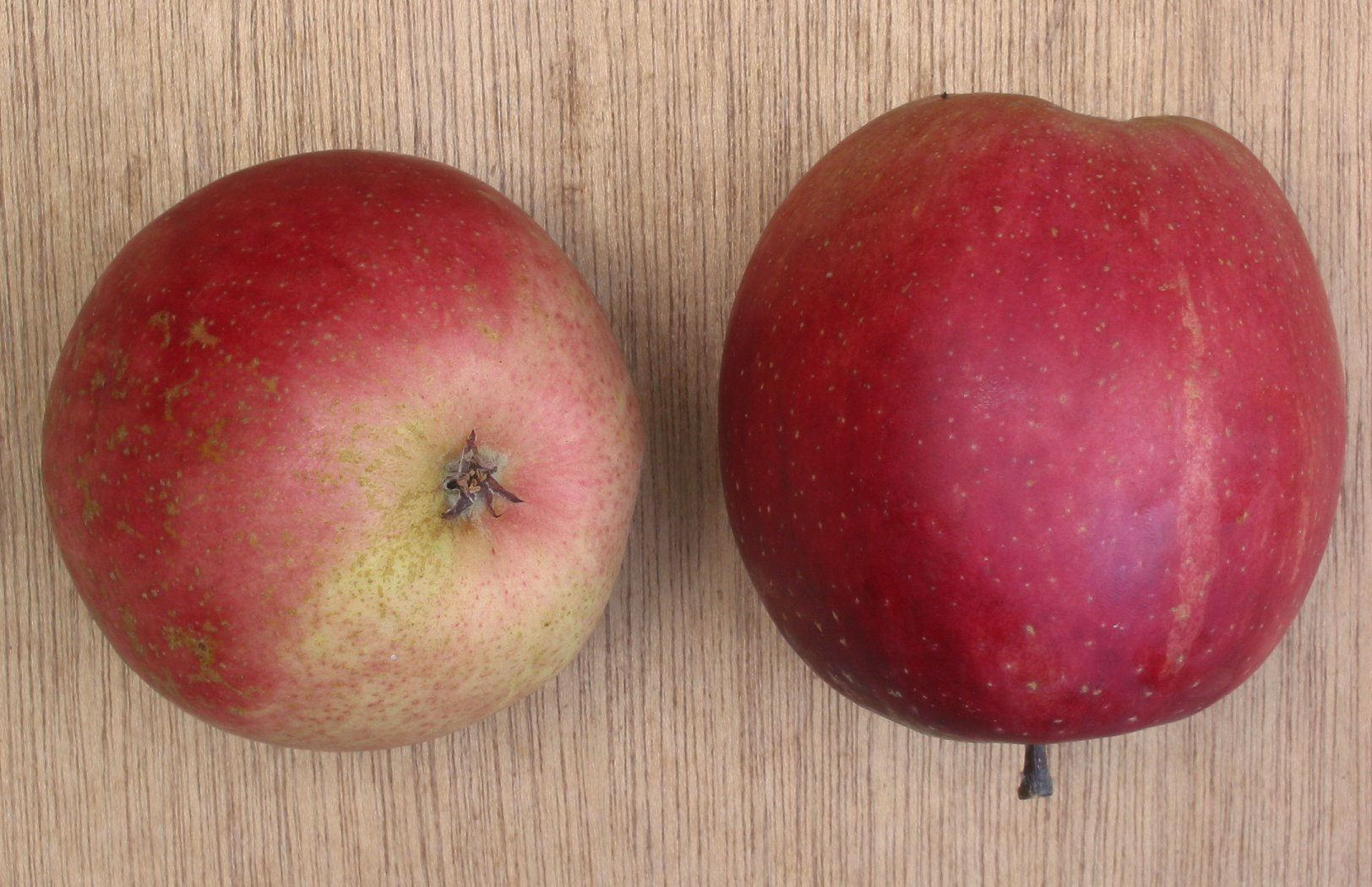
Summerred
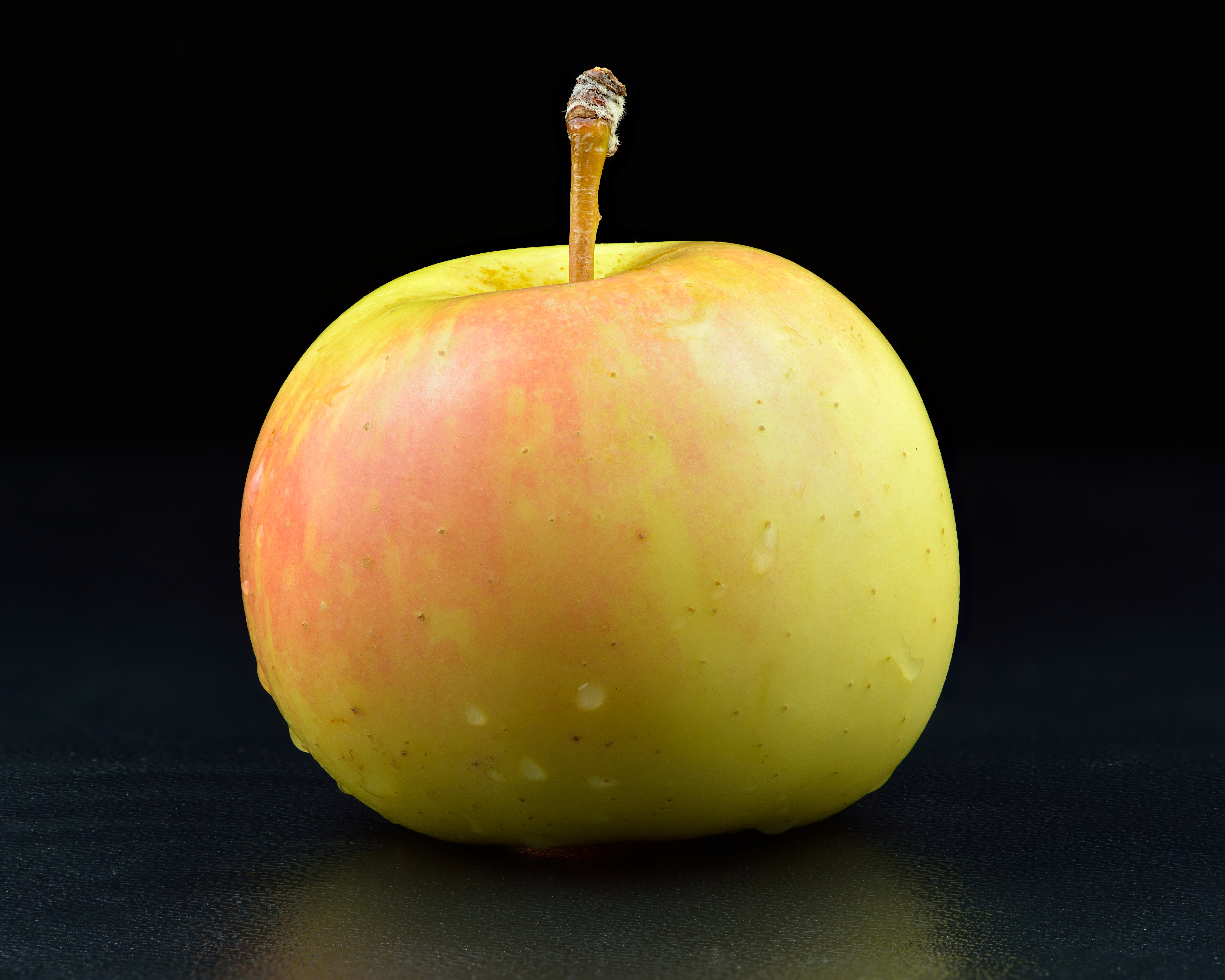
Tellissaare

Im Gartenhandel und bei Direktvermarktern sind derzeit nur noch etwa 30 bis 40 Sorten erhältlich – Tendenz sinkend. In den Auslagen der Supermärkte schrumpft das Angebot sogar auf fünf bis sechs globale Apfelsorten zusammen. Neben der Vielfalt des Angebotes gehen zunehmend auch innere Qualitäten der Sorten verloren. Markenäpfel, sogenannte Clubsorten, wie zum Beispiel 'Pink Lady', dürfen nur in Lizenz verkauft werden.
Es werden Apfelreifeklassen Sommer-, Herbst- und Winterapfel unterschieden.

Apfelsortenvergleich anhand verschiedener Kriterien
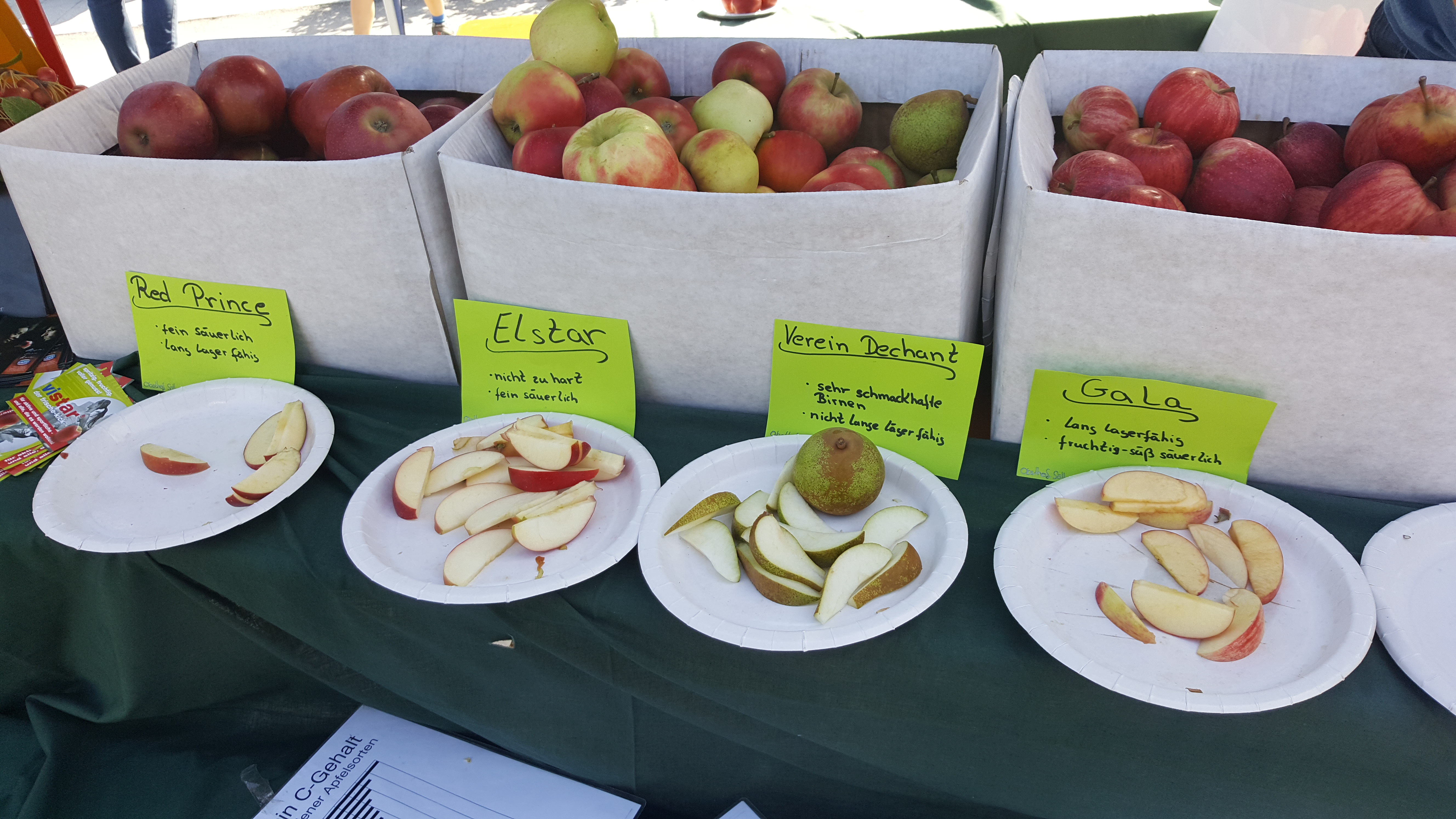
Apfelsortenvergleich auf der Landesgartenschau in Öhringen (2016)
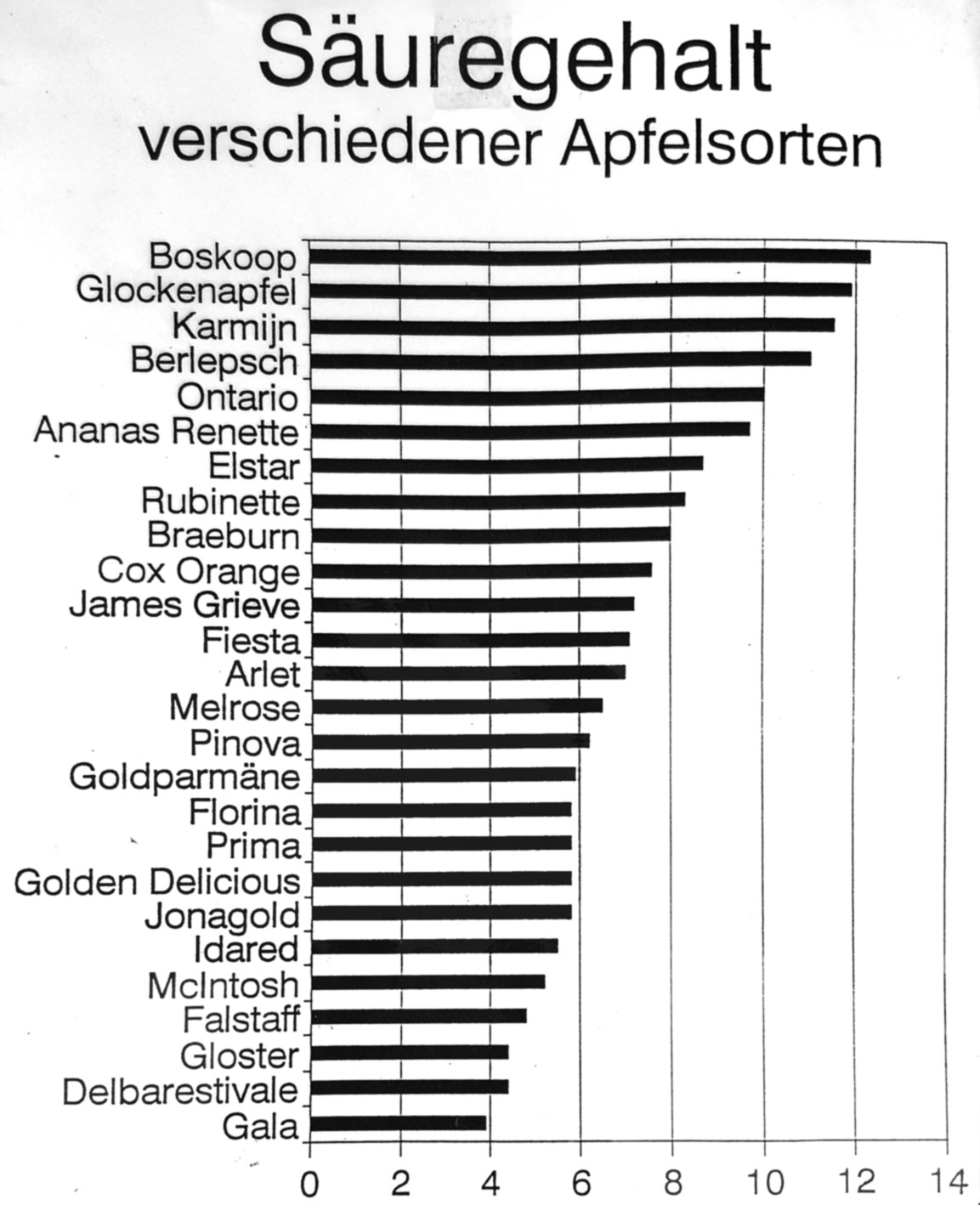
Säuregehalt verschiedener Apfelsorten
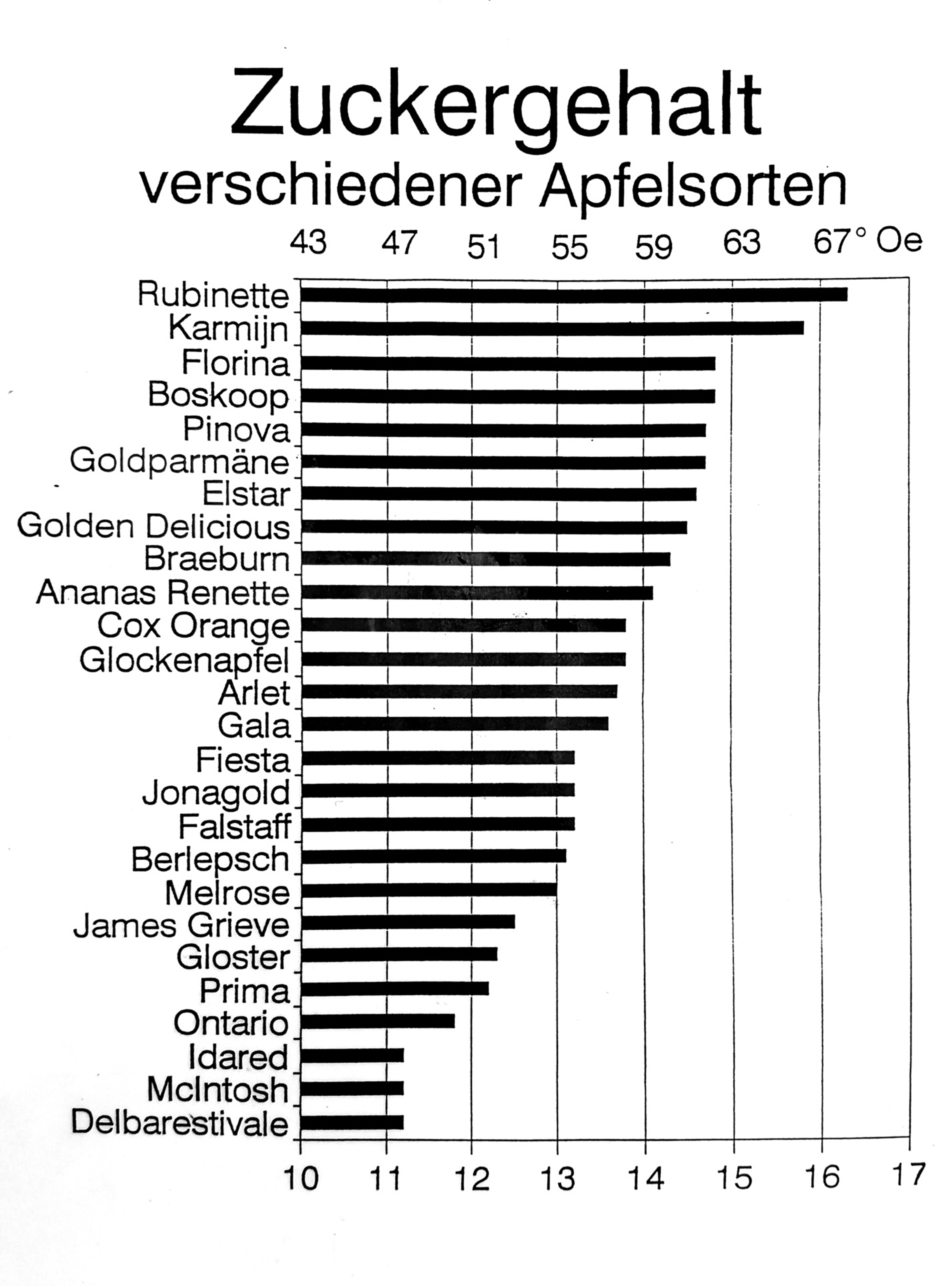
Zuckergehalt verschiedener Apfelsorten
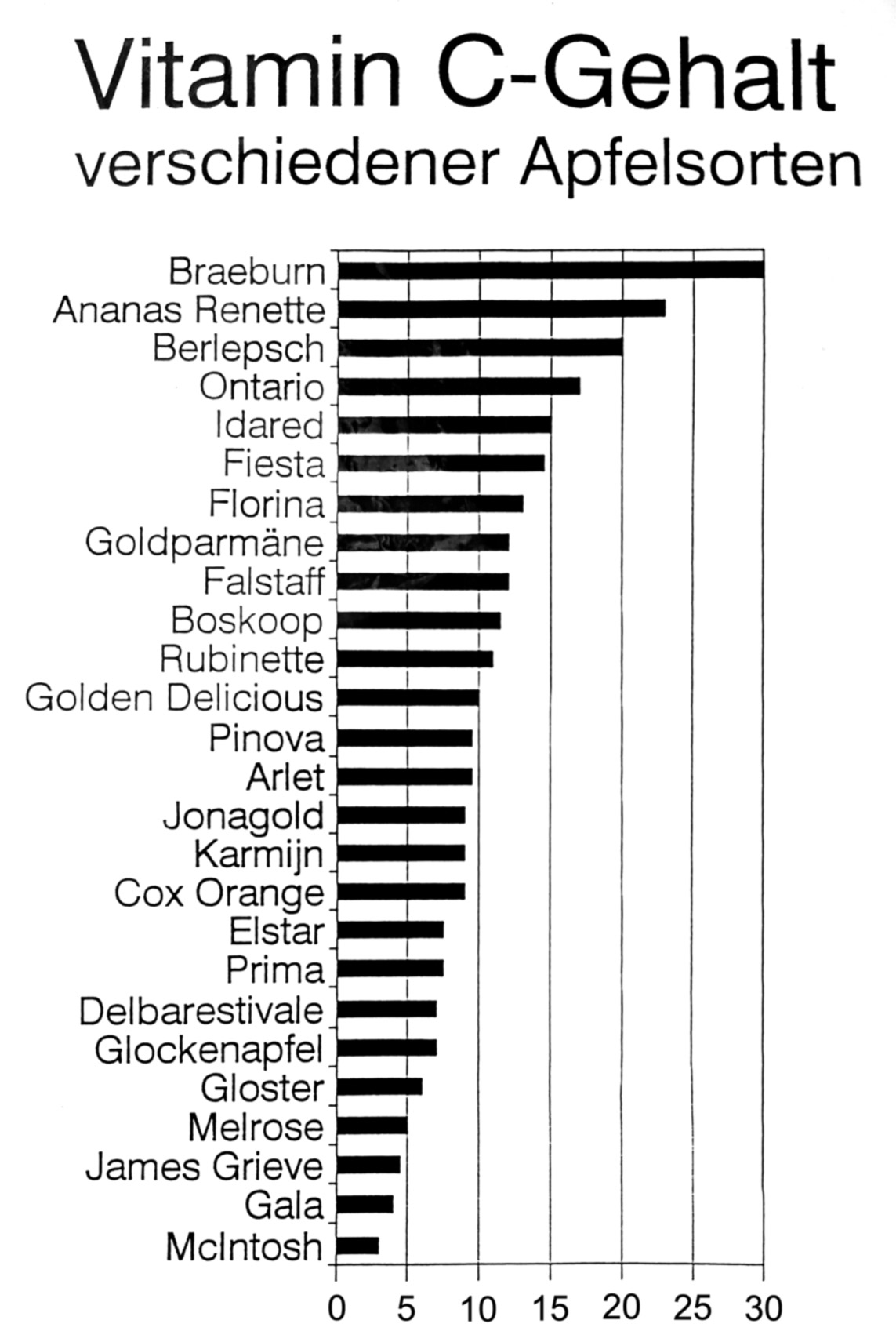
Vitamin-C-Gehalt verschiedener Apfelsorten

#### Rotfleischige Sorten
Unter der Schale leicht gerötetes Fruchtfleisch kommt bei mehreren konventionellen Sorten vor. Durch Einkreuzung der Art Niedzwetzki-Apfel wurden verschiedene mehr oder weniger vollkommen rotfleischige Apfelsorten gezüchtet, Typ-I mit stark roter Schale, rotem Fruchtfleisch und dunklen, rötlichen Blättern sowie Typ-II mit variabler Schalenfarbe, rotem Fruchtfleisch und grünen Blättern. Die Mehrzahl der Kreuzungen zeichnet sich durch weitere Gene des Niedzwetzki-Apfels sowie durch geringe Haltbarkeit und stark säuerlichen Geschmack aus. Im Zuge weiterer Kreuzungen wurden diese Eigenschaften zunehmend minimiert. Inzwischen gibt es eine Vielzahl unterschiedlicher rotfleischiger Apfelsorten, die teilweise nicht mehr als eigene Sorten beworben werden (die sie als genetische distinkte Individuen eigentlich darstellen), sondern zur Steigerung der Unternehmensbekanntheit von den Züchtern als geschützte Markenbezeichnungen zusammengefasst werden, so etwa bei den Redlove-, Red Moon- und Kissabel-Sorten. Weitere rotfleischige Apfelsorten sind Weirouge, Baya Marisa, Baya Franconia, Airlie Red Flesh, Surprise, Pink Pearl und Pink Princess.
Zwecks besserer Vermarktbarkeit von häufig nicht die Konsumentenvorlieben treffenden Aromen und Säuregehalten wird beim Verkauf häufig auf die angeblich gesundheitsfördernde Wirkung der Anthocyane hingewiesen. Anthocyane sind in nahezu jeder Apfelsorte in veränderlicher Konzentration enthalten, die rotfleischigen Apfelsorten enthalten freilich besonders viel. Da aber einerseits Anthocyane kaum resorbiert werden, anderseits potentielle Health Claims nicht gesichert sind und überdies die gesundheitsfördernde Wirkung von Obst keineswegs nur von seinem Anthocyan-Gehalt abhängt, sondern auch von zahlreichen anderen Stoffen, die nicht unbedingt in rotfleischigen Apfelsorten vermehrt enthalten sein müssen, ist die Einschätzung, dass rotfleischige Apfelsorten generell gesundheitsförderlicher sind als weiß- oder gelbfleischige nicht haltbar.

### Tafelsorten im modernen Obstbau
Seine größte Bedeutung hat der Apfel als Tafelapfel; in Deutschland macht er um die 75 Prozent der Gesamternte aus. Die Sorten, die im Großanbau normalerweise als Tafelobst angebaut werden, sind auf die Anforderungen des Frischmarktes im Lebensmitteleinzelhandel ausgerichtet. Die Äpfel müssen knackig und saftig sein sowie gut zu lagern und zu transportieren. Viele lokale Sorten werden diesen Anforderungen nicht gerecht, daher werden im Erwerbsobstbau nur wenige Sorten – diese aber oft in weltweiter Verbreitung – angebaut.
Wegen des hohen Ertrags, gepaart mit dem hohen Wasseranteil der Früchte ist der Apfel das Saftobst schlechthin, der überwiegende Anteil der Jahresapfelernte wird als Saftapfel verflüssigt: 450 Firmen in Deutschland produzieren alljährlich eine Milliarde Liter Apfelsaft. Unter den 41 Litern Fruchtsäften und -nektaren, die jeder Bundesbürger laut deutschem statistischen Bundesamt pro Jahr konsumiert, ist der Apfelsaft Spitzenreiter mit einem jährlichen Pro-Kopf-Verbrauch von 11,7 Litern. Danach erst kommt Orangensaft mit 9,8 Litern. Die Zahlenverhältnisse sind in Österreich und der Schweiz ähnlich.
In Europa machen drei gängige Apfelsorten nahezu 70 Prozent des Gesamtangebotes am Apfelfrucht-Markt aus:
- Golden Delicious, Jonagold, Red Delicious

Weitere wirtschaftlich bedeutende Sorten, die im Erwerbsobstbau mit geringen Kosten angebaut werden können (grob absteigend nach wirtschaftlicher Bedeutung sortiert):
- Gala, Granny Smith, Elstar, Cox Orange, Schöner aus Boskoop

### Nutzung alter Apfelsorten

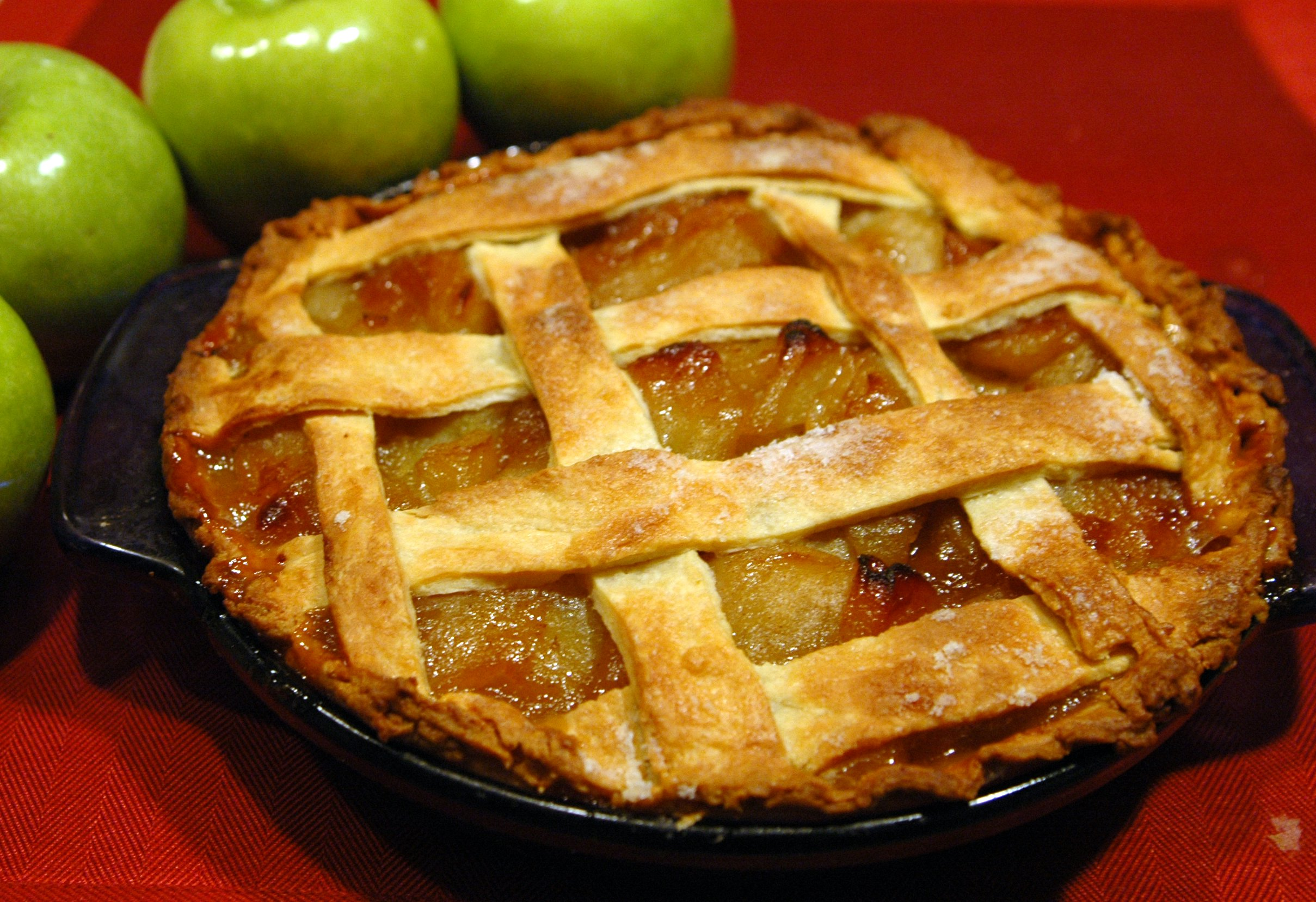
Der Apfel zur Verwertung in der Küche, zum Beispiel Apfelkuchen

Unter „alten Apfelsorten“ versteht man Sorten, die vor etwa 1940 entstanden sind. Manche sind – aufgrund lokaler klimatischer oder kultureller Umstände – regional noch von Bedeutung, manche nurmehr vereinzelt in Obstbauversuchsanlagen zu finden.
Der Apfel ist die Obstart, die über die längste Zeit des Jahres verfügbar war. Daher hatten Bauerngärten meist eine ganze Serie von Apfelbäumen stehen, die durch ihren optimalen Reifegrad eine kontinuierliche Versorgung mit Obst vom Frühsommer bis in das nächste Frühjahr sicherstellten.
- Als Tafelobst ist ab Mitte Juli der Weiße Klarapfel verfügbar. Im August folgt der Apfel von Croncels, Anfang September der Jakob Fischer. Als eine der letzten Sorten kommt Zuccalmaglios Renette Anfang November vom Baum.

Alte Tafelapfelsorten mit besonders angenehmem Geschmack, die heute nicht mehr im Erwerbsobstbau angebaut werden, da sie wenig ertragreich, kleinfrüchtig oder schwer zu kultivieren sind, sind etwa:
- Adersleber Kalvill, Berlepsch, Ananasrenette, Gravensteiner, Weißer Winterkalvill.

Einige Apfelsorten wurden speziell als Lagerapfel genutzt. Dieses Lagerobst wurde früher in feuchten und kühlen Kellern eingelagert. Beim Apfel gibt es Sorten, die bis in den Mai hinein nicht verderben. Spät geerntete Sorten bezeichnet man als Winterapfel, diese sind meist erst nach Weihnachten genießbar.
- Typische Lageräpfel sind: der Rote Eiserapfel, eine alte Sorte, die früher in Mieten bis Juni gelagert wurde, der Ontarioapfel, frisch vom Baum nur mittelmäßig vom Geschmack, gewinnt bei zunehmender Lagerung, haltbar bis April, Glockenapfel mit säuerlicher glockenförmiger Frucht.

Als Wirtschaftsapfel bezeichnet man Sorten, die vor allem zum Verarbeiten für Saft, Most, als Backapfel oder Kochapfel vorgesehen sind. Beispiele sind Jakob Lebel, Rheinischer Winterrambur oder Westfälischer Gülderling.
Bei der Apfelsaftherstellung ist ein hoher Säureanteil wichtig, weshalb man auf die säurehaltigeren älteren Sorten aus dem Streuobstanbau und aus Privatgärten zurückgreift, zumal ein erwerbsmäßiger Anbau von speziellen Äpfeln zur Safterzeugung in Mitteleuropa kaum rentabel ist. Der allergrößte Anteil des in Deutschland verkauften Apfelsaftes entstammt säurearmen Sorten des Erwerbsobstbaus, aus diesem Grunde wird dem Saft Ascorbinsäure zugesetzt.
- Der spezielle Mostapfel wird zur Herstellung alkoholischer Getränke wie Apfelwein, Cidre, klaren Schnäpsen (Obstbrand und Calvados) verwendet.

Auch als Kochobst ist der Apfel hervorragend geeignet. Kochapfelsorten sind meist sehr süß und trotzdem auch ziemlich sauer, und sie verlieren ihre feste Konsistenz und ihr Aroma beim Erhitzen nicht. So gibt es etwa den Behm-Apfel, der seinen Namen den berühmten Mehlspeisen der Böhmischen Küche (außerhalb Ostösterreichs eher als Wiener Küche bekannt) verdankt, allen voran der zu internationalem Ruf gelangte Apfelstrudel.
Der Apfel ist das ideale Obst zum Einkochen, da er durch seinen hohen Pektingehalt als natürliches Konservierungs- und Geliermittel wirkt. Außer für Apfelmus wird er verwendet bzw. zugesetzt, um andere Obstarten einkochtauglich zu machen. Auch die Früchte vieler Wildäpfel kann man entsaften und zu Apfelgelee verarbeiten; einige sind aber ausschließlich gekocht genießbar.

### Heilpflanze
Als Heilpflanze taucht der Apfel auf einer babylonischen Tontafel aus dem 8. vorchristlichen Jahrhundert auf, die die Pflanzen des Heilkräutergartens des Königs Marduk-apla-iddina II. aufzählt. Auch die mittelalterliche Medizin schrieb dem Apfel allerlei heilkräftige Wirkungen zu. Die Mehrzahl der Früchte der damaligen Apfelsorten dürfte für den heutigen Geschmack noch reichlich sauer, gerbstoffhaltig und holzig gewesen sein.
- Der Verzehr von Früchten mit Schale hat im Allgemeinen eine adstringierende und eine abführende und keimtötende Wirkung.[26]
- Apfel ist auch gut für den Magen.[26]

Apfelfaser ist ein Ballaststoff, der aus entsafteten und getrockneten Äpfeln gewonnen wird. Er enthält einen hohen Anteil an Pektinen.
Der regelmäßige Verzehr von Äpfeln reduziert das Risiko, an Herz- und Gefäßerkrankungen, Asthma und Lungenfunktionsstörungen, Diabetes mellitus und Krebs zu erkranken. Bei den Krebserkrankungen sind dies insbesondere Darm- und Lungenkrebs. Mehrere Studien, Tierversuche und epidemiologische Daten kommen zu dem Schluss, dass der regelmäßige Verzehr von Äpfeln eine krebsvorbeugende Wirkung habe. Dafür sind vermutlich die in Äpfeln enthaltenen Pektine und Polyphenole, wie beispielsweise Quercetin, verantwortlich. Auch in Tierversuchen konnten die epidemiologischen Daten bestätigt werden. Mäuse und Ratten mit einer Nahrungsergänzung aus Äpfeln entwickelten bis zu 50 Prozent weniger Tumoren. Auch waren die Tumoren kleiner und die Metastasierung schwächer ausgeprägt als bei den Tieren, die keine Äpfel in der Nahrung hatten. Der gleiche Effekt stellte sich bei Apfelsaft ein, wobei hier der trübe Apfelsaft wirksamer war. Vermutlich sind hier die Procyanidine, die in trübem Apfelsaft in hoher Konzentration vorliegen, die Ursache. Apfeltee wird als Getränk aus getrockneten oder frischen Apfelstücken zubereitet. Das englische Sprichwort An apple a day keeps the doctor away fasst die gesundheitsfördernde Wirkung der Apfelfrucht zusammen.
Untersuchungen haben immer wieder gezeigt, dass Äpfel aus konventioneller Landwirtschaft, im Gegensatz zu Äpfeln aus ökologischer Landwirtschaft, in der Regel mit mehreren Pestiziden gleichzeitig belastet sind.

### Vermarktung
Dem deutschen Apfel ist seit 2010 der 11. Januar gewidmet. Der Tag des deutschen Apfels wurde von allen wichtigen Apfel-Erzeugerorganisationen Deutschlands ins Leben gerufen. Initiatoren unterstützen den Aktionstag, der im Rahmen der Verbraucherkampagne „Deutschland – Mein Garten“ stattfindet. Am 11. Januar 2010 wurden kostenlos 40.000 Äpfel in den fünf Großstädten Berlin, Hamburg, Köln, Leipzig und München verteilt. Ziel der Maßnahme war es, auf deutsche Äpfel aufmerksam zu machen und das Wissen um die verschiedenen Sorten und ihre Anwendungsbereiche zu vergrößern.
In Österreich wird jedes Jahr am zweiten Freitag im November der Tag des Apfels gefeiert. Damit soll auf den hohen Vitamin- und Mineralstoffgehalt, die Fähigkeit als Durstlöscher und die positive gesundheitliche Wirkung aufmerksam gemacht werden.

## Wirtschaftliche Bedeutung

### Weltproduktion
Im Jahr 2023 wurden laut Ernährungs- und Landwirtschaftsorganisation (FAO) der Vereinten Nationen weltweit etwa 97.339.339 t Äpfel geerntet. Die 10 größten Produzenten ernteten zusammen 78,1 % der Welternte. Die Volksrepublik China allein brachte 51,0 % der Ernte ein. Die größten europäischen Produzenten waren Polen, Italien und Frankreich. Zum Vergleich: In Deutschland wurden im selben Jahr 941.210 t, in Österreich 191.910 t und in der Schweiz 171.250 t geerntet.
| Rang | Land                | Menge (in t) |
| ---- | ------------------- | ------------ |
| 1    | Volksrepublik China | 49.601.700   |
| 2    | Vereinigte Staaten  | 5.151.680    |
| 3    | Türkei              | 4.602.517    |
| 4    | Polen               | 3.892.700    |
| 5    | Indien              | 2.876.000    |
| 6    | Italien             | 2.267.750    |
| 7    | Iran                | 2.177.337    |
| 8    | Russland            | 2.083.191    |
| 9    | Frankreich          | 1.894.440    |
| 10   | Chile               | 1.475.950    |
|      | Summe Top Ten       | 76.023.265   |
|      | restliche Länder    | 21.316.074   |

### Welthandel
Die größten Exporteure waren 2021 die Volksrepublik China (1.078.352 t), gefolgt von Polen (921.863 t) und Italien (920.271 t).

## Apfelanbau

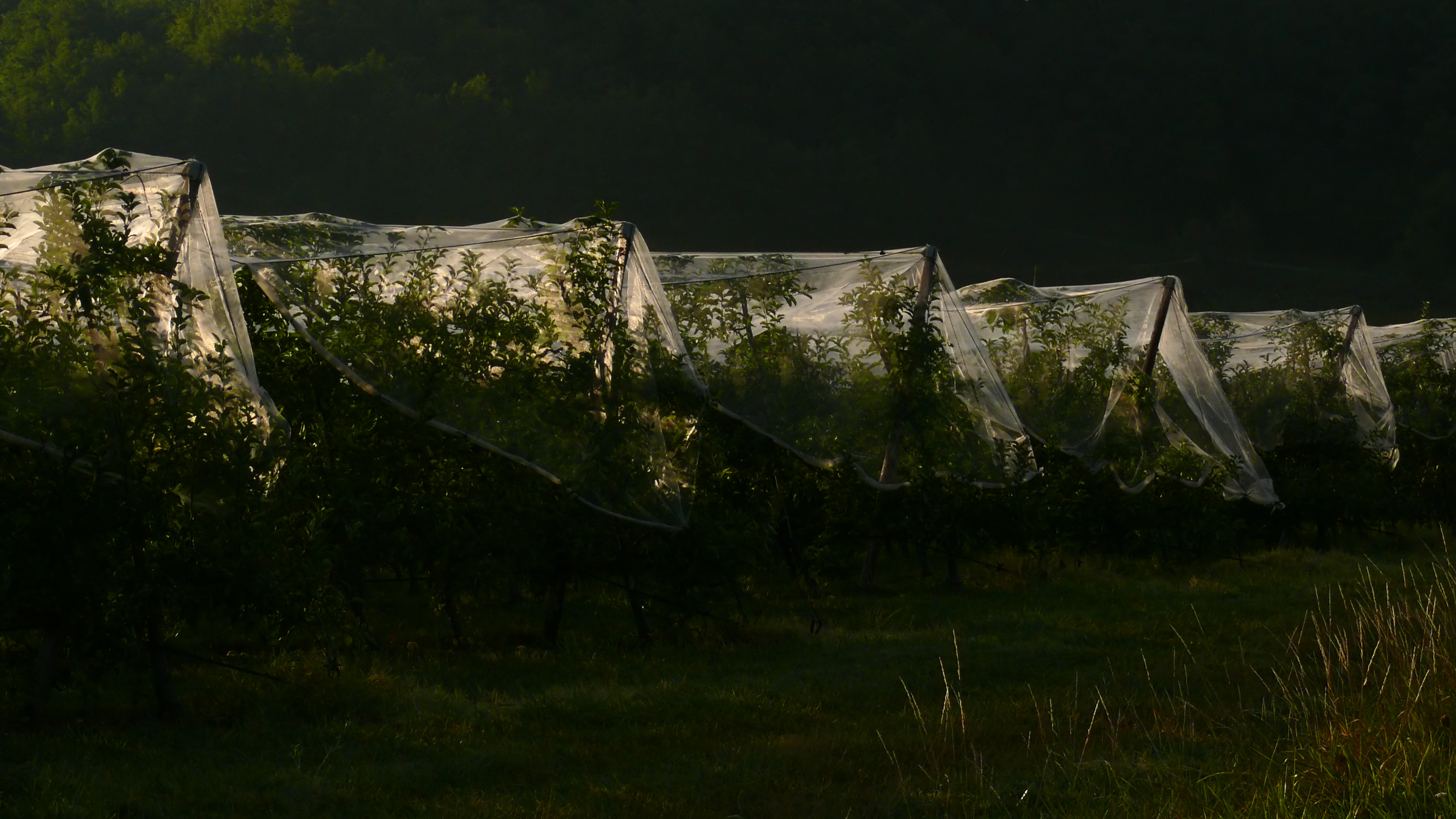
Apfelanbau im Périgord, Frankreich

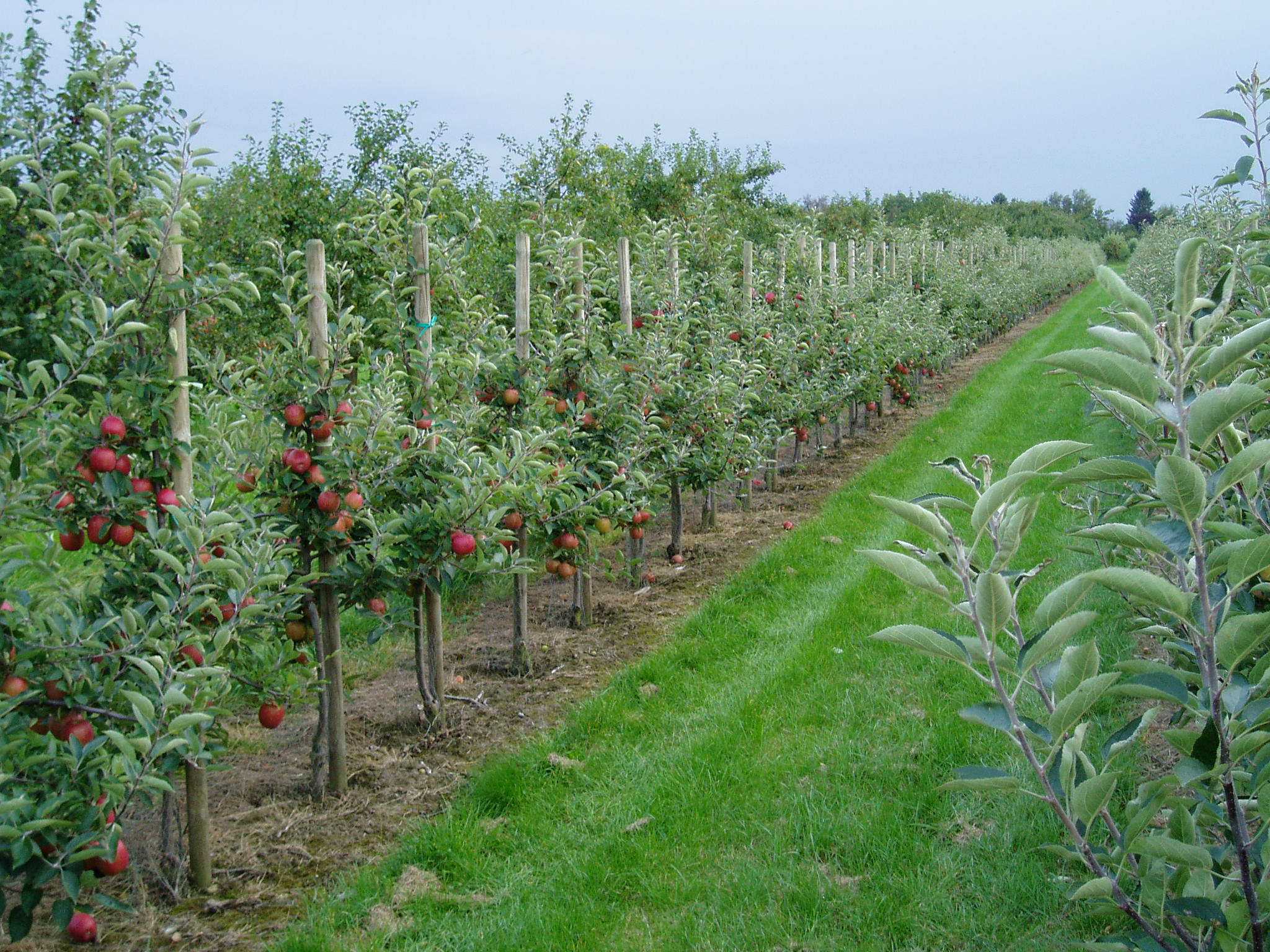
Apfelplantage im Alten Land

Es gehört zu den frühen kulturellen Errungenschaften, die Nutzung des Apfels als Nahrungsmittel von Zufallsfunden auf eine Pflege des Apfelbaums umzustellen und könnte älter sein als die typischen ackerbaulichen Methoden: Sie lässt sich auch in nichtsesshafter Lebensweise durchführen.
Den Obstbau, so wie wir ihn heute kennen, haben in Mitteleuropa die Römer eingeführt. Sie begannen laut Quellenlage mit der gezielten Züchtung und brachten die Kunst des Pfropfens und Klonens in ihre Kolonien und Provinzen. Seit dem 6. Jahrhundert hat man den Apfel in Mitteleuropa angebaut. Seit dem 16. Jahrhundert wurde er dann zu einem Wirtschaftsgut.
In Deutschland legte der Obstbaupionier Otto Schmitz-Hübsch 1896 die erste Apfelplantage an und führte zugleich die Dichtpflanzung mit Niederstammbäumen ein.

### Kultur
Die Kultur gelingt am besten in mäßig nährstoffreichem, feuchtem, aber wasserdurchlässigem Boden in voller Sonne. Äpfel sind frosthart.
Die Keimlinge (aus den Kernen = Samen) eines Apfels sind nie sortenrein. Für die Erhaltung und Zucht von Apfelsorten eignen sich daher nur die unterschiedlichen Techniken der vegetativen Vermehrung.

#### Wurzelveredelung
Diese Methode fügt ausgewählte Partner zusammen, um gewisse Eigenschaften zu erhalten. Dazu wird meist eine Unterlage, also eine Sorte, die ausschließlich für den Wurzel- oder Stammaufbau zuständig ist, mit einem einjährigen Trieb der gewünschten Edelsorte veredelt. Diese Edelsorte bildet mit ihren Zweigen in den folgenden Jahren die Baumkrone und die fruchttragenden Baumteile.

#### Kronenveredelung
Bei Sorten, die entweder zu schwach wachsen, nicht gerade wachsen oder nicht frosthart sind, hat sich die Zwischenveredlung durchgesetzt. Auf die gewünschte Wurzelunterlage wird ein Stammbildner mit einer der Methoden der Pflanzenveredlung veredelt (meist okulieren), um dann, wenn das Bäumchen die gewünschte Stammhöhe erreicht hat, mit einer oder auch mehreren Apfelsorten in der Baumkronenhöhe veredelt zu werden.

#### Alternative Unterlagen
Als Unterlagen standen früher ausschließlich aus Kernen gezogene Sämlinge zur Verfügung (siehe auch bei den Sorten Bittenfelder und Jakob Fischer), mittlerweile wird mit speziellen Unterlagenzüchtungen eine für den Erwerbsobstbau geeignete Pflanzencharakteristik erzielt. Aus Apfelkernen gezogene Unterlagen bilden fast immer mächtige Wurzeln und Stämme aus, tragen erst nach 8 bis 10 Jahren Früchte und sind Grundlage historischer Streuobstanlagen oder Einzelbäume. Die nach den gewünschten Eigenschaften selektierten und vegetativ vermehrten Unterlagen für den Erwerbsobstbau bilden kaum Holz (solche „Bäume“ brauchen lebenslang Stützkonstruktionen), wurzeln flach, sodass in trockenen Perioden künstliche Bewässerung notwendig ist, aber bringen bereits nach wenigen Jahren einen höheren Fruchtertrag je Fläche als die Hochstämme.

### Vermehrung

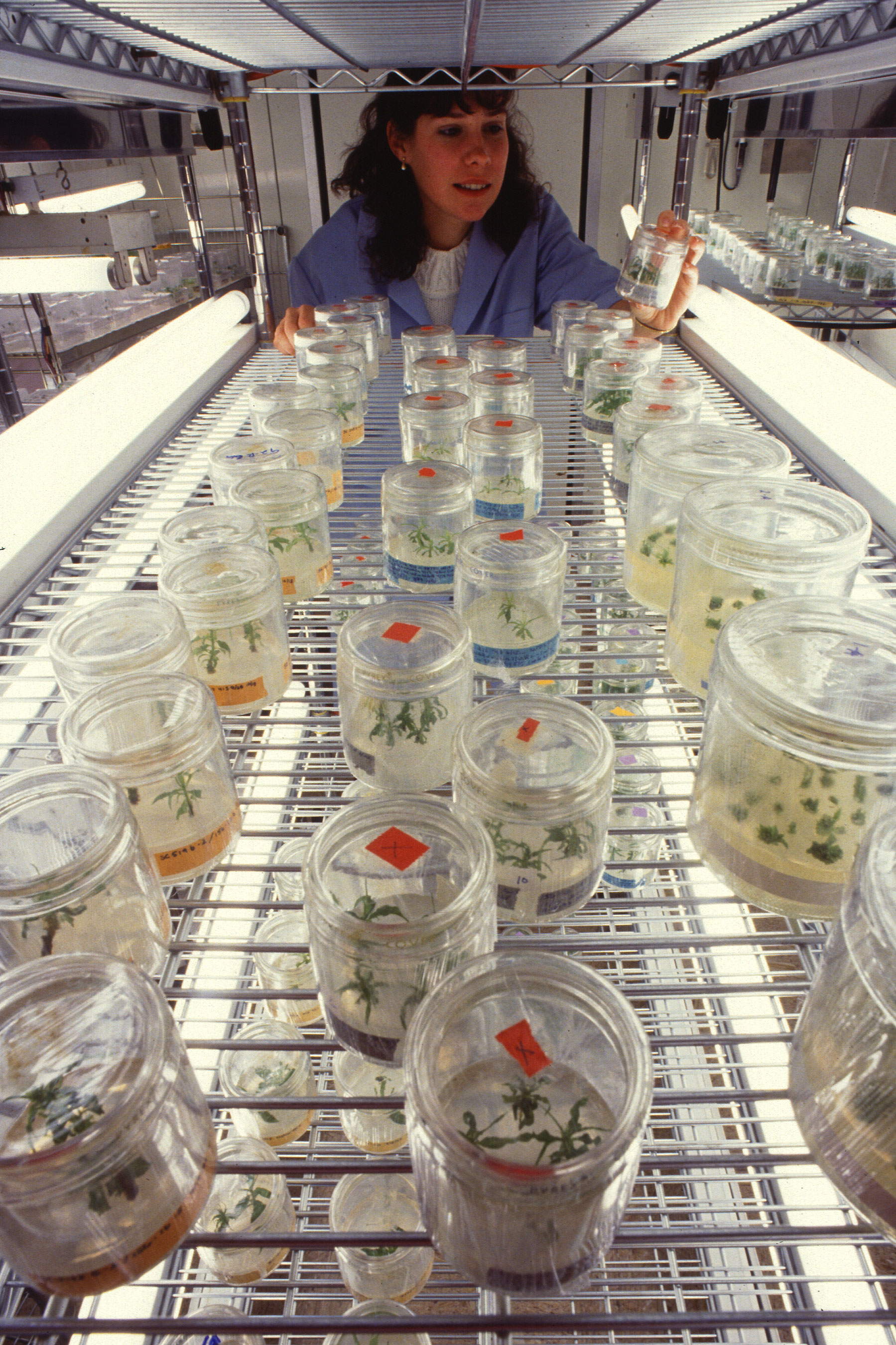
Apfelsprösslinge auf Nährboden im Labor

Zur Vermehrung von Unterlagen werden Apfelkerne im Herbst im Saatbeet gesät. Sie müssen durch Kälteeinwirkung keimfähig gemacht (stratifiziert) werden. Apfelkerne verfügen häufig über keimhemmende Substanzen, die erst durch Gärungsprozesse abgebaut werden – Kerne aus Pressgut (Trester) eignen sich daher besonders für die Keimung, während Kerne, die man einfach beim Apfelessen zur Seite legt, selten keimen. Die kleinen Apfeltriebe können dann in den folgenden Jahren veredelt werden.
Die angebauten Apfelsorten werden, sobald sie als Sorte stabil und interessant sind, durch vegetative Vermehrung, Klonen (ungeschlechtliche Vermehrung, die von einem geschlechtlich gezüchteten Individuum ausgeht) oder durch Veredelung/Pfropfen auf einen Apfelstamm (meist auch nur auf einen bewurzelten Zweig – wegen geringerer Kosten) vermehrt.
Die Gefahr ist groß, dass in Vergessenheit geratene Sorten unwiederbringlich verloren gehen. Im Prinzip reicht zwar ein Apfelbaum aus, um eine Apfelsorte zu erhalten, da jeder Apfel durch Veredelung oder Klonen in beliebiger Zahl reproduziert werden kann. Jedoch ist ein Apfelbaum mit etwa 100 Jahren Lebensdauer nicht sehr langlebig (im Vergleich: Linden z. B. werden bis zu 2.000 Jahre alt).
Heutzutage wird versucht, den in der hohen Sortenvielfalt steckenden genetischen Reichtum durch Bestimmen und Sammeln alter Sorten zu erhalten und zu vergrößern oder zumindest die Verarmung zu verlangsamen. Insbesondere wäre dieser genetische Reichtum in der Neuzüchtung sehr wichtig. Im Moment wird dies aber nicht praktiziert. In Deutschland leistet unter anderem das Julius Kühn-Institut in Dresden-Pillnitz einen wertvollen Beitrag zur Sammlung alter und neuer Apfelsorten; für Großbritannien ist hier etwa die National Fruit Collection in Brogdale, einem Vorort von Faversham, zu nennen. Das Erhalten alter Apfelsorten ist sonst kommerziell schlecht nutzbar und eine solche Aufgabe mit industriellen Methoden kaum zu bewältigen; für alte Apfelsorten sind Streuobstwiesen daher ein wichtiger Anbauort.

### Schädlinge, Krankheiten, Unwetter

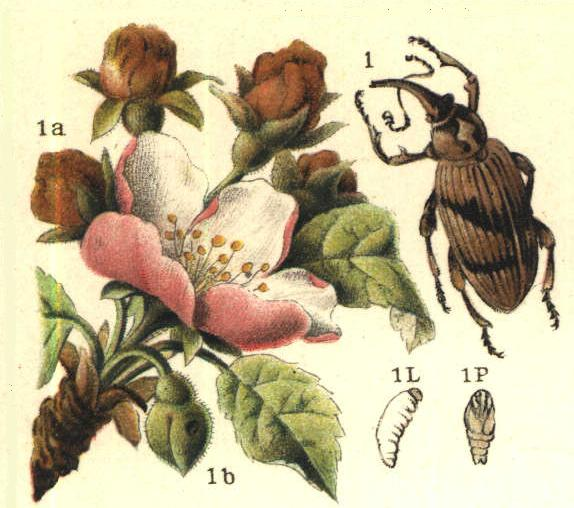
Apfelblütenstecher (Anthonomus pomorum)

Der Feuerbrand ist die derzeit (2008) bei weitem folgenschwerste Bedrohung für den Obstbau in Mitteleuropa – besonders die heutigen Erwerbsbausorten zeigen sich als hochanfällig, er befällt aber auch viele der alten Sorten aggressiv.
Folgende Schädlinge und Krankheiten können im Apfelanbau Probleme hervorrufen:
- Blattschäden, die die Photosyntheseleistung des Baumes schwächen und zu vermindertem Fruchtertrag führen:
  - Rote Spinne (Obstbaumspinnmilbe), Apfelrostmilbe, diverse Raupen, Mehltau
- Fruchtschäden, die den Ertrag im Wert mindern oder ganz unbrauchbar machen:
  - Blattläuse sondern ein Sekret ab, das die Früchte klebrig macht
  - Die Weibchen des Apfelblütenstechers legen im Frühjahr ein Ei in eine Knospe. Die Larve frisst diese aus und schneidet anschließend die Blütenblätter an. Dadurch entfalten sich die Blüten nicht und folglich bildet sich keine Frucht
  - Die Larven des Apfelwicklers befallen die Früchte (umgangssprachlich als „wurmstichig“ bezeichnet)
  - Apfelschorf befällt die Früchte und ist ein rein ästhetisches Problem. Er macht die Äpfel für Verkaufszwecke unansehnlich, kann jedoch gerade ein Indiz für spritzmittelfreie Kultur sein
  - Apfelsägewespe (Hoplocampa testudinea)
  - Glasigkeit, eine Stoffwechselstörung
  - Stippe, eine Mangelerscheinung
  - Fleischbräune, die zu nicht mehr ansprechenden Früchten führt
  - Monilia-Fruchtfäule führt zu braunen, verschimmelten Früchten
- Pflanzenschäden, die den ganzen Baum schwächen oder zum totalen Absterben führen können:
  - Feuerbrand, Tumoren, übermäßiger Mistel-Befall.
  - Apfelblutlaus
  - Obstbaumkrebs
  - Apfelmosaikvirus
  - Apfeltriebsucht, durch Phytoplasmen verursachte Krankheit.

Auch durch Sonnenbrand werden Früchte geschädigt, wogegen Kaolin als Sonnenschutzmittel in wässriger Suspension ausgebracht werden kann.
Darüber hinaus können im ganzen Obstbau auch Wind-, Schneebruch oder Hagelschlag sowie extreme Spätfröste regional zu gravierenden Ernteausfällen führen.

### Anbaugebiete

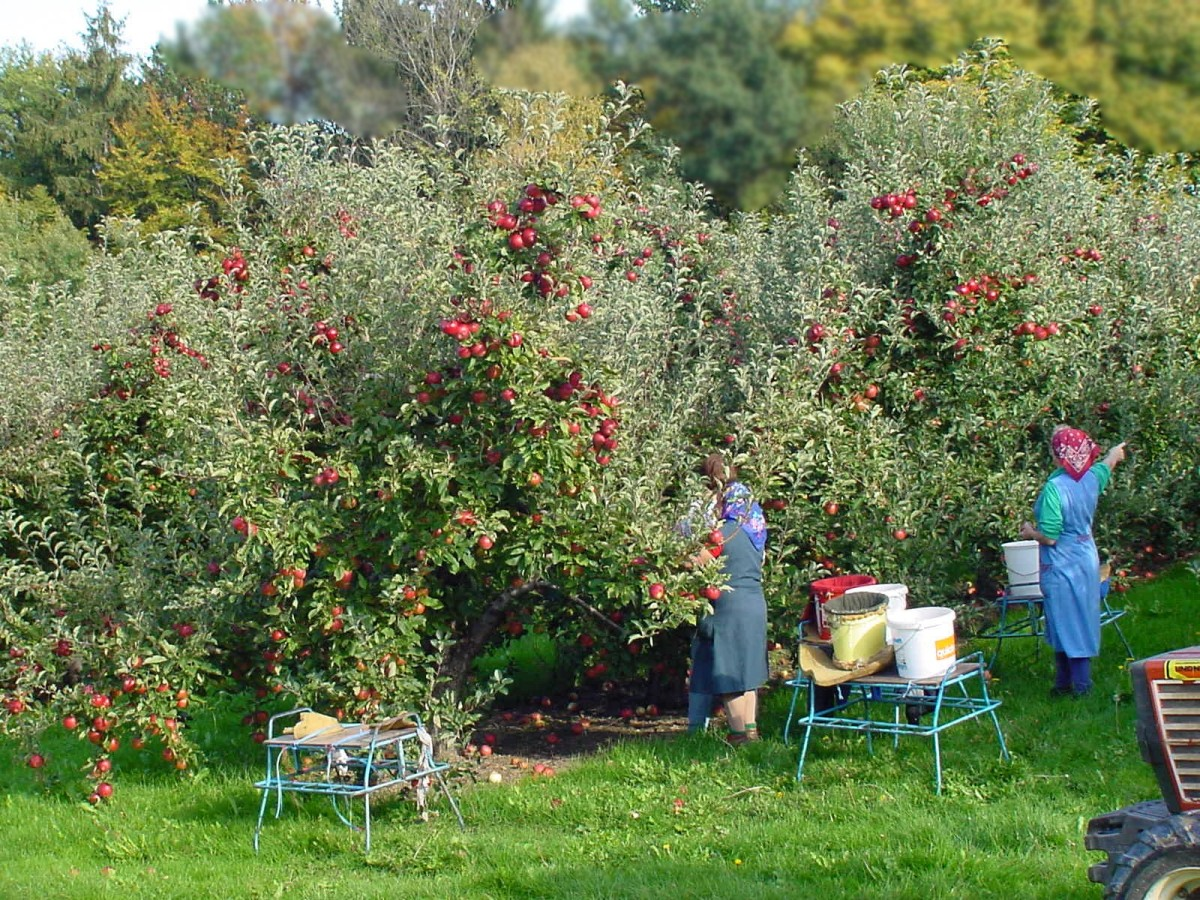
Apfelernte in der Steiermark

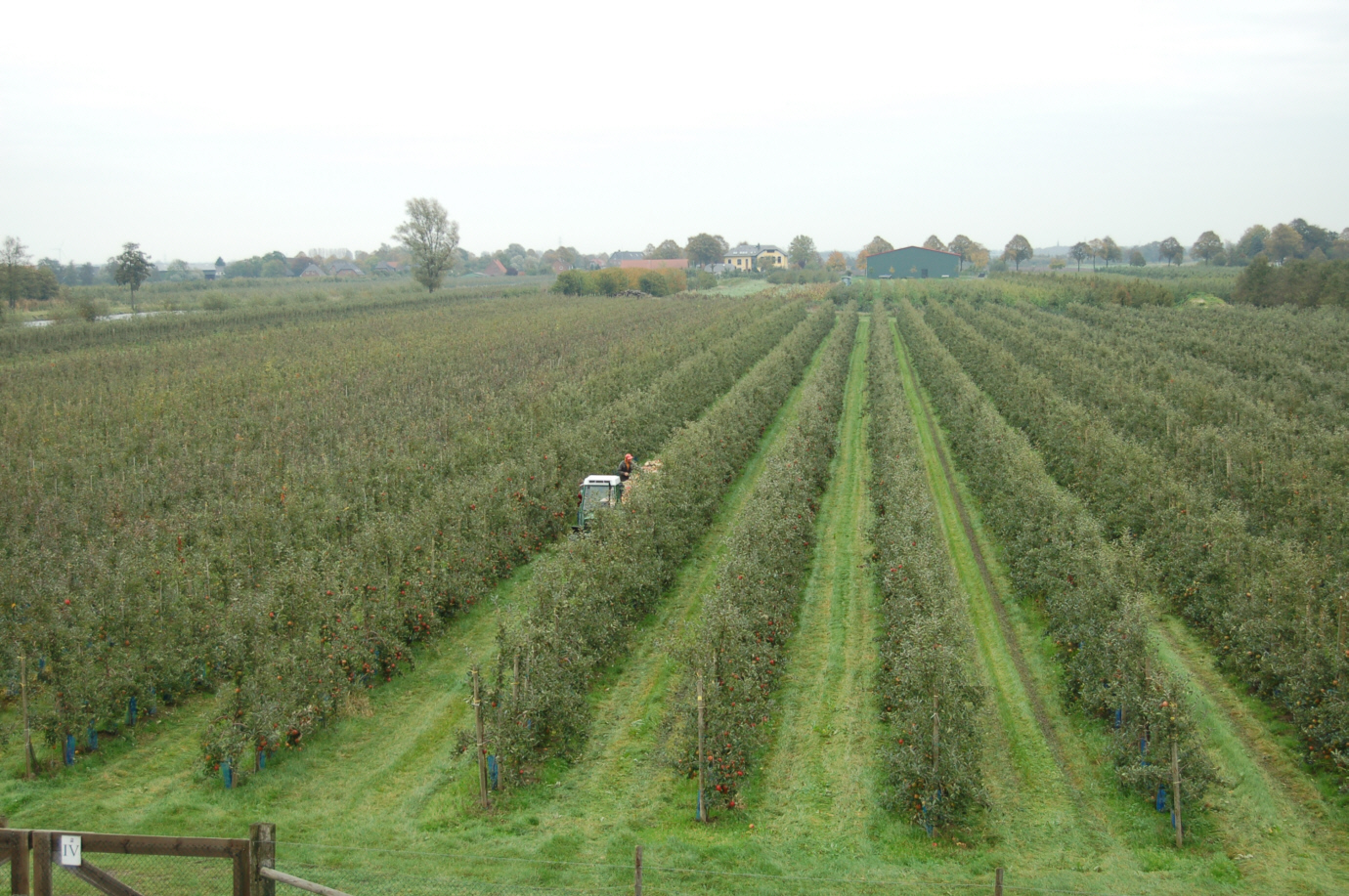
Apfelplantage in der Seestermüher Marsch

In einigen Regionen sind auch Streuobstwiesen und Apfelbaum-Alleen verbreitet.
Die wirtschaftlich bedeutendsten Apfelanbaugebiete Europas sind die Normandie und die Poebene. Im gesamten Mittelmeerraum wird für den Export angebaut, klassische Obsterwerbsanbaugebiete in Mitteleuropa sind:
- Nord- und Mitteldeutschland: Meckenheim (Rheinland), Wetterau (Hessen), Werder (Havel), Altes Land, Fahner Höhen (Thüringen), Borthen, Muldental und Kohrener Land in Sachsen, Pfalz
- Alpenraum: Rund um den Bodensee, Ost-Steiermark (Apfeldorf Puch bei Weiz, Steirische Apfelstraße), Mostviertel, Lavanttal, Südtirol

Von der Südhalbkugel – vor allem aus Neuseeland, Chile und Argentinien – werden Äpfel in großen Mengen importiert und decken im Frühling und Sommer den größten Teil der Apfelnachfrage der Nordhalbkugel.

### Obstbau in Deutschland
2015 wurden in Deutschland 973.000 Tonnen Äpfel geerntet (13 Prozent weniger als im Vorjahr und etwas über dem langjährigen Durchschnitt von 972.000 Tonnen). 2016 wurden 1.032.090 Tonnen geerntet und 2017 lediglich 596.700 Tonnen – ein Rekordtief. Ursache war vor allem eine kurze Frostperiode während der Obstblüte im April. Dem Rekordtief folgte 2018 ein Rekordhoch mit 1.198.500 Tonnen.
Die Apfelpreise der vier größten produzierenden Länder in der EU (Deutschland, Frankreich, Polen und Italien) lagen (Stand 2018) im langjährigen Schnitt bei 0,68 Euro / Kilogramm.
Das größte Obstanbaugebiet in Deutschland ist das Alte Land südlich des Elbe-Ästuars zwischen Stade und Hamburg. Die Anbaufläche im Alten Land beträgt rund 10.700 Hektar. Durch die Wassermassen der Elbe und die nahe Nordsee ist das Klima dort milder als in den umliegenden Gebieten.
Im Alten Land wurde bereits im 17. Jahrhundert Obst angebaut. Zweitgrößte Obst- bzw. Apfelregion in Deutschland ist die Bodenseeregion mit rund 8500 Hektar Anbaufläche. Rund 1.200 Obstbauern betreiben hier Obstanbau und erzeugten 2008 rund 1,5 Milliarden Bodensee-Äpfel. Am Bodensee gehören Jonagold, Elstar, Idared und Gala, aber auch alte Sorten wie Cox Orange und Schöner aus Boskoop, zu den häufigsten und beliebtesten Kulturapfelsorten. Auch die neueren Sorten Cameo und Fuji werden angebaut; sie sind Lagersorten, die im September und Oktober geerntet werden und bis zum Sommer des Folgejahres verfügbar sind. Alle Apfelsorten profitieren von den vergleichsweise langen Sonnenperioden und vom Bodenseeklima.

### Apfelanbau und Verpackung in Österreich
1960 setzte die Rationalisierung und Intensivierung im Obstbau ein, und in den 1970er und 1980er Jahren wurden massenhaft Bäume gefällt und Obstgärten mit Baumreihen angelegt, die heute überwiegend mit Hagelschutznetzen, meist reffbar, ausgestattet sind.
Von österreichweit 6000 Hektar Anbaufläche liegen 80 % in der Steiermark, wo mit insgesamt 220.000 Tonnen mengenmäßig gut 3/4 der Äpfel geerntet werden, und zwar überwiegend aus Plantagen und nur mehr 1/4 aus Streuobstwiesen (Stand 2012). Durch Puch bei Weiz führt die touristisch beworbene Steirische Apfelstraße; im Alpenvorland des westlichen Niederösterreichs liegt das Mostviertel.
Sommer-, Most- und Winteräpfel werden gewaschen und sortiert, als Tafelobst geschüttet oder gelegt vermarktet, zu Mus oder Saft verarbeitet, teilweise vergoren und/oder gebrannt. Äpfel können in Scheiben geschnitten durch Dörren haltbar gemacht werden, was insbesondere in Vorarlberger Haushalten Tradition ist, andererseits industriell für Müslimischungen erfolgt.
Viele Sorten wurden zu besonders großen Exemplaren hin gezüchtet, die komfortabel eher als Spalten gegessen werden. Kleine Äpfel werden, weil im Ganzen schon kindermundgerecht, seit etwa 2002 als Kinderäpfel verkauft. Am Holzspieß mit rotem Zuckerguss kandiert gibt es Äpfel als Jahrmarktdelikatesse.
Die in Österreich mit Abstand am häufigsten angebauten Sorten sind Golden Delicious und Gala; sie wachsen auf etwa der Hälfte der für den Anbau von Winteräpfeln verwendeten Fläche. Weitere wichtige Sorten sind Idared, Jonagold, Braeburn, Elstar und Topaz.
Die Haupterntezeit ist im September und Oktober. Sommeräpfel versucht man schon möglichst früh zu ernten und rasch zu vermarkten, Winteräpfel werden hingegen eingelagert und halten sich in Kühlzellen (+3 °C und sauerstofffrei) bis zu einem Jahr.
Äpfel werden gepflückt und geklaubt und kommen schon im Obstgarten in die Großkisten eines der Obstpackhäuser der Region. Kippstapler können diese Kisten sorgsam leeren, die Äpfel fallen ins Wasser, werden gewaschen, nach Durchmesserklassen und Farbe sortiert und getrocknet. Danach werden die Äpfel in kleinere Kisten geschüttet, in Steigen gelegt oder noch kleinteiliger – etwa in 6er-Trays – verpackt.
Pressäpfel können mechanisch etwas gröber behandelt werden und werden daher eher per Kippanhänger mit bis zu 1,5 Meter Schütthöhe von Landwirten zu Obstverwertern oder Obstpressereien geliefert, um eventuell den daraus gewonnenen (Süß-)Most sofort zurück zu übernehmen und ihn selbst in Flaschen abzufüllen oder zu vergären.
Äpfel werden etwa zur Hälfte exportiert (und auch importiert), in Obst- und Gemüsegroßmärkten, in Lebensmittelmärkte, auf Bauern- und Straßenmärkten sowie direkt ab Hof gehandelt. Etwa 5 bis 15 Prozent der Äpfel werden in zertifizierter Bio-Qualität gekauft bzw. angeliefert.
Insbesondere in Streuobstwiesen sind noch 800 alte Sorten vorhanden. Nicht alle davon sind heimischen Ursprungs: So wurde nahe Meißen in Deutschland der Borsdorfer angebaut, wurde später im nahen Böhmen Meißener (míšenské jablko) genannt und kam dann nach Österreich, wo er nun ab 1877 als Winter-Maschanzker dokumentiert ist. Genau genommen sind auch Golden Delicious und Jonathan alte Sorten, weil sie vor 1900 in den USA aufgefunden wurden.

### Lagerung
Um Äpfel das ganze Jahr über in gleichmäßiger Qualität im Handel anbieten zu können, gibt es verschiedene Lagerungsverfahren.
Die Reifung der Äpfel wird durch das natürliche „Reifungsgas“ (Phytohormon) Ethen (Ethylen), das sie selbst erzeugen, gesteuert. Deshalb kann bei Lagerung unter kontrollierter Atmosphäre (CA-Lager) die Bildung von Ethen gehemmt bzw. das gebildete Ethen aus der Atmosphäre entfernt und damit eine längere Lagerzeit erreicht werden. Seit einigen Jahren ist in der EU und der Schweiz auch die Verwendung von 1-Methylcyclopropen (Handelsname z. B.: SmartFresh) erlaubt, das Rezeptoren für die Reife-stimulierenden Signale des Ethens im Apfel blockiert. Dadurch wird die Bildung von pflanzeneigenem Ethen gehemmt und die Wirksamkeit von Ethen aus der Umgebungsluft unterbunden. Durch solche Verfahren gelagerte Äpfel lassen sich über Monate hinweg als „frisch“ vermarkten.

## Symbolik
Der Apfel spielt in allen eurasischen Kulturen eine Rolle, und zwar als Symbol der Liebe, Sexualität, der Fruchtbarkeit und des Lebens, der Erkenntnis und Entscheidung, des Reichtums. Aufgrund seiner Verbreitung taucht er in zahllosen Märchen auf und spielt in Mythen und Ritualen eine Rolle. In der Kunst dient ein dargestellter Apfel dann als Sinnbild und hängt in seiner Ikonografie stark vom Kontext ab, in dem er dargestellt ist.

### Der Liebesapfel
Als uraltes Symbol der Erde wurde der Apfel schon von Anfang an der Offenbarung des weiblichen Prinzips und Göttinnen der Liebe, Sexualität, der Fruchtbarkeit zugeordnet. Bei den Babyloniern war es Ischtar, die mit dem Symbol des Apfels verehrt wurde, bei den Griechen Aphrodite und bei den Germanen Idun.
Der Apfel ist eine gängige alte Umschreibung für die weibliche Brust.
Faustus sagt in der Walpurgisnacht (nach Johann Wolfgang von Goethe)

Einst hatte ich einen schönen Traum:

Da sah ich einen Apfelbaum,

Zwei schöne Äpfel glänzten dran;

Sie reizten mich, ich stieg hinan.

Der Äpfelchen begehrt Ihr sehr,

Und schon vom Paradiese her.

Von Freuden fühl ich mich bewegt,

Daß auch mein Garten solche trägt.
Die Konnotation ist aber nicht auf weibliche Aspekte eingeschränkt, im Hohelied Salomos (2, 3) um 1000 v. Chr. heißt es:

„Wie ein Apfelbaum unter den Bäumen des Waldes, so ist mein Liebster unter allen andren Männern! In seinem Schatten möchte ich ausruhn und seine Früchte genießen.“

### Der Lebensapfel
Eine alte Legende, die in unterschiedlichen Kulturen auftaucht, ist die vom Apfelbaum als Baum des ewigen Lebens.
- In der nordischen Sage verschenkte die Göttin Idun goldene Äpfel an das Göttergeschlecht der Asen, die dadurch ewige Jugend erhielten.
- In der griechischen Mythologie wird von den goldenen Äpfeln der Hesperiden erzählt, die ewiges Leben gewährleisteten, schließlich von Herakles geraubt, von Athene aber wieder zurückgegeben wurden.
- In der walisischen Kultur war es Merlin, der kriegsmüde zur Insel der Apfelbäume reiste.
- Martin Luther wird das Zitat zugeschrieben: „Wenn ich wüsste, dass morgen der Jüngste Tag wäre, würde ich heute noch ein Apfelbäumchen pflanzen.“

Der Apfel trägt das Leben in sich, damit auch den Tod.
- Schneewittchen: Mit einem vergifteten Apfel wird die Protagonistin in den Verderb geführt.
- Bis in das 18. Jahrhundert trug man bei Prozessionen auch Apfelbäumchen mit einem Totenkopf und einer künstlichen Schlange mit, die einen Apfel im Maul trug.

Der Apfel steht auch für Frucht an sich und dadurch allgemein für Fruchtbarkeit.
- Der Apfel fällt nicht weit vom Stamm heißt so viel wie „das Kind ähnelt seinen Eltern“.
- Wenn bei Darstellungen der Heiligen Familie auch der Apfelbaum oder ein Behälter mit geernteten Früchten hinzutreten, so wird auf die wunderbare Fruchtbarkeit Mariens oder Annas hingewiesen. Eine barocke Darstellung dafür ist beispielsweise Rubens Heilige Familie unter dem Apfelbaum (Kunsthistorisches Museum Wien).

### Der Apfel der Prüfung

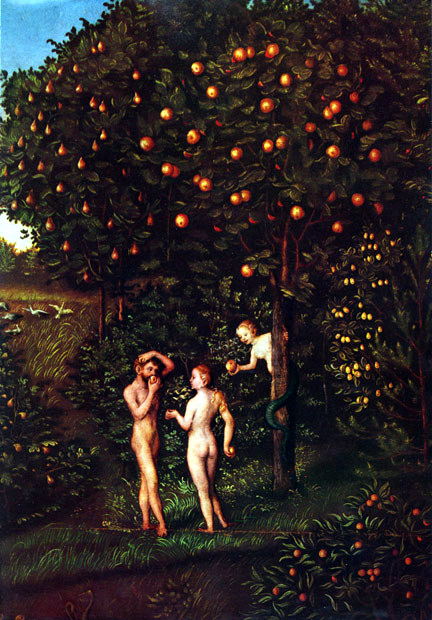
Der Sündenfall von Lucas Cranach (1472–1533)

Der Apfel steht allgemein für etwas Begehrenswertes und insbesondere für die Prüfung, der Versuchung des Diebstahls zu widerstehen.
Die bekannteste Geschichte ist wohl die von Adam und Eva im Garten Eden und ihrer Vertreibung daraus, die in der Bibel erzählt wird. Eine Frucht vom Baum der Erkenntnis des Guten und des Bösen, die Adam und Eva verbotenerweise essen, um wie Gott zu werden, ist der Auslöser. Obwohl in der Bibel nur allgemein von „Frucht“ die Rede ist, hat sich in der westlichen Welt der Gedanke festgesetzt, es sei ein Apfel gewesen. Andere Früchte, die regional mit dem Mythos in Verbindung gebracht werden, sind Feige oder Granatapfel, nicht aber die – erst in der Neuzeit nach Europa eingeführte – Tomate, der „Paradiesapfel“ oder Paradeiser.
Der Apfel dient als Emblem der ganzen Thematik vom Paradies, der Unschuld und deren Verlust für den Menschen. Dieser Kontext wird in vielen Märchen, auch im arabischen Raum, verarbeitet. In der christlichen Ikonographie repräsentiert er den gesamten Themenkomplex von Sünde und der Erlösung.
- Am Baum hängend, in Zusammenhang mit der Schlange, ist er das Sinnbild der Versuchung.
- In den Händen des Menschen ist er das Symbol der Sünde und des folgenden Sündenfalles.
- In den Händen Christi steht er für die Erlösung von der durch den Sündenfall bedingten Erbsünde.
- Auf Bildern, die das Jüngste Gericht darstellen, halten Erlöste Äpfel als Symbol des wiedereroberten Paradieses in der Hand.
- Typisch für das Spätmittelalter sind Darstellungen, auf denen die Muttergottes dem Kind den Apfel überreicht. Dies hat die Bedeutung: Christus nimmt die Sünden der Welt auf sich und erlöst dadurch die Menschheit. Insbesondere in der Marienverehrung umfasst der Kontext auch, dass ihm durch Maria die Macht überreicht wird, den Menschen von der Sünde freizusprechen. Die steht im Zusammenhang mit dem unten erläuterten Symbol des Reichsapfels. Dabei wird die Vorstellung von Maria als „der neuen Eva“ weiter ausgestaltet, etwa in der Darstellung Evas, die Äpfel an die Sünder verteilt, und der Maria, die Hostien an die Gläubigen verteilt (Missale des Berthold Furtmeyr, 1481, München), oder die Schlange mit dem Apfel im Maul zu Füßen Marias als Hinweis auf die Überwindung der Erbsünde.

Der Apfel stellt den Menschen vor die Entscheidung zwischen einem geliebten Menschen und persönlichem Vorteil. In einigen Versionen der Sagen wird Wieland der Schmied von einem seiner Brüder unterstützt. Dieser ist ein berühmter Bogenschütze und Jäger. Um ihn zu testen, lässt ihn König Nidung einen Apfel vom Kopf seines Sohnes schießen. Dieser Apfelschuss ist auch von Wilhelm Tell bekannt. Der goldene Apfel ist ein Preis, den es zu zahlen gilt, um einen Ehepartner zu gewinnen. Beispiele sind die Werbung Hippomenes’ um Atalante, oder in den Grimmschen Märchen Einäuglein, Zweiäuglein und Dreiäuglein, Der goldene Vogel oder Eisenhans.

### Der Apfel als Ernte

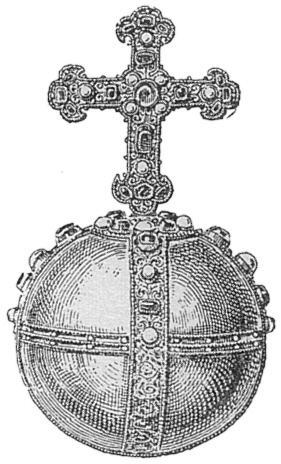
Reichsapfel

Der Apfel – insbesondere der vom Baum fallende – symbolisiert den Kontext von Ernte und daraus entstehendem Reichtum und Macht, auch im geistigen Sinne von Erkenntnis.
- Frau Holle: Die Protagonistinnen dieses Märchens begegnen unter anderem einem Apfelbaum, der voller Äpfel hängt. Diese rufen ihnen zu: „Ach schüttel mich, ach schüttel mich, wir Äpfel sind alle reif.“ Während die positive Heldin den Wunsch des Baumes erfüllt und für ihren Fleiß belohnt wird, geht die negative Heldin achtlos an ihm vorüber und wird bestraft.
- Es wird die Geschichte erzählt, dass Isaac Newton durch die Betrachtung eines Apfels am Apfelbaum, evtl. auch des Falls des Apfels vom Baum, im Garten von Woolsthorpe Manor auf die Idee kam, die Himmelsmechanik beruhe auf derselben Gravitation wie der Fall von Äpfeln auf die Erde.
- Als Reichsapfel ist der Apfel im mitteleuropäischen Kaisertum das Symbol des Besitzanspruches und das Zepter das Zeichen der Verfügungsgewalt. Dieser Apfel war – gelegentlich – mit Sand oder Asche gefüllt als memento mori, zum Zeichen der Vergänglichkeit aller irdischen Macht. Gefasst ist er in ein christliches Kreuz, zum Zeichen der Herleitung des Machtanspruchs von einer höheren Macht, aber auch der Unterordnung unter diese.

### Der Zankapfel

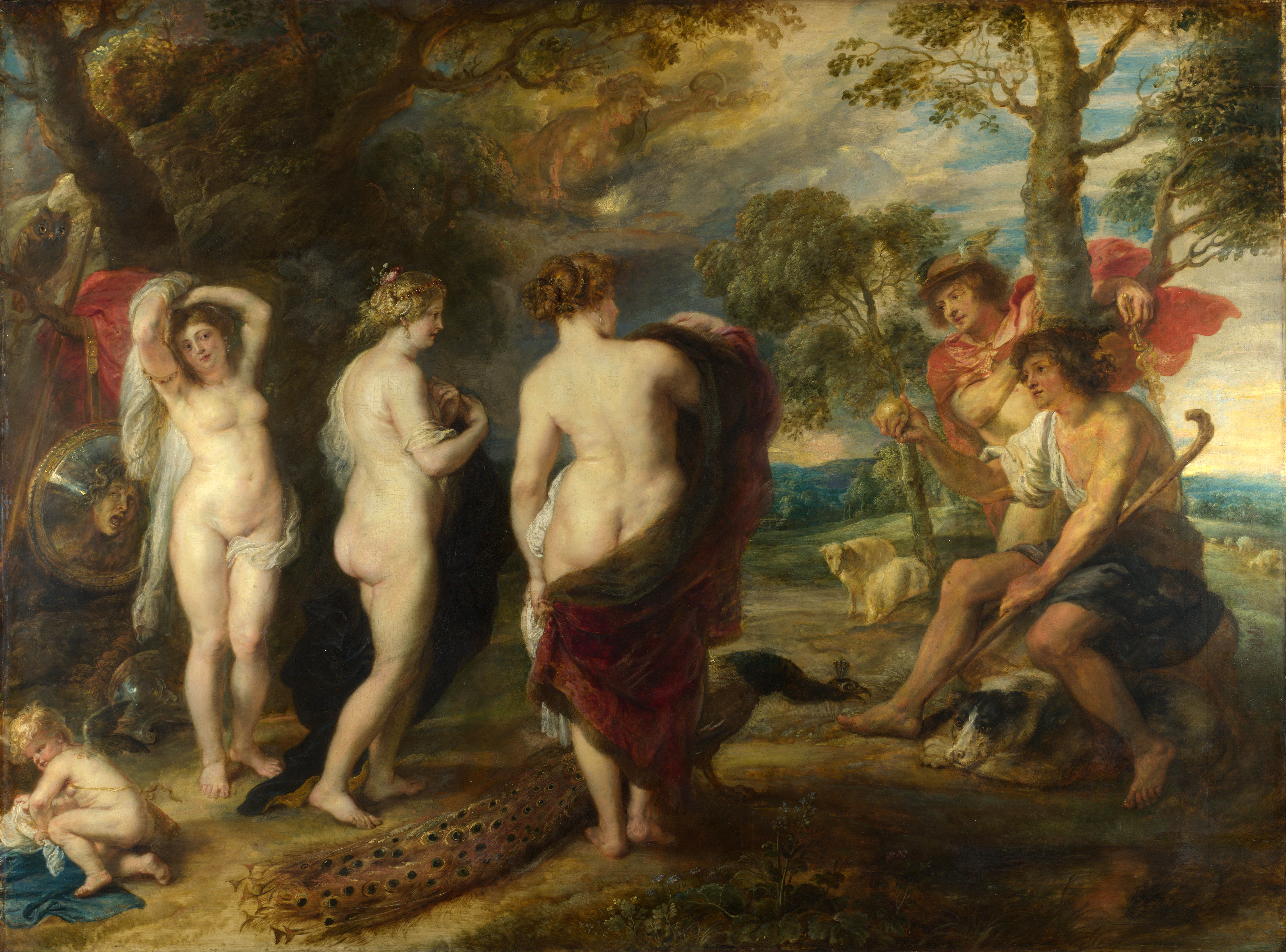
Das Urteil des Paris von Peter Paul Rubens 1636

### Goldener Apfel
In der griechischen Mythologie ist der Goldene Apfel im Urteil des Paris und als im Garten der Hesperiden wachsende, ewige Jugend spendende Frucht vertreten.
In der osmanischen Tradition wurde die Bezeichnung „goldener Apfel“ (türkisch kızıl elma) als Synonym für jede der noch nicht eroberten vier christlichen Hauptstädte, die von goldenen Weltkugeln bekrönt wurden, verwendet. Als bedeutende Machtzentren ihrer Zeit waren sie primäre Ziele potentieller Eroberungen durch das expandierende Reich der Osmanen.
- Konstantinopel (bis zur Eroberung durch die Osmanen und Umbenennung in Istanbul)
- Buda
- Wien (bis zur zweiten gescheiterten Belagerung) und
- Rom.

In der nordischen Mythologie ist Göttin Idun unter anderem die Hüterin goldener Äpfel.

### Schneewittchen
Schneewittchen wurde von der Königin durch einen Apfel vergiftet, der ein zentrales Symbol und Motiv im Märchen von Schneewittchen ist.

### Kunst
In einem seiner Gemälde verwendet der Künstler René Magritte Äpfel in seiner Arbeit mit Wörtern und ihren Darstellungen. Ein Gemälde trägt den Namen Ceci n'est pas une pomme (Dies ist kein Apfel) und befindet sich derzeit im Musée René Magritte in Brüssel.

### Marke
Um die englische Bezeichnung Apple als Markenname gab es einen Rechtsstreit zwischen Apple und dem Beatles-Label Apple Records bzw. Apple Corps. Beide haben einen Apfel als Logo.
Die Firma Apple benannte eine Produktreihe (Macintosh) ebenfalls nach einer Apfelsorte. Die Firma soll dieses Symbol gewählt haben, weil die Gründer in ihren jungen Jahren oft in Geldnot waren und regelmäßig Äpfel aßen (die den Vorteil haben, dass sie nahrhaft sind). Manche glauben auch, dass es eine Anspielung auf Isaac Newtons Apfel ist (das ursprüngliche Firmenlogo zeigte übrigens den Apfel, den Baum und Newton, der darunter schlief). Das herausgebissen Stück erinnert auch an die Frucht der Erkenntnis.
Auf einem Macintosh-Computer war die Apfeltaste die Modifikationstaste, die der Windows-Taste entspricht (seit der Version 10.5 des Systems durch das Zeichen „cmd“ ersetzt). Auf Apple-Systemen erhält man das Symbol „Apfel“ mit der Tastenkombination Alt+&, aber dieses Symbol verwendet kein reserviertes Zeichen im Unicode und wird daher nicht unbedingt überall als Apfel dargestellt.
Das Logo von Apple Corps Ltd, der Plattenfirma der englischen Band The Beatles, ist ein Granny-Smith-Apfel.

## Apfelkernkette

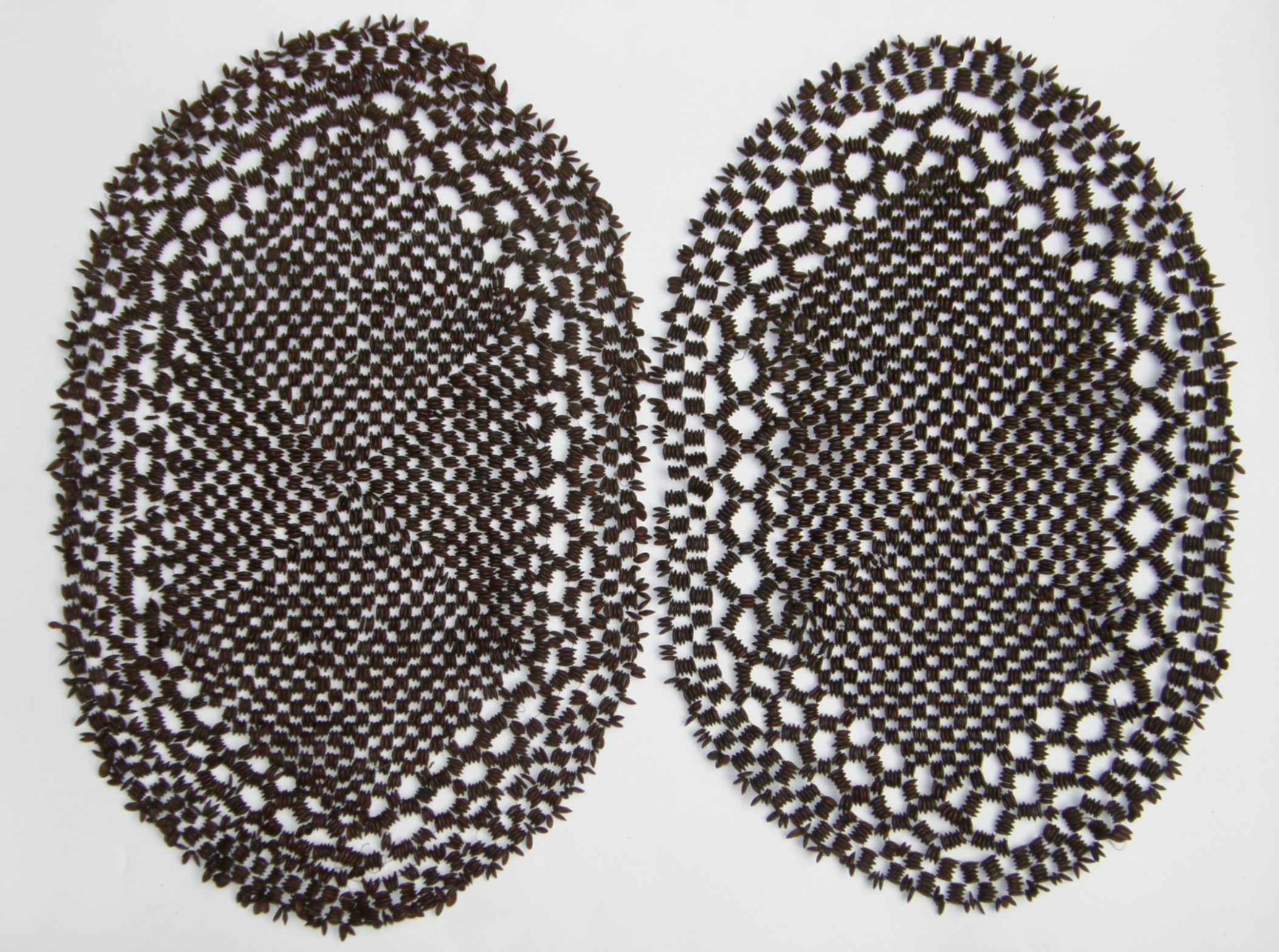
Fleißarbeit: Apfelkerne zu zwei kleinen Tischdeckchen vernäht

„Apfelkerne-Fädeln“ ist eine beliebte Freizeitbeschäftigung, bei der frische und weiche Apfelkerne mithilfe einer Nadel auf einen Faden gezogen werden. Das Endergebnis wird in der Regel zu einem Schmuckstück verarbeitet, wobei es entweder in Form eines Armbands oder, bei größerer Sammlung, als Halskette verknotet werden kann. Die Technik des Fädelns von Apfelkernen gehört zu den ältesten Formen der Schmuckherstellung und hat in vielen Kulturen eine lange Tradition. In einigen Ländern werden die gefertigten Schmuckstücke auch als Glücksbringer oder Talisman verwendet.

## Apfelbutz(en)
Von einem durch rundum Abbeißen gegessenem Apfel bleibt der Butz (Butzn, Butzen; Apfelgriebs, Apfelgriebsch, Kitsch(e), Krotz, Nüssel) über.